# Holocausto
El Holocausto —o por su término hebreo, Shoá (traducido como «La Catástrofe»)— es el genocidio realizado por el régimen de la Alemania nazi contra los judíos de Europa durante el transcurso de la Segunda Guerra Mundial. Los asesinatos tuvieron lugar en todos los territorios ocupados por Alemania en Europa. Sería el desenlace de un concepto racista alemán puesto en práctica por los nazis, conocido por ellos como la solución final a la cuestión judía, o solo la «solución final» (en alemán: Endlösung).
La decisión nazi de llevar a la práctica el genocidio fue tomada entre finales del verano y principios del otoño de 1941 y el programa genocida alcanzó su punto culminante en la primavera de 1942 —desde finales de 1942, las víctimas eran transportadas en trenes de carga, en especial conducidos a campos de exterminio donde, si sobrevivían al viaje, la mayoría eran asesinados de forma sistemática en las cámaras de gas—. A cargo de su planificación, organización administrativa y supervisión estuvo Heinrich Himmler. Por lo demás, fue la repetida retórica antisemita de Adolf Hitler la que incentivó la ejecución de las matanzas, que además contaron directamente con su aprobación. De esta forma, entre 1941 y 1945, la población judía de Europa fue perseguida y asesinada en forma sistemática, durante el mayor genocidio del siglo XX. Sin embargo, este exterminio no se limitó sólo a los judíos, sino que los actos de opresión y asesinato se extendieron a otros grupos étnicos y políticos. Cada brazo del aparato del Estado alemán participó en la logística del genocidio, convirtiendo al Tercer Reich en un «Estado genocida». Las víctimas no judías de los nazis incluyeron a millones de polacos, comunistas y otros sectores de la izquierda política, homosexuales, gitanos, discapacitados físicos y mentales y prisioneros de guerra soviéticos.
Dada la dificultad para establecer cifras certeras, se ha tomado la cifra simbólica de seis millones de muertos en torno a la comunidad judía. Se estima que, en total, murieron un mínimo de once millones de personas y, de ellas, un millón habrían sido niños. De los judíos residentes en Europa antes del Holocausto, dos tercios fueron asesinados. La maquinaria del Holocausto tenía una red de 42 500 instalaciones por toda Europa para confinar y matar a sus víctimas y contó con la participación directa de entre 100 000 y 500 000 personas para su planificación y ejecución. Entre los métodos utilizados estuvieron la asfixia por gas venenoso (Zyklon B), los disparos, el ahorcamiento, los trabajos forzados, el hambre, los experimentos pseudocientíficos, la tortura médica y los golpes.
A lo largo del Holocausto se produjeron episodios de resistencia armada contra los nazis. El ejemplo más notable fue el levantamiento del gueto de Varsovia de 1943, cuando miles de combatientes judíos mal armados se enfrentaron durante cuatro semanas a las SS. Se estima que entre 20 000 y 30 000 judíos participaron en Europa del Este en los movimientos partisanos creados durante la Segunda Guerra Mundial en los países ocupados por Alemania, que contaron con millones de guerrilleros. Los judíos franceses también tuvieron gran actividad en la Resistencia francesa. En total, se produjeron alrededor de un centenar de levantamientos judíos armados.
El Parlamento Europeo y el Consejo de la Unión sancionaron una ley que entró en vigor a finales de 2007 penando el negacionismo del Holocausto y de todos los demás crímenes nazis; además la Comisión Europea creó en el 2010 la base de datos de Infraestructura europea para la investigación del Holocausto (EHRI), destinada a reunir y unificar toda la documentación y archivos que conciernen al genocidio. La ONU rinde homenaje a las víctimas del Holocausto desde 2005: fijó el 27 de enero como el Día Internacional de la Memoria de las Víctimas del Holocausto, dado que ese día de 1945, el Ejército Rojo de la Unión Soviética liberó el campo de concentración de Auschwitz.

## Terminología

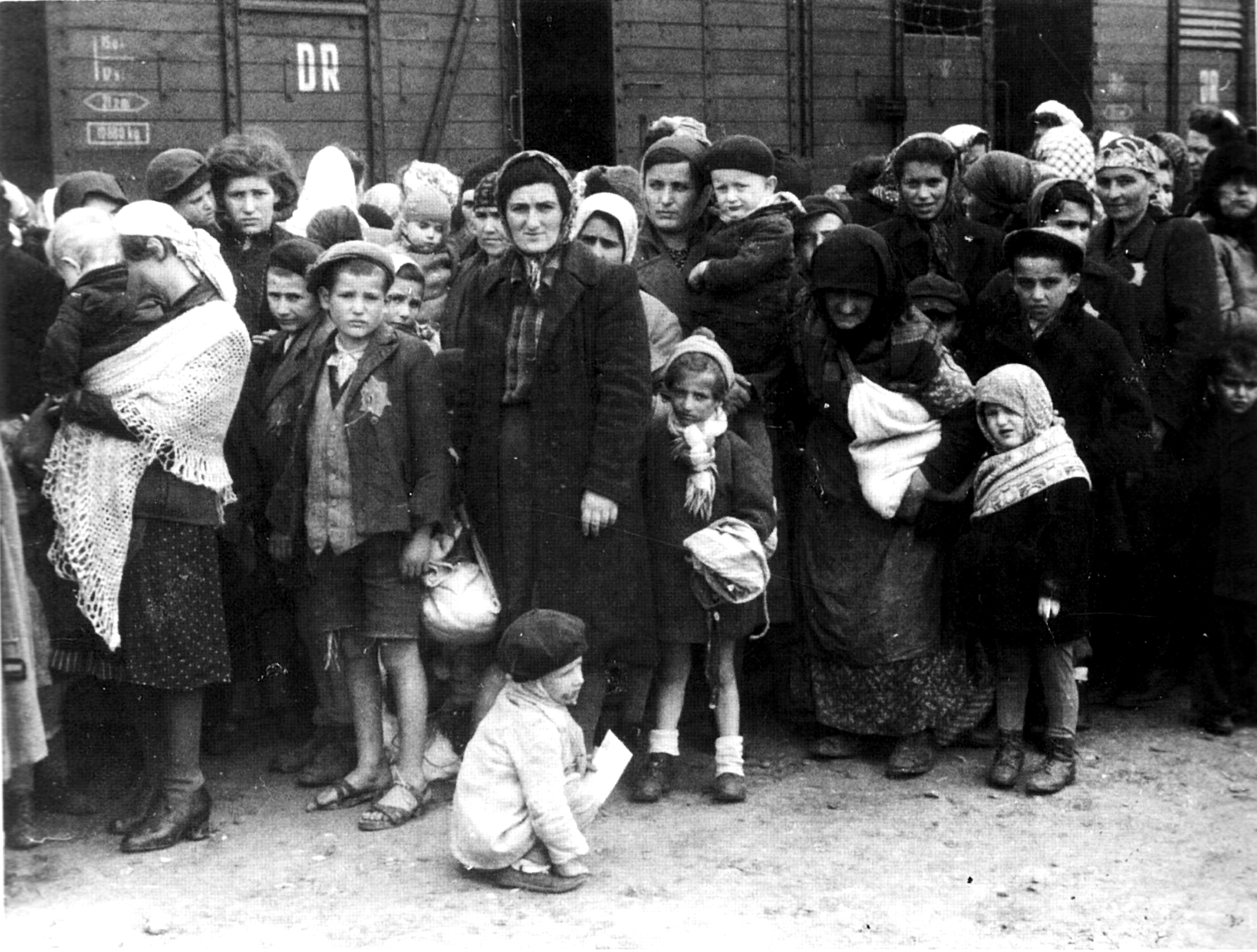
Víctimas llegadas de Hungría al campo de exterminio de Auschwitz, mayo de 1944.

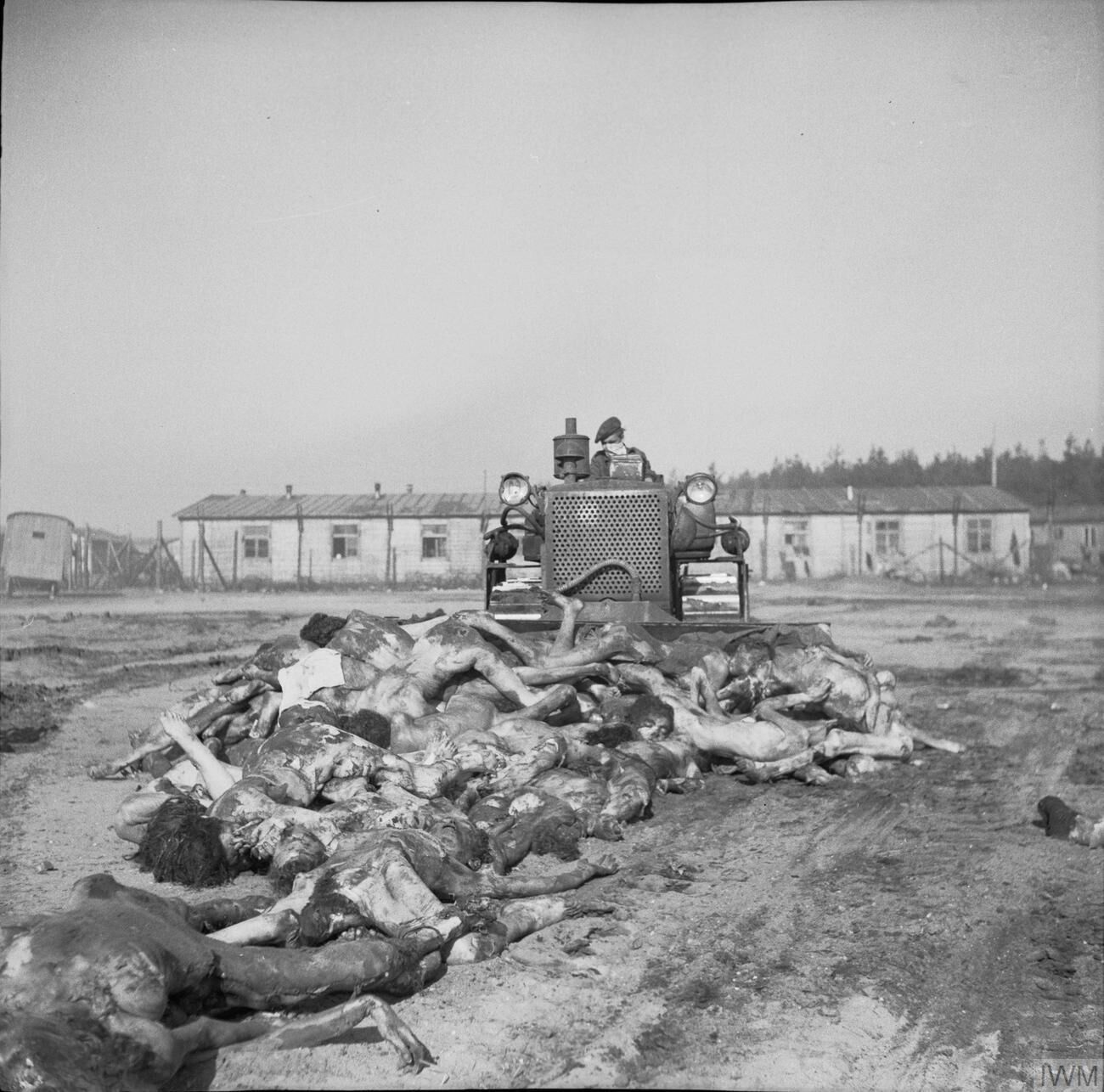
Cadáveres hallados en Bergen-Belsen, 19 de abril de 1945.

La palabra «holocausto» proviene de la Septuaginta, traducción al griego del Antiguo Testamento, en la que el término griego olokaustos (ὁλόκαυστος: de ὁλον, ‘completamente’, y καυστος, ‘quemado’) traduce una palabra hebrea que se refiere a un sacrificio consumido por el fuego.
Desde el siglo XVI se empleó la expresión holocaust en el idioma inglés para catástrofes extraordinarias de incendios con gran cifra de víctimas. En el siglo XVIII la palabra adquiere un significado más general de muerte violenta de gran número de personas.
En 1923, Winston Churchill usó la expresión holocaust en su publicación El mundo en crisis en referencia al genocidio armenio en Turquía. El término «holocausto» fue empleado por escritores contemporáneos para describir grandes matanzas a fuego, incluyendo, por ejemplo, al The New York Times para describir la masacre de chinos en Nankín, o al escritor judío Edward Ellsberg, para describir a las 2,403 víctimas estadounidenses del sorpresivo ataque japonés a Pearl Harbor de 1941.
Posteriormente, los historiadores judíos de finales de la década de 1950 fueron los primeros en apropiarse el término «holocausto» para las víctimas judías de la Segunda Guerra Mundial; la generalización de dicho término en inglés se produjo a finales de los años sesenta.
En relación con el uso de la palabra holocausto para referirse al genocidio de judíos europeos durante la Segunda Guerra Mundial, en la entrada «Holocaust» de la Encyclopaedia Britannica (2007), la definición es la siguiente:

la matanza sistemática, patrocinada por el Estado, de seis millones de hombres, mujeres y niños judíos, y millones de otros, [perpetrada] por la Alemania Nazi y sus colaboradores durante la Segunda Guerra Mundial. Los alemanes la llamaron «la solución final para la cuestión judía».

Hay quienes suponen además que Holocausto podría también remitir al «ascendente» u ofrenda sacrificada y completamente quemada de algún antiguo sacrificio ritual bíblico.
También se utiliza para nombrarlo el término Shoá (Shoah o Sho'ah), proveniente del hebreo שואה y cuyo significado es «catástrofe». La palabra forma parte de la expresión Yom ha-Sho'ah, con la que se nombra en Israel al día oficial de la Memoria del Holocausto.
En yidis para referirse al Holocausto se emplea la expresión hurb'n eiropa, y ella posee el significado de «Destrucción [de las comunidades judías] de Europa», incluyendo esto también la cultura de las mismas.
La persecución y el asesinato de los judíos no se desarrollaron solo en Alemania o en los campos de exterminio, también tuvieron lugar en Rusia, Europa Oriental y la península balcánica, donde los alemanes y sus colaboradores (austriacos, lituanos, letones, ucranianos, húngaros, rumanos, croatas y otros) llevaron a cabo múltiples matanzas de judíos en fosas, bosques, barrancos y trincheras.
El concepto de genocidio, como pena judicial, no entró en vigor hasta 1954; de hecho en los Juicios de Núremberg no fue reconocido como delito. La Convención para la prevención y la sanción del delito de genocidio es un documento de Naciones Unidas aprobado en 1948. Su principal impulsor fue el jurista polaco Raphael Lemkin que fue el primero en utilizar y definir el delito de genocidio en un libro publicado en 1946, en el que denunció los crímenes nazis cometidos en la Europa ocupada.

### La toma de conciencia del Holocausto
En la posguerra y en la década de 1950 no hubo una toma de conciencia del Holocausto. Los judíos eran considerados unas víctimas más de la Segunda Guerra Mundial, por lo que el Holocausto «está poco presente en el debate público, y los propios judíos no intentan introducirlo. Los sobrevivientes a menudo querían hablar, pero no se les escuchaba demasiado...», comenta Michel Wieviorka. Cuando se empieza a hablar en Occidente de la destrucción de los judíos de Europa es en la década de 1960 a raíz del proceso a Adolf Eichmann; entonces empieza a difundirse el término Holocausto, aunque éste no alcanzará a todas las capas de la población hasta la emisión en 1978 de la serie televisiva norteamericana Holocausto. La palabra Shoah, utilizada en Israel, no se popularizó en Occidente hasta la década de 1980, en especial tras el estreno en 1985 del gran documental de Claude Lanzmann Shoah. Después películas —como La lista de Schindler— y libros contribuyeron a que el Holocausto esté presente en la conciencia colectiva. Según Michel Wieviorka, la toma de conciencia del Holocausto constituye «un gran escudo, aporta una barrera a toda expresión fuerte de antisemitismo».

## La cuestión organizativa y el papel de Hitler
La historiografía sobre el nazismo y el Holocausto ha discutido desde siempre el grado de diseño u organización previa con la que se llevó a cabo el genocidio y el grado de implicación de Hitler, tanto en lo que se refiere a si hubo una orden directa para que se iniciase, como en si hubo respaldos explícitos durante su ejecución.

La imperfección de las fuentes, que en buena medida es un reflejo del secretismo de las operaciones de asesinato y de la deliberada falta de claridad en el lenguaje empleado para referirse a ellas, ha llevado a los historiadores a extraer conclusiones muy diversas, aun a partir de las mismas evidencias, en cuanto al momento y la naturaleza de la decisión o decisiones de exterminar a los judíos.

En el estado actual de conocimientos, parece asentada la idea de que el Holocausto no se desarrolló siguiendo las directrices de ningún plan perfectamente definido; de hecho, no se tiene constancia de ningún documento que recogiese un diseño específico para el mismo. Así las cosas, se considera que

la Solución Final, tal y como surgió, era una unidad dentro de un número concreto de «programas» organizativamente distintos, uno de los cuales, surgiendo de las condiciones específicas del Warthegau y permaneciendo en todo momento bajo la dirección del mando de la provincia más que bajo el control central de la oficina principal de la Seguridad del Reich, fue el programa de exterminio de Chelmno.

En cuanto al grado de responsabilidad directa de Hitler, Adolf Eichmann recordó, años después de terminada la guerra, que Heydrich le había comunicado que tenía una orden de Hitler para exterminar físicamente a los judíos. En esta línea, hasta la década de 1970 se aceptaba que la «solución final» se había puesto en marcha a partir de una orden directa de Hitler. Sin embargo, en 1977 el historiador Martin Broszat dio un giro a esta visión de los hechos notando que Hitler no había dado ninguna «orden exhaustiva de exterminio general», sino que habían sido los «problemas para aplicar la deportación general», tras la invasión de la URSS, los que habían llevado a los dirigentes nazis a iniciar los asesinatos en masa de judíos en las regiones que estuviesen bajo su mandato. Solo retrospectivamente, esos asesinatos habrían sido notados por la dirección nazi y reconvertidos en un programa de exterminio más general y concienzudo. En concreto,

el programa de exterminio de los judíos se desarrolló gradualmente de un modo institucional y fue puesto en práctica mediante acciones individuales hasta principios de 1942, para adquirir un carácter definitivo después de la construcción de los campos de exterminio en Polonia (entre diciembre de 1941 y julio de 1942).

Esta línea de interpretación sería respaldada desde 1983 por otro historiador, Hans Mommsen, quien ha insistido en la idea de que la Solución Final surgió a partir de los fragmentados procesos de toma de decisiones del nazismo, los cuales permitirían las iniciativas particulares al respecto y la acumulación de su radicalización. Para él, está claro que Hitler conocía y aprobaba todo lo que sucedía, pero la improbabilidad de que pudiese haber una orden formal suya en relación con el genocidio se compadece con sus intentos explícitos de ocultar su responsabilidad personal y, subconscientemente, de suprimir la realidad circundante.
Con todo, ha habido historiadores, como Christopher R. Browning, que han mantenido la idea de una decisión concreta de Hitler, que habría tenido lugar durante el verano de 1941 y cuyo reflejo habría sido la orden de Göring a Heydrich por la que le instaba a preparar una solución total a la «cuestión judía» (otros historiadores, como Philippe Burrin, no veían detrás de este mandato la orden de Hitler). La aprobación del plan de exterminio por parte de Hitler habría ocurrido a finales de octubre o noviembre de ese año, una vez paralizada la invasión a la URSS.
Otras hipótesis al respecto han apuntado a enero de 1941 como fecha para una decisión de Hitler de exterminar a los judíos (Richard Breitman); a agosto de 1941, justo al conocerse la declaración de la Carta del Atlántico firmada por Roosevelt y Churchill (Tobías Jersak); a diciembre de ese año (Christian Gerlach); e, incluso, a junio de 1942, justo después del asesinato de Reinhard Heydrich en Praga (Florent Brayard).
Son seguras, sin embargo, sus declaraciones justificativas del genocidio, en especial concentradas durante los primeros meses de 1942, y con referencias directas que demuestran su conocimiento.
En las dos últimas décadas, y dado que además de que no se ha encontrado ninguna orden de Hitler relacionada con el Holocausto, «parece improbable que Hitler diera una orden única y explícita para ejecutar la Solución Final», la historiografía se ha decantado por la idea de que nunca se tomó una decisión única y específica de matar a los judíos de Europa. Con todo, durante su proceso en Jerusalén en 1961, Eichmann confesó que durante la Conferencia de Wannsee (1942) «se estudiaron con rigor los [más efectivos] métodos para exterminar a todo el pueblo judío que vivía en Europa».
Con relación a Hitler, cuyo papel principal habría sido el de una especie de árbitro entre los líderes nazis que fueron tomando las decisiones que desembocaron en el genocidio, el historiador Ian Kershaw ha hablado de su «autoridad carismática» como fuente del mecanismo psicológico mediante el cual sus subordinados trabajaban con

la expectativa de que [sus deseos e intenciones] eran las «pautas para la acción», con la certidumbre de que las acciones que estuvieran en consonancia con esos deseos e intenciones merecerían su aprobación y confirmación.

Así las cosas, su papel al respecto es menos evidente de lo que puede parecer a simple vista. Los historiadores no han llegado a ningún acuerdo claro en relación con el grado de intervención directa de Hitler para dirigir la política de exterminio, lo que incluye el debate acerca de si hubo por su parte una orden o, incluso, si hubo necesidad. Las dificultades radican, al parecer, en el estilo de liderazgo de Hitler, muy poco burocrático y que, desde que comenzó la guerra, fomentó el secretismo y el encubrimiento transmitiendo sus órdenes y deseos solo de forma verbal y en aquellos casos, sobre todo los más sensibles, en que era algo en estricto necesario.
En lo que se considera «un punto de inflexión» y «un antes y un después en la vida judía en Europa», el discurso de Hitler en el Congreso alemán en 1939 (sobre el futuro de Europa y en particular sobre el destino del judaísmo europeo) parece despejar toda duda sobre quién ordenó el exterminio del pueblo judío: «Si los financieros judíos internacionales de dentro o fuera de Europa vuelven a llevar a las naciones a una guerra mundial… el resultado no será el triunfo del bolchevismo en el mundo y con ellos el triunfo del judaísmo, sino la aniquilación total de la raza judía en Europa».

## Orígenes históricos e ideológicos del Holocausto

### Sustrato ideológico
El Tercer Reich se impuso como uno de sus objetivos prioritarios la reestructuración racial de Europa. En ella, desempeñó un papel fundamental el antisemitismo, que se incardinó en

una ideología o Weltanschauung [concepción del mundo] milenarista que proclamaba que «el judío» constituía el origen de todos los males, en especial del internacionalismo, el pacifismo, la democracia y el marxismo, y que era el responsable del surgimiento del cristianismo, la Ilustración y la masonería. Se estigmatizaba a los judíos como «un fermento de descomposición», desorden, caos y «degeneración racial», y se los identificaba con la fragmentación interna de la civilización urbana, el ácido disolvente del racionalismo crítico y la relajación moral; se hallaban detrás del «cosmopolitismo desarraigado» del capital internacional y de la amenaza de la revolución mundial. Eran el Weltfeind (el «enemigo mundial») contra el cual el nacionalsocialismo definió su propia y grandiosa utopía racista de un Reich que duraría mil años.

Además de esta ideología, la ejecución del genocidio tuvo como soporte a la sociedad alemana, la más moderna y con más nivel de desarrollo técnico de Europa, y que contaba con una burocracia organizada y eficiente.
El antisemitismo presente, en mayor o menor medida, en Europa Occidental y Estados Unidos, además de los problemas económicos derivados de la Gran Depresión, provocaron también «la desgana de los responsables políticos británicos y estadounidenses a la hora de realizar algún esfuerzo significativo de salvamento de judíos europeos durante el Holocausto».
El Partido Nazi, que tomó el poder en Alemania en 1933, tenía entre sus bases ideológicas la del antisemitismo, profesado por una parte del movimiento nacionalista alemán desde mediados del siglo XIX. El antisemitismo moderno se diferenciaba del odio clásico hacia los judíos en que no tenía una base religiosa, sino presuntamente racial. Los nacionalistas alemanes, a pesar de que recuperaron bastantes aspectos del discurso judeófobo tradicional, en particular del de Lutero, consideraban que ser judío era una condición innata, racial, que no desaparecía por mucho que uno intentara asimilarse en la sociedad cristiana. En palabras de Hannah Arendt, se cambió el concepto de judaísmo por el de judeidad. Por otro lado, el nacionalismo sólo creía en el Estado nación caracterizado por la homogeneidad cultural y lingüística de su población. Considerados como nación perteneciente a otra raza, extranjera, inferior e inasimilable a la cultura alemana, los judíos solo podían ser segregados y excluidos del cuerpo social. Frente a la raza judía, extraña al pueblo germánico, colocaban los nazis a la raza aria, sosteniendo que solo esta última constituía la nación alemana, la única llamada a dominar Europa.
La primera cuestión era determinar quién era judío. Los nacionalistas alemanes no habían logrado establecer una línea divisoria clara entre judíos y no judíos; había en Alemania numerosas personas descendientes de judíos conversos que no tenían ya ninguna relación con la cultura judía, así como numerosas familias mixtas y sus descendientes. En este sentido, la primera preocupación de los nazis fue crear un criterio para basar la posterior segregación.
Las primeras leyes dirigidas contra los judíos no incorporaban todavía una definición del ser judío y se hablaba en general de «no arios». La definición adoptada fue la siguiente: judío era quien tuviera al menos tres abuelos judíos, fuera cual fuera la religión de la persona. Quienes tuvieran dos o un solo abuelo judío, eran Mischlinge, es decir, medio judíos. Los primeros, con dos abuelos judíos, eran «Mischlinge de segundo grado» y podían ser reclasificados como judíos en función de complejas consideraciones (su religión o la de su cónyuge, por ejemplo). Podían también ser «liberados» de su condición y convertirse en arios en pago a los servicios prestados al régimen, o podían seguir siendo Mischlinge, con lo que estaban sometidos a ciertas restricciones en tanto que «no arios», pero no a las persecuciones dirigidas contra los judíos. Los Mischlinge de primer grado eran los que tenían un único abuelo judío y en general eran tratados como arios plenos. Los Mischlinge de uno u otro grado abundaban en Alemania y a menudo lograban ocultar su condición. El dirigente de las SS Reinhard Heydrich, El Carnicero de Praga, era Mischlinge de segundo grado, dato que fue ocultado celosamente por sus superiores nazis.[cita requerida]
Para el psicólogo social Harald Welzer, estudioso del comportamiento de las sociedades ante las catástrofes sociales, la irracionalidad de los motivos no influye en la racionalidad de la acción, cosa que se verificó en el Holocausto y también corrobora un enunciado de William Thomas: «Si las personas definen las situaciones como reales, éstas son reales en sus consecuencias».

### La República de Weimar
Tras la Primera Guerra Mundial, el Imperio alemán (Deutsches Reich) se dotó de una Constitución que lo definía como una República, de ahí el nombre de República de Weimar con el que se conoce a Alemania en el periodo de 1919 a 1933.
Desde un punto de vista sociológico, la República de Weimar se estableció

sobre el telón de fondo de unos traumas nacionales sin precedentes: en los alemanes pesaban gravemente la derrota inesperada en la Gran Guerra, la abdicación del emperador, la amenaza de la revolución comunista en su propio país, la humillación del Tratado de Versalles y la perspectiva del pago de exorbitantes reparaciones de guerra a los Aliados occidentales.

Hubo, a partir de la guerra, un generalizado incremento de la violencia en Alemania, al punto que desde 1918 fue una de sus principales características: la violencia de la guerra total fue vista como un presagio de una nueva sociedad, dura y moderna, donde la virilidad y la crueldad serían factores esenciales. Muchos de los miembros de las unidades de Frikorps que habían continuado la lucha tras la Gran Guerra en Polonia y el Báltico, regresaron a Alemania y se integraron en grupos paramilitares como el movimiento nazi en formación, y fueron responsables entre 1919 y 1922 de más de 300 asesinatos políticos. La reacción de la judicatura, sobre todo en los casos en que las víctimas eran claramente izquierdistas, fue benevolente. Este estado de cosas, facilitó que el ciudadano medio viese con indulgencia la escalada de violencia que acompañó al nazismo en su llegada al poder entre 1930 y 1932. Así, cuando se produjeron el ataque nazi de 1933 contra la izquierda y las purgas en su propio movimiento al año siguiente, Hitler, que había admitido su responsabilidad, consiguió la aprobación generalizada y un aumento de popularidad.
Hay que añadir un considerable caos económico y político, todo lo cual repercutió en que la derecha nacionalista empezase a perfilarse como enemiga de un régimen al que hacía responsable de la situación, incidiendo en especial en determinadas consecuencias del tratado, como el reconocimiento por parte de Alemania de su culpabilidad de guerra, la pérdida de territorios, la reducción del ejército y la dependencia de préstamos extranjeros. Una inflación masiva en 1923 y el consecuente colapso monetario, que afectaron duro a las clases trabajadora y media, redondearon un contexto ideal para el surgimiento de una oposición radical al régimen.
Simultáneamente, ya desde 1918, la económicamente fuerte población judía alemana (poco más de medio millón de personas) fue objeto de atención por una

propaganda intensiva que (...) llevaron a cabo las organizaciones antisemitas völkisch (racistas), que marcaron a los judíos con el estigma de haberse dedicado a acaparar para enriquecerse en tiempo de guerra, a actividades en el mercado negro y a la especulación bursátil, así como con el de ser responsables de la derrota en la Primera Guerra Mundial.

En el contexto del interés global europeo por diversas teorías de raza seudocientíficas, desarrolladas mucho antes de la Primera Guerra Mundial y con el objeto de justificar la exclusión y represión de determinados sectores de la sociedad, en 1923 se creó la primera cátedra de higiene racial en la Universidad de Múnich y en 1927, en Berlín, el Instituto Emperador Guillermo de Antropología, Herencia Humana y Eugenesia.
En general, los sentimientos antijudíos se recrudecieron con las crisis económicas y políticas que se desarrollaron entre 1918 y 1923. Por un lado, se empezó a asociar a los judíos con actividades subversivas por el papel desempeñado por diversos socialistas y comunistas judíos (Rosa Luxemburg, Kurt Eisner, Gustav Landauer, Eugen Leviné, Hugo Haase, etc.) en las frustradas revoluciones de 1918-1919. La mayoría de ellos terminarían siendo asesinados por miembros de la derecha nacionalista, incluido Walter Rathenau, el primer judío que había llegado al cargo de ministro de Asuntos Exteriores de Alemania.
Desde 1920 se experimentó una inmigración masiva de judíos polacos en Berlín. Sin trabajo y con dificultades para adaptarse por el idioma, se convirtieron en objetivo para las quejas xenófobas de muchos.
Así, el nuevo nacionalismo adoptó la violencia como un modo de alcanzar la salvación nacional. Desde principios de la década de 1920, una nueva generación de estudiantes universitarios bien preparados de clase media asimiló las ideas völkisch de nacionalismo racista extremo; ideas que, diez o quince años después de terminar sus estudios, cuando llegaron a los puestos más altos de las SS y la Policía de Seguridad, y a los puestos estratégicos del Estado y del partido, pondrían en práctica.
En definitiva, la sociedad de la República de Weimar se fue polarizando, tanto en las clases privilegiadas como en las populares, en dos grandes grupos: por un lado, aquellos que cerraron filas ante los entendidos como los valores tradicionales y auténticos de Alemania, y, por otro, aquellos que amenazaban con su modernidad a estos: el socialismo, el capitalismo y, especialmente, como cabeza de turco de estos dos, los judíos. Y, poco a poco,

la ideología de la raza fue absorbida por una generación de alemanes cultos que alcanzaron la madurez durante los años posteriores a la Primera Guerra Mundial y que posteriormente llegaron a destacar en el mando de las SS, la policía y el aparato de seguridad, es decir, la fuerza ejecutiva ideológica del régimen y el motor más importante de la política racial.

### El antisemitismo en la sociedad alemana

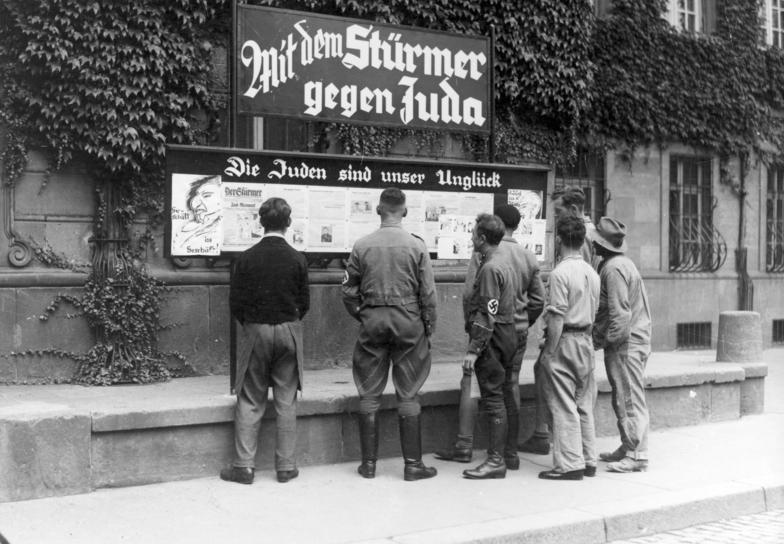
El periódico «Der Stürmer» en la Schloßplatz de Worms, Alemania, 1933

El recrudecimiento en Alemania del sentir antijudío, una constante histórica en Europa desde el origen del cristianismo, se hizo notar ya a finales del siglo XIX, cuando degeneró en antisemitismo. Fue durante ese siglo cuando algunos judíos intentaron resolver la marginalidad a la que les llevaba la observancia de las normas de su religión por medio bien de la asimilación al cristianismo, bien transformándose en una nueva clase de judíos. La consecuencia fue una presencia social entre los no judíos que no pasó inadvertida para muchos de estos, lo que posibilitó la aparición de reacciones antisemitas incluso en medios intelectuales. Así, por ejemplo, en unos artículos de 1879 y 1880, el historiador nacionalista alemán Heinrich von Treitschke llegó a escribir que «los judíos son nuestra desgracia» (Die Juden sind unser Unglück), una frase que sería retomada más adelante como eslogan por parte de los nazis. Y fue también en esos años cuando Wilhelm Marr acuñó los términos «antisemita» y «antisemitismo» y se hizo muy conocido con su ensayo La victoria del judaísmo frente al germanismo: desde un punto de vista confesional, en donde insistía en la peculiaridad racial, y no tanto religiosa, de los judíos, además de crear una organización llamada «Liga Antisemita», cuyo ideario era esencialmente antijudío.
Ya en el siglo XX, la culpabilización de los judíos como responsables de la derrota alemana en la Primera Guerra Mundial fue una actitud general entre los soldados que participaron en ella. El 25 de diciembre de 1918, por ejemplo, un grupo de veteranos creó la asociación Stahlhelm («Casco de acero»), de carácter nacionalista y antisemita.
Los nacionalistas de derecha, los monárquicos conservadores y las viejas élites, atemorizados por la revolución de Octubre, asociaban el bolchevismo con el judaísmo y creían en la posibilidad de una conspiración judía. En cuanto a las clases medias y bajas, la creencia en que los judíos habían obtenido ganancias económicas a costa de la guerra y las reparaciones posteriores era también frecuentes. En general, existía un cierto malestar por la inmigración de judíos desde el Este (entre 1918 y 1933 la política antisemita del gobierno de Polonia había llevado a 60 000 judíos a emigrar a Alemania) y por la convicción de que el capital estaba en manos de judíos (aun así, en 1925 los judíos constituían apenas un 0,9 % de la población alemana, 564 379 personas).
Así las cosas, y teniendo en cuenta que justo tras la guerra ya se había convertido en un éxito de ventas el panfleto antisemita ruso Protocolos de los sabios de Sion,

en 1933, ya había en Alemania más de cuatrocientas asociaciones y entidades antisemitas, así como unas setecientas publicaciones periódicas antijudías [que, en buena parte], retrataban a los judíos no solo como una amenaza económica y política, sino también como un peligro para las mujeres alemanas y la pureza de la raza. Los medios de opinión más respetables y conservadores deploraban la permisividad de costumbres, la cultura modernista y la actividad política radical de Berlín de los años veinte, que atribuían a la influencia judía y marxista.

El antisemitismo dio origen a numerosas publicaciones, tanto literarias como periódicas. Además de lecturas infantiles como la titulada No puedes fiarte de un zorro en un brezal ni del juramento de un judío, los libros de texto para niños presentaban a Hitler como un gran guerrero nórdico y describían a los no nórdicos como menos que humanos. El currículo insistía en la teoría de razas, en especial con la introducción de la biología racial y seudocientífica.
En 1923, empezó a circular en Núremberg (donde entre 1922 y 1933 se profanaron alrededor de 200 tumbas judías, profanación que fue generalizada en todo el país en 1927) el periódico pronazi y antisemita Der Stürmer (El asaltante), que retomó la frase «Los judíos son nuestra desgracia» como eslogan. El 4 de julio de 1927, Goebbels publicó el número uno del antisemita Der Angriff («El ataque»), con el objeto de mantener vivo el espíritu del partido nazi los años en que fue ilegal en Berlín. Constituido en órgano oficial del partido, incitaba a la violencia contra los judíos.
En 1929 se creó, por un lado, la Liga de Médicos Alemanes Nacional-Socialistas, con el objeto de centralizar el interés en la eugenesia, y, por otro, la Liga para Luchar por la Cultura Alemana, una asociación antisemita y antibolchevique dirigida por Alfred Rosenberg que centró sus acciones en la lucha contra lo que él llamaba «arte degenerado».
En 1935 se inició la publicación de las revistas antisemitas Deutsche Wochenschau für Politik Wirtschaft, Kultur und Technik (Semanario alemán de política, economía, cultura y tecnología) y Zeitschrift für Rassenkunde (Revista de ciencia racial»), una publicación seudocientífica. En 1936, Goebbels fundó el Instituto del NSDAP para el Estudio del Tema Judío y se publicó la primera tirada de la revista Forschungen zur Judenfrage (Investigación sobre el Tema Judío), también de carácter seudocientífico. En julio de 1937, se inauguró en Múnich la exposición Entartete Kunst (Arte degenerado), una muestra de obras de arte consideradas inaceptables de autores judíos y no judíos, y en noviembre otra exposición titulada Der Ewige Jude (El eterno judío), en la que se asociaba a los judíos con el bolchevismo, además de mostrar sus características raciales tópicas: nariz ganchuda, labios grandes y frente inclinada.
Las zonas de mayor antisemitismo (en el siglo XIX, la violencia antijudía era habitual en ellas) y, por tanto, más receptivas a las ideas nazis al respecto fueron Franconia, Hesse, Westfalia y otras partes de Baviera. Allí, los elementos de hostilidad arcaica hacia los judíos, se fusionaron a finales del XIX con las nuevas corrientes ideológicas del nacionalismo völkisch, el antisemitismo racial que fue la base del racismo nazi.
Con todo,

cuando los no judíos se vieron confrontados, ante sus propios ojos, con la brutalidad y el salvajismo nazi contra la minoría judía, o sintieron sus intereses económicos o incluso su medio de vida amenazado por el estrecho boicot sobre los negocios judíos, reaccionaron a menudo de forma negativa, incluso con rabia y repugnancia (aunque pocas veces, al parecer, por compasión humanitaria hacia las víctimas).

Cuando se vieron obligados a evitar el contacto social y económico con ellos, los alemanes desarrollaron, según la interpretación del historiador Ian Kershaw, una «indiferencia fatídica» hacia el destino de los judíos. Así, pues, la política antijudía llevada a cabo en los años previos al comienzo de la guerra contó con una amplia aprobación social por cuanto no afectaba a las experiencias diarias de la gran mayoría de la población. Desde otro punto de vista, los historiadores Otto Dov Kulba y Aaron Rodrigue han preferido calificar de «complicidad pasiva» a la actitud de la ciudadanía alemana ante el trato dado a los judíos por parte del nazismo.
En general, la historiografía distingue entre la actitud durante los años anteriores a la guerra y la actitud durante la misma. Así, en la época previa la sociedad alemana mantuvo una amplia diversidad de puntos de vista sobre los distintos asuntos que la afectaban, fiel reflejo de la pluralidad de influencias de muy diversa índole que la afectaban. Hubo variados obstáculos a la penetración ideológica nazi generalizada, sobre todo en asuntos relacionados con las esferas de interés de las iglesias de confesión cristiana y en las preocupaciones económicas del día a día, en especial las relaciones laborales, respecto de las cuales se produjeron protestas colectivas y acciones de desobediencia civil. Respecto de la cuestión judía, se han señalado cuatro actitudes básicas: violenta y agresiva, sobre todo por parte de los radicales nazis; de aceptación de las normas legales de discriminación y exclusión; crítica, por motivos morales, religiosos, humanistas, éticos, económicos e ideológicos, por parte de diversos sectores sociales; y de indiferencia.
Un periódico como Der Stürmer (El atacante), que recordaba las acusaciones medievales contra los judíos de asesinos rituales de niños cristianos y de utilizar la sangre de estos para ritos religiosos, llegó a tener unos 600 000 lectores.

### Reacción de las iglesias cristianas
Respecto del conjunto de la Iglesia cristiana, aunque

fue prácticamente el único organismo libre del pensamiento nazi en Alemania y conservó tanto una enorme influencia sobre la formación de opinión, como el potencial (...) para formar y fomentar una opinión popular independiente y contraria a la propaganda y la política nazi,

estuvo sujeta a la derrota reciente de Alemania en la Primera Guerra Mundial, la inestabilidad del gobierno, el temor al comunismo, la persecución política y el terror desencadenados por los nazis y a la actitud ambivalente de algunos de sus líderes ante el racismo, dada la tradición cristiana de antijudaísmo que aún conservaba fuerzas a comienzos del siglo XX, por lo que las declaraciones públicas tajantes contra el antisemitismo no fueron unánimes como debieron y las declaraciones explícitas sobre los judíos fueron excepcionales. Así, en enero de 1933 el obispo de Linz, Gfollner, que consideraba que no se podía ser un buen católico siendo nazi, indicaba en una de sus pastorales que era deber de los católicos el adoptar una «forma moral de antisemitismo». Esta consideración antisemita fue rechazada el mismo año por la totalidad del episcopado católico austriaco, denunciando esa carta por despertar el odio y el conflicto. En agosto de 1935 un pastor protestante conocido por su antinazismo, Martin Niemöller, afirmaba que la historia judía era siniestra y que los judíos llevarían por siempre una maldición por haber sido responsables de la muerte de Jesús; el mismo pastor, recordaría en abril de 1937 la desgracia que suponía el que Jesús hubiera nacido como judío. A pesar de su antisemitismo, fue detenido el 1 de julio por su oposición al nazismo.
El rechazo de los nazis al origen semítico del cristianismo llevó a un choque con el cristianismo y dentro de este, la mayor oposición surgió en el catolicismo. Los católicos correspondían al 30 % de los habitantes de Alemania. Su posición ante los gobiernos germanos no era favorable, incluyendo durante el Imperio Alemán que había caído al perder la Primera Guerra Mundial en 1918 y no existía ningún concordato que diera estabilidad a las relaciones con el estado alemán. Las relaciones entre la Iglesia católica y los nazis eran muy malas, pero esto iba más allá de una preocupación nazi sobre la lealtad de los católicos al estado alemán que deseaban los nazis. El antisemitismo nazi no podía evitar chocar con un Jesús judío y en el caso de los católicos con el papel de una Virgen María judía, de los apóstoles, el primer papa y los primeros santos, todos judíos.
Representados en imágenes por los católicos, Jesús, María, Pablo de Tarso, Pedro y los apóstoles se convertían en un problema práctico para la idea nazi de que la raza judía era maligna por sí misma y debía ser eliminada. Existía una contradicción entre la idea de la supremacía de la raza aria y la enseñanza de que Israel es el pueblo de las promesas y que Abraham (un judío) es el padre de la fe de todos los cristianos, peor aún decir que un judío es el salvador del mundo y que su madre judía, es madre de Dios, madre de los cristianos, intercesora ante su hijo, asunta al cielo y reina universal. Esto llevó a los nazis a buscar una adaptación del cristianismo que pudiera ser temporalmente tolerable para su ideología, por eso Hitler usó el término «cristianismo positivo» en el artículo 24 de la Plataforma del Partido Nazi en 1920, afirmando que:

Exigimos la libertad de culto para todas las denominaciones religiosas dentro del Estado, siempre y cuando no pongan en peligro su existencia o se opongan a los sentidos morales de la raza germánica. El partido, como tal, defiende el punto de vista de un cristianismo positivo sin unirse el mismo partido de forma confesional a ninguna denominación. Combate el espíritu judeo-materialista dentro y alrededor de nosotros.

El ideólogo nazi Alfred Rosenberg jugó un papel importante en el desarrollo del cristianismo positivo para enfrentar al origen semítico del cristianismo tradicional. Rosenberg era neopagano y notoriamente anticatólico. Para él, el catolicismo y el judaísmo estaban fuertemente relacionados. Siguiendo a los teóricos del movimiento racista völkisch, Rosenberg afirmaba que Jesús era un ario (específicamente un amorreo o hitita) y que el cristianismo original era una religión aria, pero que había sido corrompida y alterada (judaizada) por los seguidores de Pablo de Tarso y el catolicismo. Enfatizaba que las enseñanzas antijudías de los marcionistas, maniqueistas y cátaros eran las verdaderas enseñanzas del Jesús original, ario, antijudío y sin la humildad que los católicos supuestamente le añadieron. Rosenberg escribió:

A partir de la descripción de Jesús uno puede seleccionar diferentes características. Su personalidad a menudo hace su aparición como suave y compasiva, entonces, otra vez, como un farol y áspera. Pero siempre es apoyado por el fuego hacia el interior. Es en el interés de la iglesia romana, con su ansia de poder, representar la humildad servil como la esencia de Cristo con el fin de crear tantos servidores como sea posible para este «ideal» motivado. Corregir esta representación es otro requisito imposible de erradicar del movimiento alemán de renovación. Jesús se nos presenta hoy como señor seguro de sí mismo, en el mejor y más alto sentido de la palabra.

De acuerdo a los nazis existía un dualismo entre la raza aria nórdica divina (con su sangre, cultura y tierra) y la raza judía supuestamente maligna y opuesta a la raza aria. Rosenberg escribió «el Mito del siglo XX» (1930), donde como consecuencia de ese dualismo, describió a la Iglesia Católica como uno de los principales enemigos del nazismo y proponía sustituir el cristianismo tradicional con el «mito de la sangre» neopagana. El libro es antisemita radical y en consecuencia al cuestionar el origen semita del cristianismo se torna anticristiano en general y particularmente anticatólico, al considerar la universalidad del catolicismo y su «versión judaizada» del cristianismo como uno de los factores en la esclavitud espiritual de Alemania y de la contaminación semítica del mundo: 

La idea judía del «siervo de Dios», que recibe misericordia de un arbitrario y absolutista Dios, ha pasado entonces a Roma y Wittenberg, y puede ser atribuida a Pablo como el verdadero creador de esta doctrina, es decir, que nuestras iglesias no son cristianas, sino paulinas. Jesús, sin duda, alcanzó el ser uno con Dios. Esta era su redención, su objetivo. Él no predicó una concesión condescendiente de misericordia de un ser todopoderoso, en la cara del cual incluso el alma humana más grande representa una pura nada. Esta doctrina de la misericordia es, naturalmente, muy bien acogida en todas las iglesias. Con tal interpretación errónea, la iglesia y sus líderes se presentan como los «representantes de Dios». En consecuencia, pudieron adquirir poder mediante la concesión de la misericordia a través de sus manos mágicas.

En su ideología antisemita, los partidarios del cristianismo positivo afirmaban que las antiguas invasiones germánicas del imperio romano habían venido a «salvar» la civilización romana, que se había corrompido por la mezcla de razas y por el cristianismo «judaizado y cosmopolita». Pensaban que las persecuciones contra los protestantes en Francia y en otras áreas representaron la aniquilación de los últimos restos de la raza aria en esas zonas. Igualmente veían en las zonas del norte de Europa que abrazaron el protestantismo lo más cercano al ideal racial y espiritual ario, aunque no lo habían alcanzado al no haber roto totalmente el vínculo semítico. Rosenberg escribió: 

Ahora podemos ciertamente también decir que el amor de Jesucristo ha sido el amor de uno que es consciente de su aristocracia de alma y de su fuerte personalidad. Jesús se sacrificó a sí mismo como un maestro, no como un sirviente... y también Martín Lutero sabía muy bien, lo que dijo, cuando poco antes de su muerte, escribió: «Estas tres palabras, libertad —cristiano— alemán, son al papa y a la corte romana nada, sino mero veneno, muerte, diablo e infierno. Ellos no pueden ni sufrir, ni ver ni oír. Nada más va a venir de esto, eso es seguro.

 Otro aspecto doctrinal del cristianismo positivo, consecuencia de la idea de superioridad aria, fue lograr la unidad nacional, para superar las diferencias confesionales, para eliminar el catolicismo y unir el protestantismo en una única iglesia nacional socialista cristiana que fue llamada Iglesia Evangélica Germánica.
Como consecuencia ocurrió una reacción del cristianismo, que provino en especial de los católicos. El cardenal Michael von Faulhaber estaba consternado por el totalitarismo, el neopaganismo y el racismo del movimiento nazi y como arzobispo de Múnich y Freising, contribuyó al fracaso en 1923 del intento de golpe de Estado de la cervecería de Múnich organizado por los nazis.
Hitler fue a la cárcel por el fallido intento golpista de Múnich y escogió a Rosenberg en 1924 para dirigir el movimiento nazi en su ausencia. En prisión, Hitler escribió Mein Kampf (Mi lucha), libro en el que sostenía que la ética judeocristiana «afeminada» había debilitando a Europa y que Alemania necesitaba un hombre de hierro para su restauración y entonces construir un imperio. Así para el nazismo el vínculo judeocristiano planteaba un dilema a ser superado y el catolicismo era el más importante desafío.
Durante los años de 1920 a 1937, los líderes católicos hicieron diversos ataques francos contra la ideología nazi y la principal oposición cristiana al nazismo y sus ideas de la superioridad de la sangre surgieron de la Iglesia católica. Antes de la llegada de Hitler al poder, los obispos alemanes advirtieron los católicos contra el racismo nazi. Algunas diócesis prohibieron a los fieles la pertenencia al Partido Nazi y la prensa católica condenó el nazismo.
Este choque llevó a John Cornwell a escribir sobre el período nazi temprano:

En la década de 1930 el Partido del Centro alemán, los obispos católicos alemanes, y los medios de comunicación católica había sido fundamentalmente sólidos en su rechazo del nacionalsocialismo. Negaron a los nazis los sacramentos y los funerales en la iglesia y los periodistas católicos atacaron al nacionalsocialismo diariamente en 400 periódicos católicos de Alemania. La jerarquía instruyó a los sacerdotes para combatir el nacionalsocialismo en el ámbito local.

En 1930 y 1931, diferentes conferencias de obispos católicos condenaron el nacionalsocialismo. Los obispos bávaros lo condenaron en cinco aspectos: colocar la raza sobre la religión; rechazar el antiguo testamento y por lo tanto los diez mandamientos; negar el primado del papa como autoridad externa a Alemania, querer una iglesia nacional alemana sin dogmas y usar en el artículo 24 del programa del partido la no oposición a los sentimientos morales de la raza germánica como criterio de moralidad cristiana. Los obispos de Freising dijeron que el nazismo «adhiere a un programa religioso y cultural irreconciliable con la enseñanza católica» y que «el nacionalsocialismo contra nuestra esperanza adoptó los métodos de los bolcheviques, por lo tanto no podemos asumir la existencia de buena fe». Igual hicieron la Conferencia de Obispos de Colonia, los obispos de Paderborn y Friburgo y la conferencia de Fulda (agosto de 1931).
Con la hostilidad permanente hacia los nazis por parte de la prensa católica y el partido del Centro católico, pocos católicos votaron por los nazis en las elecciones de julio de 1932 que llevaron a la toma del poder por el partido nazi en Alemania. Las ciudades de mayoría católica como Colonia, Düsseldorf y Múnich y las zonas rurales católicas fueron inmunes al nazismo y el nacionalsocialismo logró sus votos fuera de las áreas geográficas de mayor población católica como en las ciudades de Hanover, Wuppertal, Chemnitz y Königsberg (votos de 40 % o más por los nazis).
La sensación de que la concepción antisemita y racista de los nazis llegaba a la locura fue expresada por Konrad von Preysing obispo de Eichstät y uno de los mayores adversarios del nazismo, que al saber que Hitler había sido nombrado canciller dijo: «Hemos caído en las manos de los criminales y los locos». Después del incendio del Reichstag o parlamento alemán el 27 de febrero de 1933, Hitler suspendió la mayoría de los derechos civiles (habeas corpus, libertad de expresión, de prensa, de asociación, a reuniones públicas y de la reserva de las comunicaciones), arrestó a los opositores e inició un proselitismo forzado con los paramilitares nazis para la elección parlamentaria del 5 de marzo de 1933 y el 23 de ese mes logró la aprobación de la ley habilitante (Ermächtigungsgesetz) que le daba poderes dictatoriales totales.
Durante el invierno y la primavera de 1933, Hitler ordenó la destitución de los funcionarios públicos católicos, el líder de los trabajadores católicos, Adam Stegerwald, recibió una golpiza por parte de los camisas marrones pronazis, miles de miembros del partido católico estaban en campos de concentración para junio de 1933. Bajo estas y otras fuertes medidas de presión por parte del gobierno nazi se acalló a los católicos y se firmó el concordato con la Iglesia Católica el 20 de julio de 1933 que entre otras imposiciones, forzó el reconocimiento de la disolución del único partido católico de Alemania, en efecto desde la ley habilitante, Alemania era para motivos prácticos un país con un único partido legal (el nazi).
El punto de inflexión en las relaciones entre el cristianismo institucional y el nazismo se produjo con la firma del concordato entre la Santa Sede y el Reich. Por un lado, se daba un supuesto compromiso del nazismo con la Iglesia católica para respetarla mientras sus actividades se limitasen solo a lo religioso (abandonando la política, la educación y la prensa); por otro, la Alemania nazi buscaba conseguir con el mismo una importante legitimación internacional. Hitler tenía un «flagrante desprecio» por el Concordato, escribió Paul O'Shea y su firma era para él no más que un primer paso en la «supresión gradual de la Iglesia católica en Alemania».
En enero de 1934, Hitler nombró a Alfred Rosenberg como líder cultural y educativo del Reich. El 7 de febrero, el Vaticano prohibió el libro de Rosenberg El mito del siglo XX dando como razones que: «El libro desdeña todos los dogmas de la Iglesia católica…» argumenta la necesidad de fundar una nueva religión o una iglesia germánica y el libro proclama el principio: «hoy está surgiendo una nueva fe, el mito de la sangre, la fe en defender con sangre el divino ser del hombre: esta fe encarna el absoluto conocimiento de que la sangre norteña representa ese misterio que ha remplazado y superado los viejos sacramentos».
En la llamada «noche de los cuchillos largos», del 30 de junio al 2 de julio de 1934, los nazis asesinaron a los líderes de la acción católica, de la asociación católica de jóvenes y del semanario católico de Múnich entre otros. Esto tuvo un enorme efecto intimidatorio sobre la oposición política.
En julio de 1935 fue nombrado obispo de Berlín, Konrad von Preysing, uno de los mayores adversarios del nazismo. Hitler decía de él: «lo más sucio de la carroña son los que vienen vestidos con el manto de la humildad y el más sucio de estos es von Presying». Von Preysing fue un decidido defensor de los judíos y algunos de sus más cercanos colaboradores en esta tarea murieron a manos de los nazis durante la Segunda Guerra Mundial. Von Preysing apoyó a la resistencia clandestina alemana y el intento de golpe de Estado contra Hitler de julio de 1944 que fracasó y terminó con la ejecución de 4980 de los implicados.
En septiembre de 1935 los nazis promulgan las leyes de Núremberg con medidas discriminatorias sin precedentes contra los judíos, retirándoles la ciudadanía, prohibiéndoles usar los símbolos patrios y casarse con personas no judías, entre otras medidas terribles. La población y los clérigos católicos se mostraron descontentos. Un reporte trascribe: Aachen, septiembre de 1935. «Las nuevas leyes aprobadas en Núremberg no fueron recibidos con entusiasmo por el público... Como era de esperar conociendo la mentalidad de la población católica de la región, no hubo reacción de simpatía por parte de la iglesia. La única parte que fue bienvenida es que la legislación sobre la cuestión judía evitará las acciones ofensivas y la violenta propaganda antisemita. Sería deseable que a partir de ahora estas acciones antisemitas, a las que una gran parte de la población se opone, lleguen a su fin».
Con las nuevas leyes, el 15 de noviembre de 1935

las iglesias alemanas empiezan a colaborar con los nazis, proporcionando informes al gobierno, indicando quién es cristiano y quién no; es decir, quién es judío.

En 1937, Hans Kerrl, el ministro nazi de Asuntos para la Iglesia, explicó que el «cristianismo positivo» no «depende del Credo de los Apóstoles», ni de «la fe en Cristo como el hijo de Dios», en los que el cristianismo se basó, sino más bien, siendo representado por el Partido nazi: «El Führer es el heraldo de una nueva revelación». Con lo cual reforzaba la idea de desligar el cristianismo de su origen judío.
Sin embargo, tras cuatro años de acoso constante contra los católicos en forma de detenciones de curas y monjas, cierre de conventos, monasterios y escuelas parroquiales, el papa Pío XI publicó el 14 de marzo de 1937 la encíclica Mit brennender Sorge («Con intensa ansiedad»), en la que expresaba su queja por estos hechos y lo que de ruptura del concordato suponían, y alertaba contra la deificación de conceptos como la raza, la nación y el estado. Difundida de modo clandestino en Alemania, se leyó en las iglesias de todo el país el 21 de marzo, Domingo de Ramos.
En la encíclica, en cuya redacción participó el obispo de Berlín von Preysing, Pío XI compara a los líderes nazis con Judas (artículo 21): «Si el opresor ofrece el trato de apostasía que solo Judas puede, a costa de cualquier sacrificio mundano, respondan con Nuestro Señor: "Vete, Satanás, porque escrito está: Al Señor tu Dios adorarás, y a él solo servirás"».
En el artículo 23 condena la doctrina de la superioridad racial base del antisemitismo nazi: «"Revelación" en su sentido cristiano, significa la palabra de Dios dirigida al hombre. El uso de esta palabra para las "sugestiones" de raza y sangre, por las irradiaciones de la historia de un pueblo, es una mera equivocación. Monedas falsas de este tipo no son moneda cristiana» y en el artículo 29 describe como pecado las políticas nazis y alerta sobre el daño para las generaciones porvenir: «El abandono resultante de los principios eternos de una moral objetiva, que educa la conciencia y ennoblece cada parte y organización de vida, es un pecado contra el destino de una nación, un pecado cuyo fruto amargo envenenará las generaciones futuras».
En el artículo 30 de la encíclica Mit brennender Sorge refiriéndose al daño social y humano que las doctrinas nazis provocan y al derecho irrevocable de cada individuo independiente de su raza, dice: «Pero el antiguo paganismo reconoció que el axioma… "Nada puede ser útil, si no es a la vez moralmente bueno" (Cicerón, De Off. ii 30). Emancipado de esta regla oral, en el derecho internacional, el principio llevaría a un perpetuo estado de guerra entre las naciones; por ignorar en la vida nacional, por confusión del derecho y utilidad, el hecho básico de que el hombre como persona tiene derechos que recibe de Dios y que toda colectividad debe proteger contra la denegación, supresión o negligencia. Pasar por alto esta verdad es olvidar que el verdadero bien común, en última instancia, lleva a su medida la naturaleza del hombre, equilibrando los derechos personales y las obligaciones sociales, desde el propósito de la sociedad, establecida para el beneficio de la naturaleza humana. La sociedad, fue la intención del Creador para el pleno desarrollo de las posibilidades individuales y para los beneficios sociales, que, por un proceso de dar y recibir, cada uno puede reclamar por su propio bien y el de los demás. Los valores más altos y más generales, que solo puede proporcionar colectivamente, también se derivan del Creador para el bien del hombre y para el pleno desarrollo, natural y sobrenatural y la realización de su perfección. Descuidar este orden es sacudir los pilares sobre los que descansa la sociedad y comprometer la paz social, la seguridad y la existencia».
Los nazis reaccionaron con furia, Hitler juró «venganza contra la Iglesia» por su apoyo al «sionismo» y tomaron severas represalias por esta encíclica. Thomas Bokenkotter escribe: «los nazis estaban furiosos. Como venganza cerraron y sellaron todas las imprentas que imprimen la encíclica. Ellos tomaron numerosas medidas vengativas contra la Iglesia, incluyendo la organización de una larga serie de juicios de inmoralidad del clero católico». Por su parte Shirer informó que «durante los siguientes años, miles de sacerdotes católicos, monjas y líderes laicos fueron arrestados, muchos de ellos por cargos falsos de "inmoralidad" o "contrabando de moneda extranjera"».
El 9 y 10 de noviembre de 1938 los nazis usando sus fuerzas paramilitares realizaron ataques masivos coordinados contra los judíos en Alemania y parte de Austria llamados «la noche de los cristales rotos», con el saqueo y destrucción de sus hogares, negocios, escuelas y el incendio de más de 1000 sinagogas. 91 judíos fueron asesinados y 30 000 arrestados y enviados a campos de concentración. Esta acción fue condenada al día siguiente por Pío XI junto con los líderes de occidente. Como respuesta a la crítica católica, Adolf Wagner, el líder nazi de Baviera, dijo ante 5000 nazis: «Cada expresión que el papa hace en Roma es una incitación de los judíos en todo el mundo para agitar contra Alemania».
El 21 de noviembre de 1938, el papa insistió en que «existe una sola raza humana», a lo que Robert Ley, ministro de trabajo nazi respondió al día siguiente: «No se tolerará la compasión para los judíos. Negamos la afirmación del papa de que no hay más que una sola raza humana. Los judíos son parásitos». El Vaticano envió mensajes a los arzobispos del mundo para iniciar trámites para dar visas a los alemanes no arios para salir del país. Se estima que unos 200 000 judíos lograron usar estas visas para huir del tercer Reich.
Pero cuando se aproximaba la guerra, las actitudes generales se fueron endureciendo, incluso entre el amplio sector de la población que mantenían cierta apatía al respecto. Además, la propia idiosincrasia del nazismo permitió la aparición de denuncias como forma de control social, de modo que vecinos y compañeros de trabajo de los judíos colaboraron activamente para construir un clima de represión y terror.
El primero de septiembre de 1939, Alemania nazi invadió a Polonia en conjunto con la Unión Soviética iniciando así la Segunda Guerra Mundial. La población civil y el clero católico de Polonia fueron masacrados. A los judíos que vivían en Polonia se les trató de forma salvaje. En 20 de octubre de 1939 el sucesor de Pío XI, el papa Pío XII, promulgó la encíclica Summi Pontificatus, sobre las limitaciones de la autoridad del estado, desaprobando la guerra, el racismo, el antisemitismo, la invasión a Polonia y la persecución a los católicos. Escribió acerca de la necesidad de traer de vuelta a la Iglesia los que habían acogido las ideas nazis y que estaban siguiendo «un falso estándar... engañados por el error, la pasión, la tentación y el prejuicio, [que] se han desviado lejos de la fe en el Dios verdadero». Escribió sobre «Los cristianos, por desgracia más de nombre que de hecho» que han mostrado «cobardía» de cara a la persecución y apoyó la resistencia. También reiteró la condena al antisemitismo y la igualdad entre el judío y el no judío: «el hombre "no es ni gentil, ni judío, circunciso ni incircunciso, bárbaro ni escita, siervo ni libre. Pero Cristo es todo y en todos"».
Desafortunadamente a pesar de las solicitudes papales al gobernante italiano, Benito Mussolini, para mantener la neutralidad, Italia entró en la guerra como aliada de Alemania el 10 de junio de 1940. Esto complicó aún más la situación de los católicos.
En 1940, el ministro de Relaciones Exteriores nazi Joachim von Ribbentrop dirigió la única delegación nazi de alto nivel a la que se le permitió una audiencia con Pío XII y le preguntó por qué el papa se había puesto del lado de los Aliados. Pío XII respondió con una lista de las recientes atrocidades nazis y las persecuciones religiosas cometidas contra los cristianos y los judíos, en Alemania y en Polonia, lo que llevó al New York Times de esa época a encabezar la noticia sobre la reunión «Derechos de los judíos defendidos» y a escribir de las «ardientes palabras que el papa pronunció a herr Ribbentrop sobre la persecución religiosa».
En Alemania durante la guerra, el clero católico, con el argumento de que los nazis aumentarían la agresión antisemita de forma paradójica, tendió a evitó dar condenas públicas sobre la situación de los judíos, quienes habían sido sacados de Alemania y trasferidos a los campos de concentración en la conquistada y devastada Polonia. Esta tendencia se vio reforzada cuando el beneficio de dar declaraciones contundentes nombrando directamente a los judíos quedó en entredicho en uno de los episodios más estremecedores de la persecución nazi. El hecho ocurrió en Holanda, país vecino de Alemania, invadido al inicio de la guerra por el ejército alemán por la venganza devastadora e inesperada de los nazis ante la reacción enérgica y pública de las iglesias contra el antisemitismo y la violencia contra los judíos. El arzobispo de Utrecht en Holanda, Johannes de Jong se opuso con firmeza a los nazis invasores y la Iglesia católica en Holanda creó una importante red de apoyo a los judíos.
En 11 de julio de 1942, los obispos holandeses junto con las demás iglesias del país enviaron una carta de protesta al general nazi Friedrich Christiansen por el trato dado a los judíos y su texto fue leído en todas las iglesias católicas del país. En la carta decía: 

El nuestro es un tiempo de grandes tribulaciones de los cuales dos son las mayores: el triste destino de los Judíos y la difícil situación de los deportados para realizar trabajos forzados... Todos debemos ser conscientes de los terribles sufrimientos que ellos tienen que sufrir, debido a que no son culpables. Hemos aprendido con dolor profundo de las nuevas disposiciones que imponen a los judíos hombres, mujeres y niños inocentes la deportación a tierras extranjeras... El sufrimiento increíble que estas medidas causan a más de 10 000 personas está en oposición absoluta a los preceptos divinos de justicia y caridad... Pidamos a Dios y la intercesión de María... que Dios pueda prestar su fuerza al pueblo de Israel, tan severamente probado en la angustia y persecución.

La respuesta de los nazis fue arreciar la persecución contra los judíos, revocar la excepción de persecución contra los judíos bautizados y la Gestapo asaltó las instituciones religiosas católicas capturando cerca de 300 católicos monjes, monjas o sacerdotes de raza judía y los enviaron a Auschwitz donde de inmediato fueron ejecutados en cámaras de gas. Dentro de estas víctimas estaba Edith Stein luego proclamada santa por la Iglesia católica. El vocero de los obispos holandeses, Titus Brandsma, fue arrestado en enero de 1942, enviado al campo de concentración de Dachau sujeto a experimentos médicos y ejecutado con inyección letal el 26 de julio de 1942. La situación de los judíos en Holanda empeoró y esto influyó en la jerarquía católica y en las demás Iglesias cristianas para seguir restringiendo las declaraciones públicas mencionado a los judíos por temor a un efecto contraproducente como el del caso neerlandés. Consideraron que la ayuda debería ser discreta.
En conclusión,

el apoyo popular al nacionalsocialismo se basó en normas ideológicas que poco tenían que ver con el antisemitismo y la persecución de los judíos, y que pueden resumirse del modo más adecuado con el sentido de orden social, político y moral personificado por el término Volkesgemeinschaft («comunidad nacional»), garantizado por un Estado fuerte que sofocaría el conflicto para asegurar su fortaleza a través de la unidad. (...) La opinión popular, mayoritariamente indiferente e imbuida de un antisemitismo latente fomentado aún más por la propaganda, proporcionó el clima necesario para que la agresividad creciente de los nazis hacia los judíos pudiera ir avanzando sin que nada la desafiara. Pero no provocó la radicalización. El odio fue lo que construyó el camino hacia Auschwitz, y la indiferencia lo que lo pavimentó.

### El antisemitismo en Hitler y el nazismo
En este contexto fue en el que surgió el Partido Nacional Socialista Obrero Alemán (NSDAP), el Partido Nazi, fundado en Múnich en 1919, cuyo programa oficial de 1920 proponía la unión de todos los alemanes dentro de una Gran Alemania y que solo las personas de sangre o raza alemana pudiesen ser nacionales (ciudadanas del Estado) y directores de medios de comunicación. Explícitamente, además, el NSDAP propugnaba un cristianismo constructivo y luchaba contra el espíritu judeomaterialista en el interior y el exterior del país.
La primera declaración política conocida de su principal líder, el ex cabo del ejército alemán Adolf Hitler, expuesta en una carta del 16 de septiembre de 1919, incidía sobre la cuestión judía partiendo de la base de que la comunidad judía era un grupo estrictamente racial y no religioso. Además,

describe las acciones de dicha colectividad como causantes «de una tuberculosis racial de los pueblos». Desecha los pogromos como una respuesta meramente «emocional» al problema y exige un «antisemitismo racional» que imponga una ley de extranjería a los judíos, con el fin de revocar sus «privilegios especiales». El objetivo final, según le escribe al destinatario de la carta, «debe ser la extirpación [Entfernung] completa de los judíos».

Con sus fundamentos nacionalistas y antisemitas, el partido nazi se fue desarrollando poco a poco sobre la base de una intensa y llamativa actividad casi diaria de sus militantes. Entre 1919 y 1924 su zona de acción se reducía a Baviera, donde captó a una heterogénea masa de alemanes compuesta de antiguos soldados, de anticomunistas y antisemitas y, en general, de desclasados atraídos por la idea de una revolución nacional. Sus ideas antisemitas eran expuestas con frecuencia en diversos discursos pronunciados tanto por Hitler como por otros nazis, como Alfred Rosenberg, Julius Streicher o Hermann Esser, e insistían en la necesidad de tomar medidas contundentes contra los judíos de forma que su influencia sobre la sociedad alemana se eliminase por completo.
En noviembre de 1923, el NSDAP intentó hacerse con el poder para marchar, a continuación, sobre Berlín con el objeto de derrocar a la República de Weimar. El conocido como putsch de Múnich fracasó con la simple intervención de la policía, y Hitler fue detenido.
Sin embargo, el juicio subsiguiente se convirtió en una plataforma publicitaria para Hitler y su partido, y durante los nueve meses que pasó en la cárcel en 1924 tuvo tiempo para escribir su autobiografía política, titulada Mein Kampf (Mi Lucha), que terminaría por convertirse en el libro de cabecera del movimiento nazi y en un texto esencial del antisemitismo, que el autor, según su propia confesión, había aprendido de personajes como el compositor Richard Wagner, Karl Lueger, alcalde de Viena, y el nacionalista extremista Georg von Schönerer.
Wagner, a quien musicalmente admiraba Hitler por encima de cualquier otro músico, había expuesto en numerosas ocasiones auténticas diatribas contra el papel corruptor de los judíos en el arte en general, a quienes consideraba la conciencia maligna de nuestra civilización moderna o el versátil genio corruptor de la humanidad.
De Lueger tomaría la inspiración para utilizar el antisemitismo como un instrumento de movilización de masas, en tanto podía materializar los resentimientos del ciudadano común (el judío como asesino de Cristo, el judío como usurero enriquecido mientras los demás se arruinan...).
Y en cuanto a von Schönerer, Hitler había asumido íntegramente sus postulados radicales

sobre la necesidad de un antisemitismo étnico intransigente -basado en la sangre y la raza-, [y adoptado] su odio hacia la «prensa judía» y la «socialdemocracia dirigida por judíos».

Además de estas influencias, determinadas experiencias personales del propio Hitler relatadas en Mi lucha, le llevaron a convertirse en un antisemita fríamente racional, comprendiendo, además, la naturaleza judaica de la socialdemocracia internacionalista austríaca.
Como consecuencia de lo anterior

Hitler llamó, desde principios de la década de 1920, a una guerra sin cuartel contra «la doctrina judaica del marxismo», que impugnaba «la relevancia de la nacionalidad y la raza», negaba el valor de la personalidad y se oponía a las «leyes eternas de la naturaleza» con sus doctrinas igualitarias.

Hasta 1924, la demagogia global antisemita era el tema principal en casi todos los discursos de Hitler y se dirigía, especialmente, contra los judíos por su supuesto papel como financieros, capitalistas, responsables del mercado negro y aprovechados. Sin embargo, el impacto de la guerra civil rusa modificó esta línea discursiva hacia la identificación de los judíos con el bolchevismo y hacia un explícito antimarxismo (que Hitler igualaba a la lucha contra los judíos).
Así, pues,

hacia 1924 el núcleo central de la visión del mundo de Hitler -la historia como lucha racial y la aniquilación tanto del judaísmo (lo que quiera que eso pudiese significar en términos concretos), como de su más peligrosa manifestación política e ideológica, el marxismo -era una concepción firmemente instaurada en su pensamiento.

También en Mi lucha (1925-1926) habla de lo oportuno que hubiese sido gasear de doce mil a quince mil judíos o «hebreos corruptores» durante la Primera Guerra Mundial, convencido como estaba, al igual que otros muchos exsoldados, de que Alemania había sufrido en esa guerra la traición de pacifistas y marxistas, todos ellos incitados por los judíos. La fijación de esta culpa haría que, a principios de 1939, le expresase al ministro de Asuntos Exteriores checo su pretensión de destruir a los judíos como castigo por lo que habían hecho el 9 de noviembre de 1918 (fecha de la rendición de Alemania y de la consecuente instauración de la República de Weimar). A través de su identificación del judío con el marxismo y el bolchevismo, también responsabilizaba a los judíos de lo que denominaba genocidio judeobolchevique durante la Revolución rusa.
Haciendo uso de un lenguaje no solo extremo, sino también proto-genocida, era característico asimismo de los discursos de Hitler, cuando tocaba la cuestión judía, la deshumanización constante a la que sometía a los judíos

por medio de un lenguaje zoológico que los calificaba de raza inferior, de «plaga» de la que había que hacer limpieza o también de gérmenes, bacilos y microbios que atacaban y envenenaban el organismo hasta que se los erradicaba. Se presentaba a la comunidad judía como el equivalente de una peste bubónica medieval, con la salvedad que, en este caso, las metáforas médicas se habían modernizado y evocaban enfermedades mortales como el cáncer o la tuberculosis. (...) Se percibía a los judíos como una «contrarraza» diametralmente opuesta a los «arios» alemanes, y se los consideraba intrínsecamente destructivos, parasitarios y agentes de descomposición (Zersetzung).

Todo este antisemitismo tuvo, además, diversas publicaciones como herramientas para llegar al gran público. Destacó entre ellas Der Stürmer, donde se acusaba habitualmente a los judíos de violar a jóvenes alemanas y explotarlas como prostitutas, de raptar a niños y luego asesinarlos ritualmente, y de pretender empozoñar la sangre alemana a través de las relaciones sexuales para destruir la familia y el Volk (pueblo) alemanes.
También entre 1926 y 1928 Hitler se fue interesando cada vez más por la cuestión del territorio, cuya escasez por parte de Alemania se habría de solventar sustentándose en su creencia en el darwinismo social y en su teoría de la historia racial, por lo cual el más débil debía caer en beneficio del más fuerte. Así las cosas,

según su punto de vista, hay tres valores decisivos en lo que al destino de un pueblo se refiere: el valor de la sangre o la raza, el valor de la personalidad y su espíritu guerrero o espíritu de supervivencia. Estos tres valores, encarnados por la «raza aria», corrían, bajo el punto de vista de Hitler, un riesgo mortal por culpa de los tres «vicios» del «marxismo judío»: la democracia, el pacifismo y el internacionalismo.

Con todo, solo una minoría del partido nazi consideraba el antisemitismo como la cuestión principal, siendo un tema menos atractivo a la hora de conseguir seguidores como lo podían ser el anticomunismo, el nacionalismo o el desempleo. Aun así, constituyó un elemento clave en el reclutamiento entre los jóvenes, hasta el punto de convertirse en el trampolín para que los nazis pudiesen llegar a dominar las universidades alemanas ya hacia 1930, y fue relativamente fácil propagarlo entre las clases médicas y profesorales, donde se fomentó la competitividad con los numerosos judíos presentes en ellas.
El movimiento hitleriano fue un fenómeno minúsculo y marginal políticamente hablando hasta la elección del Reichstag en mayo de 1928. Sin embargo, el nazismo se fue extendiendo en las zonas rurales y la clase media urbana ya a finales de la década, justo en plena crisis económica, permitiendo que en las elecciones de septiembre de 1930 el partido se convirtiese en la segunda fuerza política de Alemania. Dos años después, sería la primera. Durante esos años, el mensaje nazi se centró más en la necesidad de un nacionalismo integral antes que en insistir en el antisemitismo, habida cuenta de que Hitler había percibido que no era el elemento más efectivo para captar votos por no ser una preocupación de primer orden entre el electorado.

No obstante, fue empleado con gran efectividad para exacerbar los agravios locales, para satisfacer los afanes anticapitalistas radicales de las bases de las SA y para reforzar las campañas callejeras contra los partidos marxistas.

En este contexto, en 1931 el jefe de las SS Heinrich Himmler y Richard Darré fundaron la «Oficina General de la Raza y la Repoblación» (conocida por sus siglas RuSHA, de Rasse-und Siedlungshauptamt) y en 1932 un grupo de nazis fundó el «Movimiento de la Fe» de los alemanes cristianos, para radicalizar los ideales antisemitas, anticatólicos y antimarxistas en el nacionalismo alemán.

### Las políticas antisemitas del nazismo
El acceso de Hitler al poder en enero de 1933 marcó el final de la emancipación judía en Alemania. Durante los seis años que siguieron, un siglo entero de integración de los judíos en la sociedad germana iba a quedar anulado de forma completa y brutal. Desde el principio, los nazis instauraron una orgía de terror dirigida contra oponentes políticos y judíos, a quienes se sometió a la violencia arbitraria de los matones que integraban las bandas de merodeadores de las SA.

Entre 1933 y 1939 se aprobaron en Alemania más de 1400 leyes contra los judíos.
Tras abrirse en marzo de 1933 el campo de concentración de Dachau, adonde se enviarían, como en los otros 50 que se crearían durante el año (hasta 1945, los nazis construirían más de 1000 campos), a los miles de sospechosos enemigos del régimen, la primera gran actuación del gobierno nazi contra el, aproximadamente, medio millón de judíos alemanes (menos del uno por ciento de la población) fue la declaración oficial para el 1 de abril de 1933 de un boicot económico contra las tiendas y negocios judíos:

En todo el país las Tropas de Asalto nazis y las SS colgaron carteles con los siguientes avisos: «No compréis a los judíos» y «Los judíos son nuestra desgracia». Escribieron la palabra Jude (judío) y pintaron la estrella de seis puntas de David en amarillo y negro en miles de puertas y ventanas. Se apostaban de forma amenazante delante de las casas de abogados y médicos y en las entradas de las tiendas. Se «animaba» a los alemanes a que no entraran mientras los judíos eran arrestados, golpeados, hostigados y humillados.

La reacción de la población alemana fue desigual, pero la impresión causada en los judíos fue demoledora.
El 4 de abril, el periódico Jüdische Rundschau incitó a los judíos alemanes a portar la estrella amarilla identificativa, como una forma de reivindicar con orgullo su identidad judía.
Pocos días después, el 7 de abril, se aprobó la «Ley para la Renovación de la Función Pública Profesional», que, en virtud de su párrafo tres o, como fue conocido después, su «Párrafo ario», desplazó al retiro a todos los funcionarios de origen no ario (exceptuando a los veteranos de guerra), esto es, cualquier persona que tuviera un padre o abuelo judío. Siguieron diversas leyes que excluyeron del ejercicio profesional a multitud de abogados, jueces, fiscales, notarios y médicos judíos (estos, desde el 3 de marzo de 1936 perdieron el derecho de ejercer en hospitales públicos), y diversas medidas contra intelectuales judíos (universitarios, artistas, escritores, etc.), muchos de los cuales (en 1933, unos 2000), entre ellos Albert Einstein, emigraron. También hubo otro tipo de leyes encaminadas a entorpecer la vida social de los judíos: una ley que prohibía la preparación ritual judía de la carne; una ley que, pretendiendo reducir la masificación en las escuelas y universidades, limitaba la admisión de nuevos alumnos judíos, dejando obligatoriamente su número global por debajo del 5 %; una ley que prohibía a los médicos judíos trabajar en hospitales y clínicos públicos; una ley que impedía a los judíos optar a licencias para farmacias, etc. En cuanto a la ley que excluyó a los judíos de las asociaciones deportivas, impidió finalmente la participación de la casi totalidad de los atletas judíos alemanes en los Juegos Olímpicos de 1936, con la excepción de Helena Mayer, que vivía en California y estaba categorizada como Mischlinge (además de ser, físicamente, alta y rubia).
La iglesia luterana se opuso a las sanciones de empleo y económicas contra los judíos.
Obviamente, este tipo de leyes implicaba algún tipo de mecanismo para certificar el carácter ario, o no, de la población. A tal efecto, se desarrolló una red de oficinas de investigación y de gestión del proceso. Por lo demás, alrededor de 37 000 judíos emigraron de Alemania en 1933.
A finales de abril, Hitler se reunió con los representantes de la Iglesia católica en Alemania y les explicó que sus acciones contra los judíos remedaban las realizadas por el catolicismo a lo largo de la historia y que con ellas se hacía un gran servicio al cristianismo.
Durante la noche del 10 de mayo se produjo una quema pública de más de 20 000 libros, muchos de ellos de autores judíos, en las plazas de ciudades del país, lo que pretendía simbolizar el fin de la influencia intelectual del judaísmo en Alemania.
En septiembre, Goebbels, a través de la Cámara de Cultura del Reich, inició un proceso de depuración en el ámbito artístico y cultural, negando la posibilidad de la actividad profesional a los judíos en la prensa, el teatro, el cine y la música. Hacia finales del mes, a través de otro decreto, se excluyó a los judíos de la profesión de granjero.
Como consecuencia, y con respaldo del Acuerdo Haavara, el primer año de Hitler en el poder provocó la marcha de unos 40 000 judíos de Alemania, casi el 10 % de los que había; tras seis años de gobierno nazi, a finales de 1938 se habían marchado del país 200 000 judíos.
Durante 1933 se crearon más asociaciones antisemitas y anticomunistas como la Asociación General de Sociedades Alemanas Anticomunistas y el Movimiento de Creyentes Cristianos Alemanes.
En julio, después de que el Partido Nazi se convirtiese en el único partido legal de Alemania, se despojó de la ciudadanía a los judíos del este que vivían en el país y se aprobó la ley para la Prevención de Descendencia con Enfermedades Hereditarias, que estipulaba la esterilización, por un lado, para aquellas personas que pudiesen transmitir a su descendencia algún tipo de defecto (en consecuencia, antes de 1937 200 000 personas fueron esterilizadas), y, por otro, la eutanasia para los «defectuosos» y las «bocas inútiles», a los que se representaba en ocasiones como bajo el lema de «idiotas» o de «vida sin esperanza». En junio de 1935 se modificaría la ley para incluir la obligatoriedad del aborto en el caso de fetos «incapacitados» de hasta seis meses.
El 17 de septiembre se creó la organización nacional judía Reichsvertretung der Deutschen Juden («Representación en el Reich de los judíos alemanes»), con el objeto de aglutinar a los judíos alemanes y hacer, en la medida de lo posible, frente común para defender sus intereses.
En octubre, una ley de Edición obligó a todo judío vinculado al periodismo a dimitir, en virtud de la necesidad de un periodismo racialmente puro.
Aunque la experiencia del boicot de principios de 1933, no muy seguido por la sociedad alemana, llevó a que la legislación incidiese en minar a los pequeños comerciantes y profesionales judíos, por provocar menos perjuicios a la economía en general, en 1935 la cuarta parte de las empresas judías se habían ya «arinizado». A partir de junio de 1938, cuando la economía estaba recuperada, se inició el expolio y la expropiación de las propiedades judías, lo cual implicó la emigración de unos 120 000 judíos.
El 1 de enero de 1934 se eliminaron las fiestas judías del calendario alemán.
El 24 de marzo, el mes en que se produjo un violentísimo pogromo en Gunzenhausen, se retiró la ciudadanía a la comunidad judía.
Paralelo a las decisiones gubernamentales, se incrementaron las Einzelaktionen o acciones individuales contra los judíos por parte de elementos de las SA, actos violentos y sádicos contra ellos. De especial virulencia fueron los altercados en el centro de Múnich el 18 y el 25 de mayo de 1935, culminación de una larga campaña incitada por el gauleiter Adolf Wagner, ministro del Interior de Baviera. Con todo, el rechazo de la población obligó a señalar como culpables a unos supuestos «grupos terroristas».
En mayo, Rudolph Hess creó la «Oficina de política racial del Partido Nacional-Socialista Alemán de Trabajadores».
En 1934 se publicó también el libro de Ernst Bergmann titulado Veinticinco puntos de la religión alemana, en el que se afirma que Jesús no era judío sino un guerrero nórdico asesinado por los judíos; por otro lado, se fundó el «Instituto de Biología Hereditaria e Investigación sobre las Razas» en la Universidad de Fráncfort del Meno.
A finales de 1934, unos 50 000 judíos emigraron de Alemania.
Tras prohibir en abril que los judíos se pudiesen exhibir con la bandera de Alemania y expulsarlos en mayo del ejército, la mala imagen exterior que generaba todo este tipo de acciones, y la convicción de que se promovían desde el gobierno actos de vandalismo contra los judíos, se resolvió con la promulgación en septiembre de 1935 de las leyes raciales de Núremberg, con las que se intentó contentar tanto a la burocracia del partido nazi como a sus elementos más radicales.

Las leyes «para la protección de la Sangre y el Honor Alemanes» despojaron oficialmente a los judíos de los derechos ciudadanos que todavía conservaban; también proscribieron los matrimonios y las relaciones sexuales extramaritales entre judíos y súbditos del Estado que fueran «de sangre alemana o afín», y vetaron a los judíos la posibilidad de emplear en sus casas a sirvientas alemanas de menos de 45 años (presumiblemente por miedo a que los hombres judíos pudieran seducir a jóvenes alemanes y engendrar hijos con ellas); asimismo, prohibieron que los judíos enarbolaran la bandera nacional (la esvástica) o los colores del Reich. La Ley de Ciudadanía del Reich proporcionaba igualmente una nueva definición de quién era judío y quién no lo era. (...) El objetivo declarado de las leyes (...) era, según el propio discurso de Hitler ante el Reichstag, «encontrar una solución civil definitiva [eine einmalige säkulare Lösung] para el establecimiento de una base sobre la cual la nación alemana pueda adoptar una mejor actitud hacia los judíos [eine erträgliches Verhältnis zum jüdischen Volk].

Como comentario, Hitler utilizó por primera vez expresiones tajantes respecto al futuro que les podría esperar a los judíos, si las leyes no llegasen a ser suficientes para controlarlos; en concreto, habló de la posibilidad de dejar el problema en manos del Partido Nacionalsocialista para que le buscase una solución definitiva (zur endgültigen Lösung).
Las leyes de Núremberg y la celebración de los Juegos Olímpicos en Berlín hicieron posible un periodo de tranquilidad física para los judíos, que duraría hasta 1938; en agosto de 1935, Hitler y Hess habían llegado incluso a prohibir las acciones individuales contras los judíos. Sin embargo, los proyectos de recrudecimiento de la actitud de los nazis respecto de los judíos siguieron adelante.
En esta línea, se emitió ese mes de septiembre la primera orden de aplicación de la ley de Ciudadanía del Reich por la que ningún judío podía ser ya ciudadano del mismo, lo que implicaba que no podían votar sobre asuntos políticos, ni ejercer cargos públicos. Se distinguía a los judíos completos (lo que tenían tres abuelos judíos, como mínimo) de los parciales (dos abuelos judíos y que no fuese practicante ni tuviese cónyuge judío), esto es, la categoría del mestizo o Mischlinge, categoría en la que entraron entre 250 000 y 500 000 ciudadanos. A su vez, el mestizo podía ser de primer y segundo grado (un abuelo judío y ser practicante o tener cónyuge judío).
El 7 de septiembre de 1936 se creó un impuesto del 25 % sobre todos los bienes judíos de Alemania.
En 1937 Hitler declaró que durante los dos o tres años siguientes la cuestión judía se habría de arreglar de un modo u otro, y a finales de ese año, con la consecución del pleno empleo en Alemania, la intención de expropiar y eliminar a los judíos de la economía alemana se hizo clara. Consecuentemente,

a finales de 1937, y bajo la presión constante, innumerables negocios judíos perdieron toda su clientela, se vieron obligados a hacer grandes liquidaciones, y emigraron o se trasladaron a ciudades más grandes, donde pudieron continuar una existencia entre las sombras durante algún tiempo, hasta acabar situándose al margen de la sociedad, retirados, amenazados y perseguidos.

El 28 de marzo de 1938, todas las organizaciones judías perdieron definitivamente su estatus oficial y un mes después, el 21 de abril, un decreto excluyó a los judíos de la economía nacional, estipulando además la toma de sus bienes. Desde ese momento, los judíos hubieron de registrar todas sus propiedades y bienes por valor superior a los 5000 marcos, con el objeto final de poder ser subastadas entre los no judíos.
El 9 de junio la principal sinagoga de Múnich fue incendiada por los nazis y el 10 de agosto la de Núremberg. El 15 de junio todos los judíos con alguna condena previa, independientemente de su gravedad, fueron detenidos. El 25 se restringió la atención de los médicos judíos a pacientes judíos y un mes después se les cancelaron sus licencias. Al tiempo, se dio orden de que todos los judíos de Alemania solicitasen tarjetas especiales de identificación y que, como segundo nombre, los hombres judíos tomasen el genérico de Israel y las mujeres el de Sara (un año después, en agosto de 1939, se emitió por parte de las autoridades nazis un listado de nombres permitidos para los niños judíos). El 6 de julio se ordenó que desapareciese antes de fin de año cualquier negocio judío. El 20 de septiembre todas las radios de propiedad judía fueron confiscadas y desde el 27 de septiembre, se les prohibió a los judíos ejercer la abogacía y desde el 5 de octubre todos sus pasaportes fueron marcados con una gran «J» roja.
El 28 de octubre Alemania expulsó a los 17 000 judíos con ciudadanía polaca, que quedaron abandonados en la frontera, en Zbaszyn, al no aceptarlos Polonia. El 15 de noviembre todos los alumnos judíos fueron expulsados de las escuelas alemanas.

## El Holocausto

### LaNoche de los cristales rotosy el comienzo de las deportaciones y los guetos

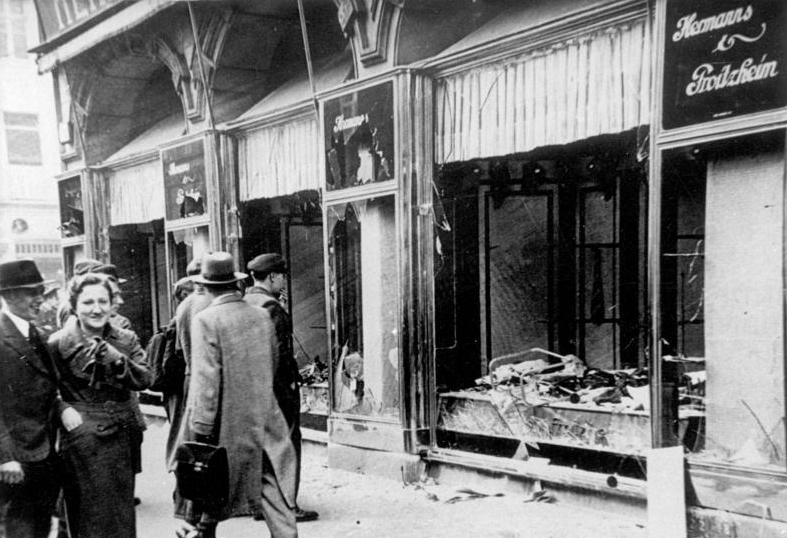
La Noche de los Cristales en Magdeburgo

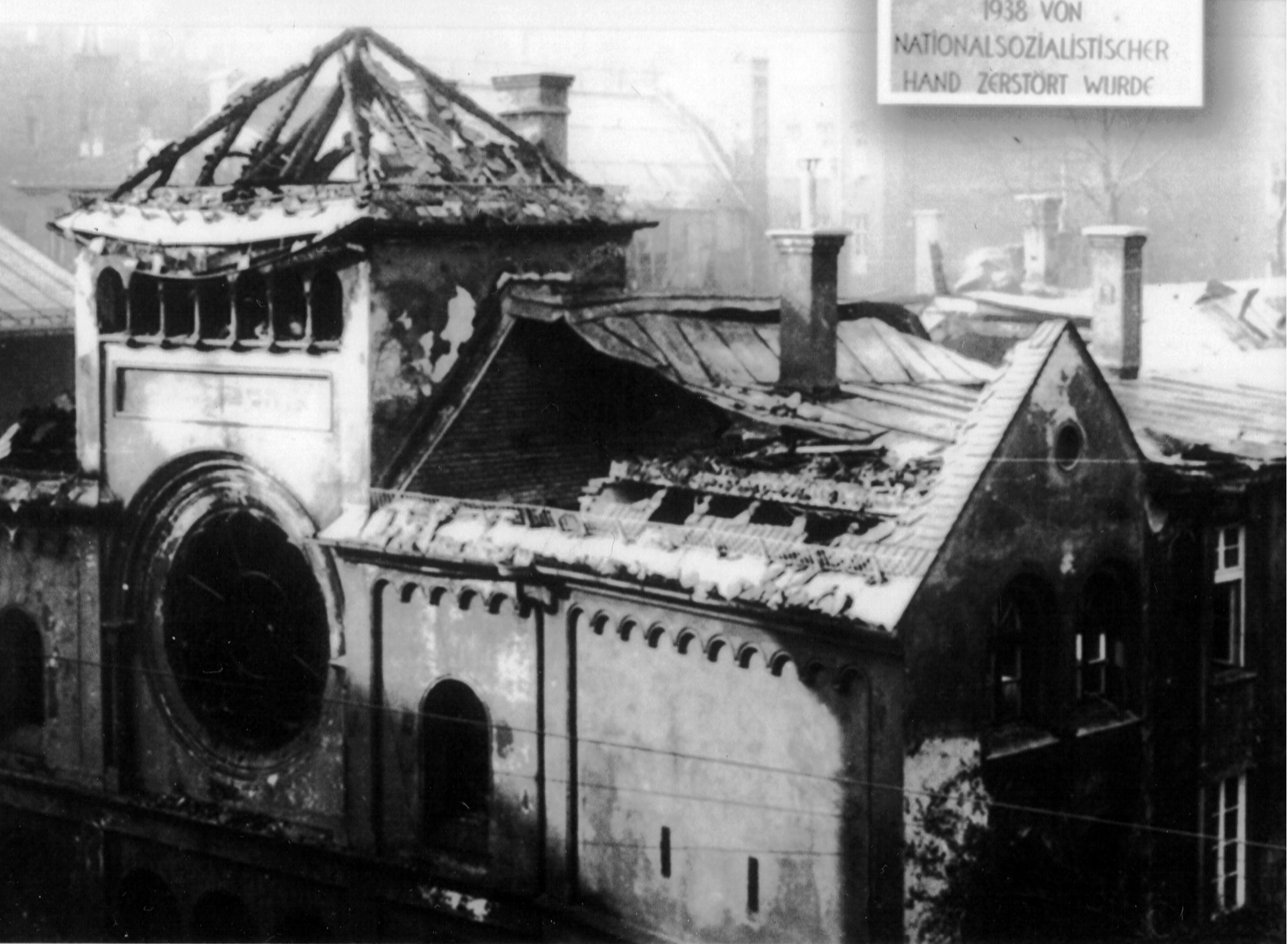
Ruinas de la sinagoga Ohel Yaakov en Múnich

En marzo de 1938, Alemania se anexionó Austria, y con ellos incorporó a su población a los cerca de 200 000 judíos austriacos. Como herramienta para alcanzar la aspiración nazi de liberar a Alemania de la población judía, Viena se convirtió en el primer lugar en el que se pondría en práctica la que sería, a partir de entonces, una constante política nazi: la deportación de la comunidad judía de su territorio. Previamente, hubo

una campaña de intimidación particularmente violenta y brutal, [en la que] las SA obligaron a los judíos a fregar las calles de la ciudad con pequeños cepillos bajo la mirada de una multitud que se mofaba de ellos, los negocios pertenecientes a aquella minoría fueron expropiados a la velocidad del rayo y los matones nazis austríacos saquearon sin contemplaciones los hogares judíos.

El antisemitismo ya presente en Austria sirvió para desbordar las medidas antijudías, hasta el punto de que llegaron a servir de modelo para las tomadas en la propia Alemania. Una campaña de detenciones provocó el traslado de unos mil judíos a campos de concentración, entre ellos el de Mauthausen.
Entre las medidas y acciones tomadas contra los judíos de Austria más destacables, estuvieron que se les privó de la ciudadanía, que sus organizaciones y congregaciones perdieron toda financiación gubernamental y que, además, en los primeros meses de anexión, los bancos vieneses de propiedad judía pasaron a manos de los nazis.
La consecuencia inmediata de ello fue una oleada de emigración judía tanto de Alemania como de Austria (el 4 de junio, por ejemplo, emigró de Viena Sigmund Freud, con 82 años). La Conferencia internacional de Evian, promovida por Estados Unidos en Francia con el objeto de tratar el tema de los refugiados judíos, se resolvió con pretextos generales por parte de todos los países presentes, los que terminaron por no acoger a un número sustancial de judíos que solicitaban refugio.
Al frente de la gestión del procedimiento industrial para la emigración forzada de los judíos de Viena, se situó desde la misma primavera de 1938 a Adolf Eichmann. En seis meses, expulsó a cerca de 45 000 judíos y antes de mayo de 1939 más del 50 % de la población judía (unos 100 000) se había ido de Austria. En octubre de 1939, invadida ya Polonia, se inició la deportación de los judíos austriacos hacia campos de trabajos forzados en ese país. En febrero de 1941 se inició la deportación a guetos en Polonia ocupada, como los de Kielce y Lublin, adonde se fueron enviando unos 1000 judíos de Viena cada semana.
La primera deportación en masa se produjo en octubre de 1938, cuando 16 000 judíos de origen polaco fueron expulsados de Alemania, siendo abandonados en la frontera con Polonia, que les negó la entrada. El hijo de uno de ellos, Herschel Grynszpan, que residía en París, reaccionó asesinando al tercer secretario de la embajada alemana en París. La propaganda nazi calificó la acción como declaración de guerra y como un acto más de la conspiración judeomasónica mundial. Así, un día después de la muerte del diplomático, el 10 de noviembre, tuvo lugar la Noche de los cristales rotos (Kristallnacht), pogromo instigado por el ministro de propaganda Joseph Goebbels, pero con la expresa aprobación de Hitler, que constituyó la exhibición pública de antisemitismo más violenta en Alemania desde la época de las cruzadas y marca el inicio del Holocausto.

A lo largo y ancho de Alemania, ardieron más de cuatrocientas sinagogas y se saquearon más de siete mil quinientos negocios y otras propiedades judías; por lo menos cien judíos fueron asesinados, muchos más resultaron heridos, y a treinta mil se los despachó de modo sumario a campos de concentración en los cuales sufrirían indecibles ultrajes.

Otra consecuencia directa del pogromo fue que Reinhard Heydrich asumió la coordinación centralizada de la Cuestión Judía.
Las agresiones no solo fueron realizadas por los fanáticos ideológicos del partido nazi, sino también por alemanes corrientes. No hubo esta vez protestas públicas significativas por parte de las iglesias.
Dos días después, el gobierno alemán reforzó las consecuencias del pogromo imponiendo una multa de mil millones de marcos alemanes a la comunidad judía alemana por lo que se calificó como una «actitud hostil» hacia el Reich y su pueblo. Durante la reunión en la que se decidió la medida, se sugirieron diversas medidas discriminatorias muchas de las cuales serían aprobadas por Hitler el mes siguiente. Mediante ellas se puso prácticamente fin a la actividad empresarial de los judíos, a su libertad de movimiento y a sus relaciones con el resto de la población alemana.
Además, 30 000 judíos fueron detenidos y llevados a campos de concentración, donde llegaron a morir unos 10 000.
La radicalización de la actitud hacia los judíos fue reflejada por un artículo del 24 de noviembre de 1938 en el periódico de las SS, Das Schwarze Korps, en el que se afirmaba que

tendríamos que enfrentarnos a la necesidad irrevocable de exterminar el submundo judío del mismo modo que, bajo nuestro gobierno de Ley y Orden, solemos exterminar a cualquier otro criminal, es decir, con el fuego y la espada. El resultado debería ser la eliminación práctica y definitiva de los judíos que hay en Alemania, su aniquilación absoluta.

Dos meses después, en el plazo de una semana, haría dos declaraciones explícitas sobre sus intenciones respecto de los judíos: por un lado, el 21 de enero de 1939, en palabras dirigidas al ministro de Asuntos Exteriores checoslovaco, Hitler indicó que los judíos serían destruidos y que su provocación del 9 de noviembre de 1918 no les habría de salir gratis, sino que sería vengada; por otro lado, el 30 de enero, pronunció un discurso en el Parlamento alemán que habría de gravitar sobre todas las decisiones que en adelante se tomarían sobre la cuestión judía. Alardeando de una aptitud profética, afirmó:

Durante la época de mi lucha por el poder, fue en primer lugar la raza judía la que no hizo sino recibir a carcajadas mis profecías cuando dije que algún día asumiría la dirección del Estado y, con ella, la de toda la nación, y que entonces, entre muchas otras cosas, resolvería el problema judío. Sus carcajadas fueron escandalosas, pero creo que, de un tiempo a esta parte, ya solo ríen por dentro. Hoy seré profeta una vez más: si los financieros judíos internacionales de Europa y de fuera de ella logran sumir de nuevo a las naciones en una guerra mundial, ¡el resultado no será la bolchevización de la tierra y, por lo tanto, la victoria de los judíos, sino la aniquilación de la raza judía en Europa.

Hitler recordaría su profecía dos veces en 1942 y tres en 1943, aunque asociándola a una fecha equivocada, el 1 de septiembre de 1939, como forma de vincular el inicio de la guerra a los judíos.
Previamente, en el contexto de sus iniciativas diplomáticas para conseguir que la comunidad internacional se hiciese cargo de la población judía alemana, Hitler había declarado dos meses antes al ministro de Defensa de Sudáfrica, Oswald Pirow, que ya había adoptado una decisión irrevocable sobre ellos y que un día habrían de desaparecer de Europa.
Como consecuencia de esta situación, y tras el establecimiento, además, en enero de la Oficina de Emigración judía dirigida por el jefe de la Gestapo Heinrich Müller, la emigración judía aumentó considerablemente, tanto la legal como la ilegal, la cual llevó hacia Palestina a unos 27 000 judíos antes del fin de 1940.

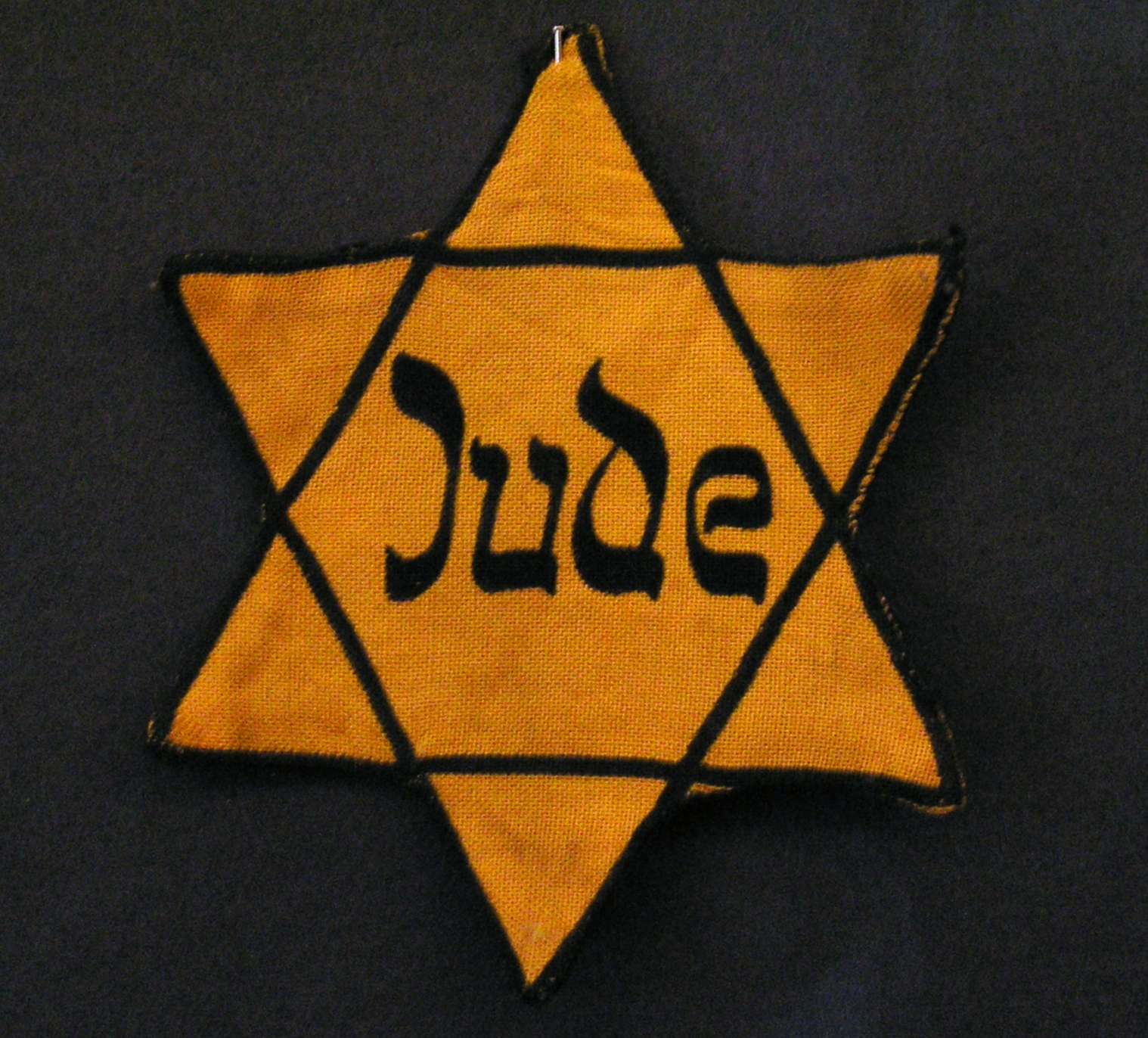
Insignia amarilla. Introducida en Polonia ocupada desde 1939, a partir de 1941 fue obligatorio para los judíos alemanes y austríacos portar una estrella amarilla con la inscripción Jude («judío» en alemán) expresada en caracteres pseudo-hebreos.

A partir del 21 de febrero de 1939, los judíos de Alemania se vieron obligados a entregar a las autoridades todo el oro y la plata que tuviesen en posesión.
El 15 de marzo de 1939 Alemania inició la ocupación de Checoslovaquia; las SS hubieron de ocuparse de unos 120 000 judíos. En menos de seis meses, más de 30 000 emigraron y 19 000 dejaron Europa, tras haber sido hacinados en Praga. Al final, del total restante solo sobrevivirían 10 000.
El 30 de abril de 1939 se promulgó una ley que prohibía a judíos y no judíos compartir el mismo bloque de pisos; como consecuencia de ello, se crearon casas judías y guetos en las grandes ciudades que hicieron aumentar el aislamiento social de la población judía. La obligatoriedad de portar la insignia amarilla que entró en vigor en 1939, asentó definitivamente ese aislamiento y condujo a la segregación de los judíos de un modo drástico.
En 1939, 78 000 judíos abandonaron Alemania y se confiscó por todo el país objetos de valor pertenecientes a los judíos. Finalmente, el 12 y 13 de febrero de 1940 comenzaron las deportaciones de los judíos de Alemania, especialmente desde Pomerania. Los pocos que fueron quedando vieron como se deterioraba completamente su vida civil en el país: prohibición de la emigración (octubre de 1941), disolución de la Liga Cultural Judía (septiembre de 1941), leyes que prácticamente condenaban a la pena de muerte por cualquier infracción (diciembre de 1941) y marcado con una estrella de papel blanco de todo hogar judío (marzo de 1942).

### Políticas genocidas en Europa

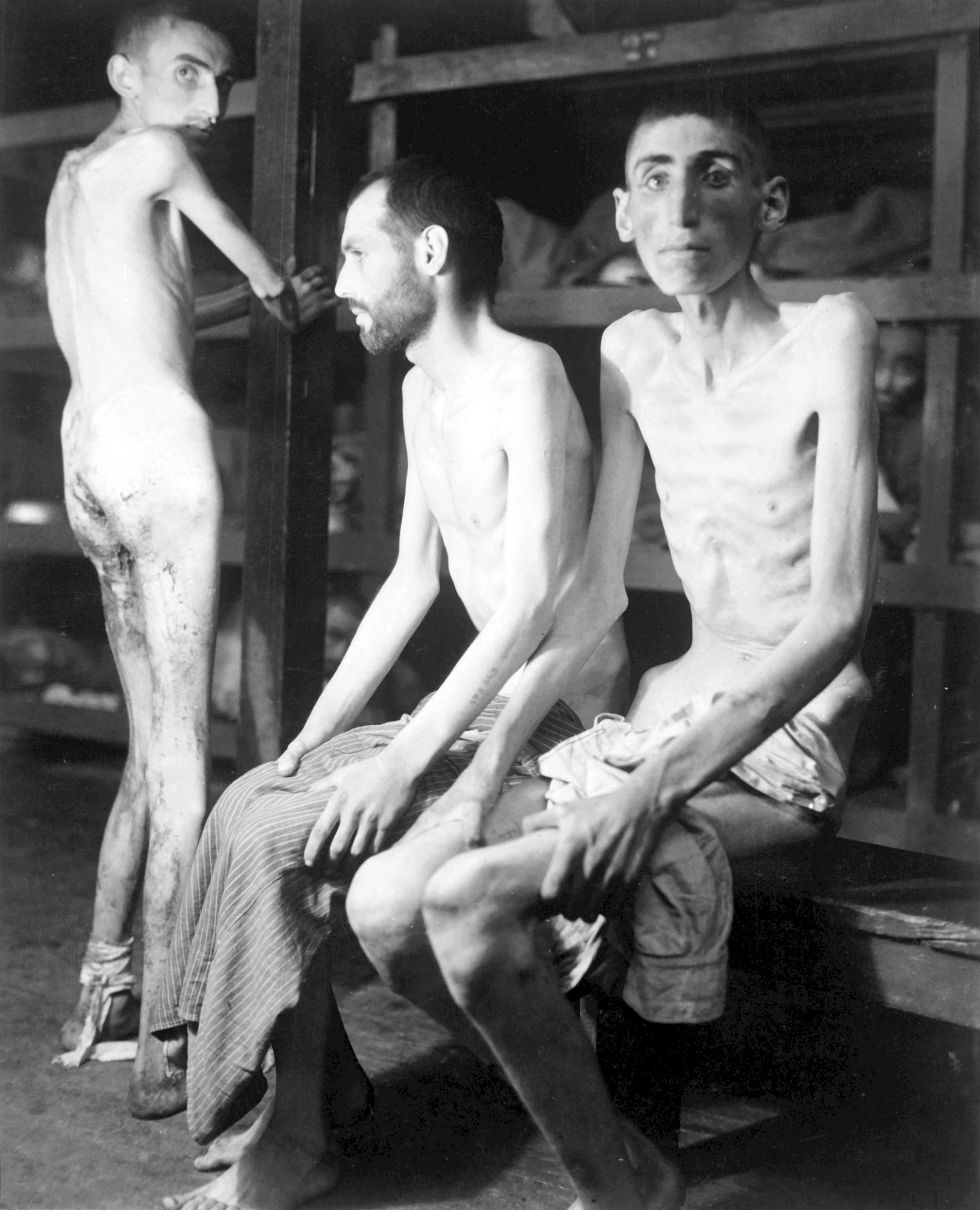
Estos trabajadores esclavos soviéticos, polacos y holandeses, internados en el campo de concentración de Buchenwald, ingresaron en el campamento con un promedio de 73 kg cada uno. Después de 11 meses, su peso promedio era de 31 kg (16 de marzo de 1945).

Tras las distintas anexiones e invasiones de países y otros territorios durante la guerra, el principal objetivo de Hitler fue el genocidio racial de los mismos, en tanto que habían pasado a formar parte de la Gran Alemania. Como corolario de este objetivo y de las consecuencias naturales de una guerra, dos fueron los grandes problemas con lo que se encontró el nazismo: el reasentamiento de los deportados y de los prisioneros de guerra, y la manutención de los mismos. Y aunque, en parte, la política de exterminio fue una salida a ambos problemas, ya en septiembre de 1939 había constancia de las ideas de Hitler sobre la administración de Polonia:

El 12 de septiembre de 1939, el almirante Canaris le comentó al general Keitel que tenía conocimiento de las ejecuciones en masa (Füsilierungen) que estaban planificándose para Polonia «y que tenían que ser exterminados (ausgerottet) la nobleza y el clero especialmente». Keitel le respondió que el Führer ya lo había decidido personalmente. La Wehrmacht tenía que aceptar el «exterminio racial» y la «limpieza política» de las SS y la Gestapo, aun sin querer tener nada que ver con ellas. Ésa fue la razón por la cual, junto con los comandantes militares, hubo también nombramientos de comandantes civiles, sobre quienes recaería el «exterminio racial» (Volkstums-Ausrottung).

La conquista de Polonia, en este sentido, provocó una transformación en el tratamiento de la Cuestión Judía. De repente, Alemania se había encontrado con tres millones de judíos más que gestionar. El trato que se le dio, como judíos del este que eran y por tanto especialmente despreciados y deshumanizados, fue especialmente bárbaro, bastante más allá del trato dado a los judíos de Alemania y Austria. En parte, ello fue debido a la mayor libertad, dado que quedaba lejos la opinión pública alemana y las restricciones legales correspondientes, que se dio al partido y a la policía para tomar iniciativas individuales autónomas. La invasión de Yugoslavia y Grecia en abril de 1941 terminó por ser, también, un desastre para los miles de judíos que allí vivían.
Esto quiere decir que durante el periodo 1939-1941, los nazis no llegaron a elaborar una política clara y coherente sobre qué hacer con los judíos, los polacos y el medio millón de germanos de pura cepa que fueron «repatriados» a territorios anexionados por Alemania. Solo cuando el Warthegau empezó a colapsarse con los judíos llegados de Alemania y cuando la invasión de la URSS multiplicó el problema del movimiento y la manutención de personas, se empezó a pensar más seriamente en la elaboración de planes más o menos precisos para solucionar tales problemas.
En este sentido,

Fue Himmler quien, por medio de incesantes órdenes verbales dictadas a sus subordinados, llevó a cabo la transición hasta el asesinato indiscriminado de los judíos de uno y otro sexo y todas las edades en julio y agosto de 1941. (...) No obstante, está claro que el asesinato en masa de los judíos de Europa oriental que empezó en ese entonces fue por encima de todo un reflejo de los propios deseos y creencias personales de Hitler, repetidamente formulados tanto en público como en privado durante esos meses.

Al poco de ser nombrado ministro de los Territorios Ocupados del Este, en noviembre de 1941, Rosemberg explicitó estas ideas declarando que esos territorios estaban llamados a ser el lugar de resolución de la cuestión judía; en su opinión, tal cuestión solo podía resolverse mediante la erradicación biológica de todos los judíos de Europa, expulsándolos al otro lado de los Urales o erradicándolos de alguna otra manera.

#### La política antisemita en Polonia ocupada

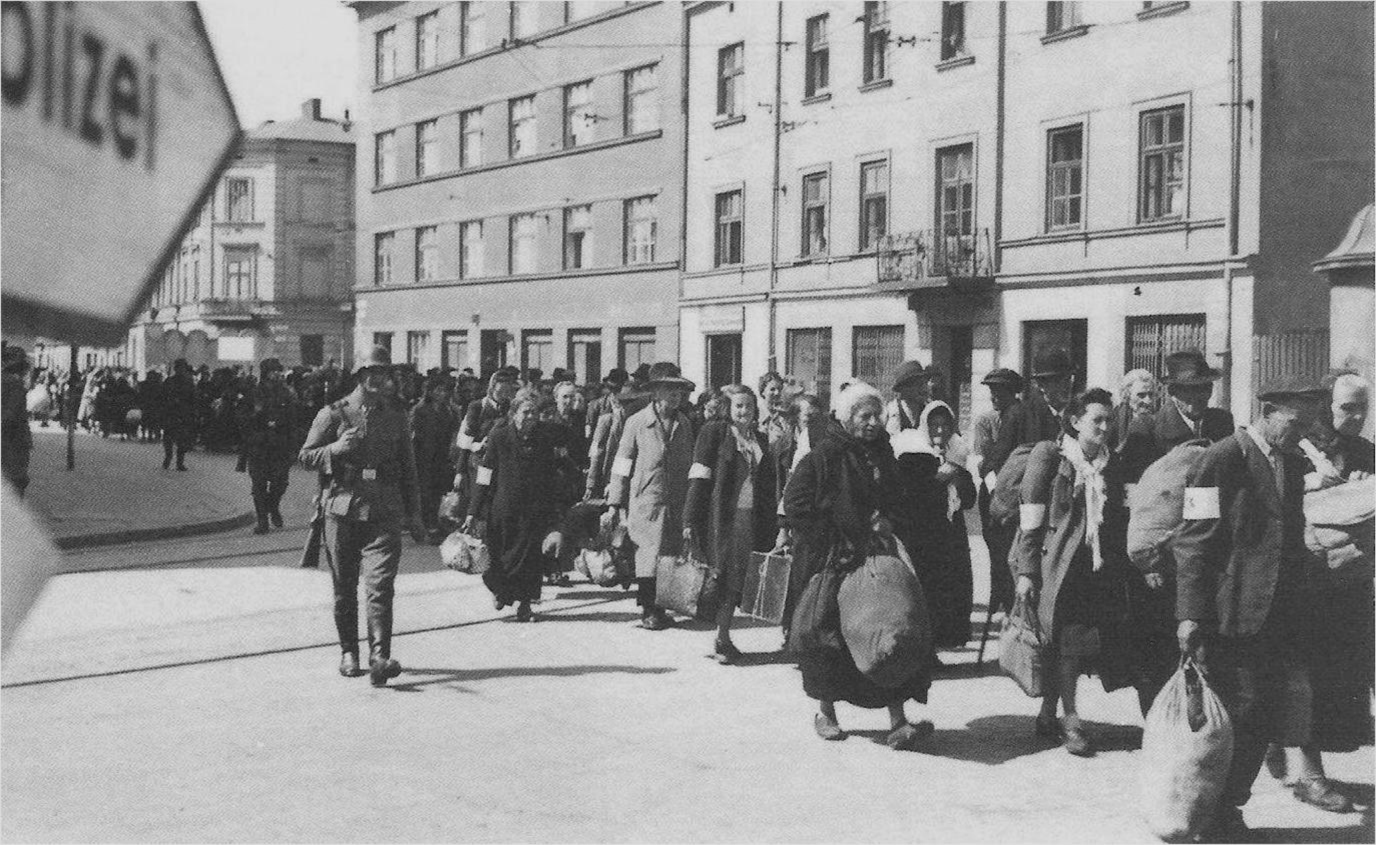
Vaciamiento del Gueto de Cracovia. Familias judías se dirigen en dirección a la estación ferroviaria de Prokocim para su «reasentamiento». Destino de las mismas: Auschwitz, marzo de 1943.

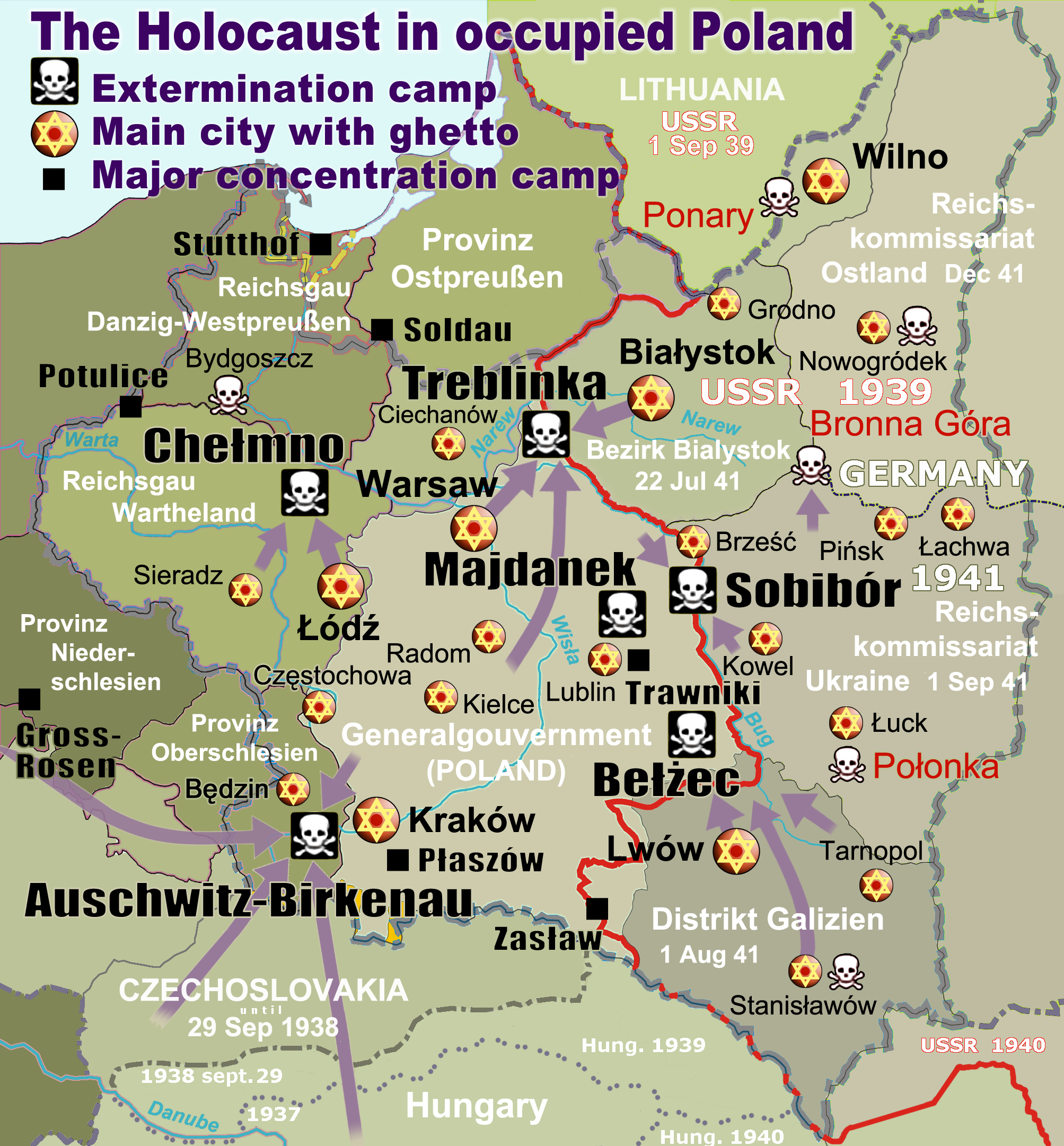
Mapa del Holocausto en Polonia ocupada durante la Segunda Guerra Mundial, con seis campos de exterminio: Auschwitz-Birkenau, Belzec, Chelmno, Majdanek, Sobibór y Treblinka. Marcados en rojo figuran tres sitios remotos donde se perpetuaron matanzas en masa: Bronna Gora, Ponary y Polonka. La estrella de seis puntas indica veinte ciudades polacas con guetos. Con cuadrados negros figuran seis de los principales campos de concentración.

Los planes nazis para la reformulación racial de Europa encontraron en los 3 300 000 judíos de Polonia un campo de experimentación para el genocidio en masa. Para el nazismo, los polacos eran seres inferiores y los judíos polacos lo eran aún más. La mayoría de los judíos europeos vivía en Polonia y Europa Oriental. El Gobierno General (Polonia ocupada) fue el país donde se establecieron los principales campos de exterminio: Auschwitz-Birkenau, Chelmno, Belzec, Treblinka, Sobibór y Majdanek. A Auschwitz-Birkenau los primeros prisioneros no judíos llegaron el 14 de junio de 1940.
Por lo demás, en el área ocupada por el Ejército Rojo desde el 17 de septiembre, la suerte de los judíos (tanto los residentes como los refugiados ante el avance alemán) fue también mala: 100 000 de ellos murieron en los procesos de deportación a Siberia y muchos se hubieron de resignar a regresar a la zona ocupada por los alemanes, debido a la situación insostenible con los soviéticos.
Al tiempo que entre el 1 de septiembre y el 25 de octubre de 1939 se desarrollaba en todo el país la Operación Tannenberg, ejecutada por las SS «Einsatzgruppen», cuyo resultado fue el asesinato de cerca de 10 000 intelectuales y miembros de la nobleza y el clero polacos con el objeto de eliminar la resistencia local, desde principios de la invasión las acciones contra los judíos se fueron sucediendo. Por ejemplo, el 8 de septiembre, el grupo operativo especial del Servicio de Seguridad de las SS, que repetiría acciones similares en otras zonas, asesinó en Bedzin a un grupo de niños judíos e incendió la sinagoga y casas vecinas, al tiempo que disparaba indiscriminadamente con los judíos con los que se encontraba por la calle. El resultado fue de 500 judíos muertos.
El 11 de septiembre, en una reunión en Cracovia, se le comunicó a Udo von Woyrsch, jefe del mencionado Grupo Operativo, una orden de Himmler por la cual instaba a tomar las medidas más duras posibles contra los judíos para que, movidos por el terror, se desplazasen hacia el este abandonando la zona controlada por los alemanes. El 21 de septiembre, Reinhard Heydrich, jefe de las SS, ordenó a los Einsatztruppen que, en colaboración con las autoridades civiles y militares, iniciasen una serie de concentraciones de los judíos en guetos y deportaciones masivas de ciudadanos hacia el Este (desde el 29 de noviembre, la pena de muerte era el castigo para quien no se presentase a la deportación). Toda comunidad judía por debajo de los 500 individuos quedó disuelta y enviada a guetos y campos de concentración.
A tal efecto, se estableció un departamento de las SS, el Rasse-und Siedlunghauptamt («Oficina Principal -o central- para la Raza y el Reasentamiento»), para gestionar la germanización de la zona conquistada y el bienestar de los colonos allí enviados. Sus miembros contaban con cuatro semanas de adiestramiento para la evaluación racial y biológica, que se basaba en veintiún criterios físicos (quince eran fisonómicos). La clasificación obtenida utilizaba descripciones como

«muy apropiado» en el extremo superior, en los casos en que los inmigrantes fuesen «puramente nórdicos, puramente fálicos o nórdico fálicos», sin «defectos de intelecto, de carácter o de naturaleza hereditaria» reseñables, y «étnica o biológicamente inapropiado» en el extremo inferior, cuando los consideraban de sangre no europea, o bien por adolecer de malformaciones físicas o pertenecer a «familias socialmente débiles o sin aptitudes».

El 7 de noviembre comenzaron las deportaciones de judíos del oeste de Polonia, procedimiento reforzado por la orden de Heydrich dada el 12 de ese mismo mes para que todos los judíos del Warthegau fuesen trasladados para dejar sitio a los asentamientos de alemanes de raza aria. Entre el 26 de octubre y principios de febrero de 1940 los nazis deportaron y reasentaron a unos 78 000 judíos en una reserva situada en el sudeste de Polonia, en la región Lublin-Nisko. Los testimonios de los alemanes de clase media que se encargaron de desalojar y preparar las granjas polacas para los colonos, subrayan la idea de que para ellos el sufrimiento de polacos y judíos era «o bien invisible o bien aceptable, cuando no justificado».
El 11 de noviembre, en las afueras de Ostrow Mazowiecka, se produjo uno de los primeros asesinatos masivos de judíos polacos por parte de los nazis. Acusados por la población local de haber incendiado parte de la ciudad, la policía alemana mató entre 162 y 500 judíos. El 12 de diciembre se instauró en el este de la Gran Alemania un periodo obligatorio de trabajos forzados para los judíos de entre 14 y 60 años. Unos meses después, en mayo de 1940, se lanzó una nueva ofensiva contra los intelectuales polacos denominada «Operación de Pacificación Extraordinaria».
En resumen, con la invasión de Polonia en septiembre de 1939, los nazis se encontraron con que el imperio alemán había incorporado a su población a dos millones de judíos polacos (posteriormente, un millón de ellos, de la Polonia oriental, como resultado del pacto nazi-soviético pasarían a formar parte de la Rusia comunista). Esta situación, que se repitió en menor medida con cada conquista alemana (120 000 judíos más de los territorios checos, por ejemplo, etc.), puso a los nazis ante el problema de cómo lograr territorios judenrein, esto es, «libres de judíos».
Entre septiembre y diciembre se establecieron las divisiones administrativas para Europa del este, de donde se intentaría expulsar a la fuerza a los judíos: la Gran Danzig (norte de Polonia), Prusia Occidental (norte de Europa en el Báltico), la Gran Prusia Oriental (norte de Europa en el Báltico) y la zona del oeste de Polonia anexionada, que los nazis denominaron «Warthegau» («Reichsgau Wartheland»), cuya capital era Posen (Poznan), y que desempeñaría un papel crucial en la génesis de la Solución Final. Se creó también el conocido como Gobierno General en Polonia, zona administrativa que no quedó incorporada a la Gran Alemania y donde los nazis situarían sus campos de concentración y exterminio; fue nombrado jefe Hans Frank y Cracovia, importante comunidad judía, sería designada como su capital. De acuerdo con las indicaciones expresas de Hitler, el Gobierno General se constituyó como un territorio autónomo con respecto del Reich, y en él, lugar de destino del resto de judíos de Polonia, se puso en práctica una lucha étnica sin límites.
En líneas generales,

la invasión alemana de Polonia trajo consigo de inmediato la sádica humillación de la comunidad judía polaca -a menudo se vejó en público a los judíos ortodoxos arrancándoles la barba y los bucles- y el asesinato intermitente de judíos, que causó, durante los tres primeros meses de la campaña, un número cercano a las siete mil.

Las figuras más importantes en la administración del territorio fueron Arthur Greiser, gobernador del Reich y gauleiter del partido nazi, y Wilhelm Koppe, jefe de las SS y la policía de la región, que sería, probablemente, quien tomara la iniciativa de empezar el genocidio en la zona.
En septiembre de 1939 se expusieron, en distintas directrices del Jefe de la Policía de Seguridad Reinhard Heydrich, las líneas definitorias de lo que entonces se entendía como objetivo final en relación con los judíos: concentrarlos en las grandes ciudades polacas para a continuación deportarlos hacia una reserva al este del Vístula. A estas alturas, estaba ya claro que

Hitler era quien marcaba las pautas y era asimismo la autoridad final en cuanto a decidir el grado de brutalidad de la política racial; y dejan claro también que tenía ideas de gran repercusión, aunque imprecisas, sobre pasos futuros, utilizando al menos en parte las iniciativas sugeridas por Himmler, que rápidamente demostraron ser irrealizables e impracticables. Fue precisamente debido a que los crueles imperativos de Hitler no ofrecía más que unos objetivos amplios, pero débilmente formulados, y sancionaban acciones de lo más brutales, por lo que se abrió la puerta a iniciativas salvajes de los organismos del partido y del Estado y, por encima de todo, naturalmente, de las SS.

El 21 de septiembre se emitió un decreto administrativo en el que Heydrich, distinguiendo entre un objetivo final a largo plazo y unas medidas preliminares a corto plazo, ordenaba, en el ámbito de estas últimas, que los judíos de Polonia fuesen concentrados en las ciudades más grandes, cerca de los cruces de líneas de tren con vistas a la deportación. Una semana después, Himmler especificó en otra orden que todos los judíos del oeste de Polonia (el Warthegau) debían ser deportados al centro del país con el fin de dejar sitio a los alemanes que iban a ocupar la zona.
En la primera quincena de diciembre, se llevó a cabo la primera deportación: se detuvo en Posen a 88 000 polacos y judíos y se les trasladó hasta el Gobierno General (los hombres aptos y sanos eran, sin embargo, enviados a Alemania a trabajar forzosamente). Por otro lado, estas deportaciones de cientos de miles de judíos supuso que desde finales de 1939, se empezasen a establecer guetos por toda Polonia; el primero, erigido en diciembre, estuvo en la ciudad de Lodz (en la que entre el 15 y 17 de noviembre los nazis habían destruido todas las sinagogas), precisamente en el Warthegau. Simultáneamente, se establecieron trabajos forzados para todos los judíos de la Polonia anexionada; los no aptos para el trabajo (niños, mujeres y enfermos) fueron confinados en guetos.
Sin embargo, avanzado 1940, Hans Frank recibió una petición, a la que se negó, para albergar en la zona de su jurisdicción a un cuarto de millón de judíos provenientes del gueto de Lodz, de los que quería librarse el Warthegau. A su vez, Göring tuvo que prohibir en marzo del mismo año que los judíos de las zonas orientales del Reich fuesen deportados sin más a la Polonia anexionada. La imposibilidad de hacerse cargo de ellos, tanto en uno como en otro caso, hizo pensar ya que la solución al problema judío tendría que ser otra. En este sentido, en junio, Heydrich informó a Ribbentrop de que la solución para los tres millones y cuarto de judíos bajo dominio de Alemania habría de ser «territorial».
El 25 de mayo de 1940, Himmler le había presentado a Hitler un memorándum secreto titulado «Reflexiones sobre el trato a los pueblos de raza extranjera del Este» en el que hablaba del «pueblo subhumano del Este» y de la necesidad de utilizarlos como mano de obra. Explícitamente, rechazaba el exterminio físico (por antialemán y bolchevique), prefiriendo el reasentamiento y división de grupos sobre la base de un criterio racial. Respecto de los judíos, expresaba su esperanza de que estos desapareciesen de Europa a través de una gran emigración de los mismos a África o alguna otra colonia.
Entre las soluciones alternativas, que les fueron presentadas a los representantes judíos tras la crisis en el proceso de deportaciones materializada en una reunión celebrada el 31 de julio de 1940 en Cracovia donde, ante la evidencia expuesta por parte de Greiser de la masificación en el Warthegau (en el gueto de Litzmannstadt-Lodz había ya 250000 judíos), se sugirió la posibilidad de la emigración a Palestina o la de enviarlos a Madagascar. Esta última idea estaba en el aire desde que en 1937 el gobierno polaco había tratado de llegar a un acuerdo con franceses y británicos para enviar allí a un millón de judíos polacos. Tras la capitulación de Francia, Franz Rademacher, responsable alemán de asuntos judíos en la Cancillería, elaboró un memorándum que preveía la deportación de cuatro millones de judíos de Europa a la isla. La idea quedó descartada a principios de 1942.
Entre mayo y diciembre de 1940, miles de judíos de Polonia fueron enviados a la nueva frontera soviética para construir fortificaciones.

##### Los guetos

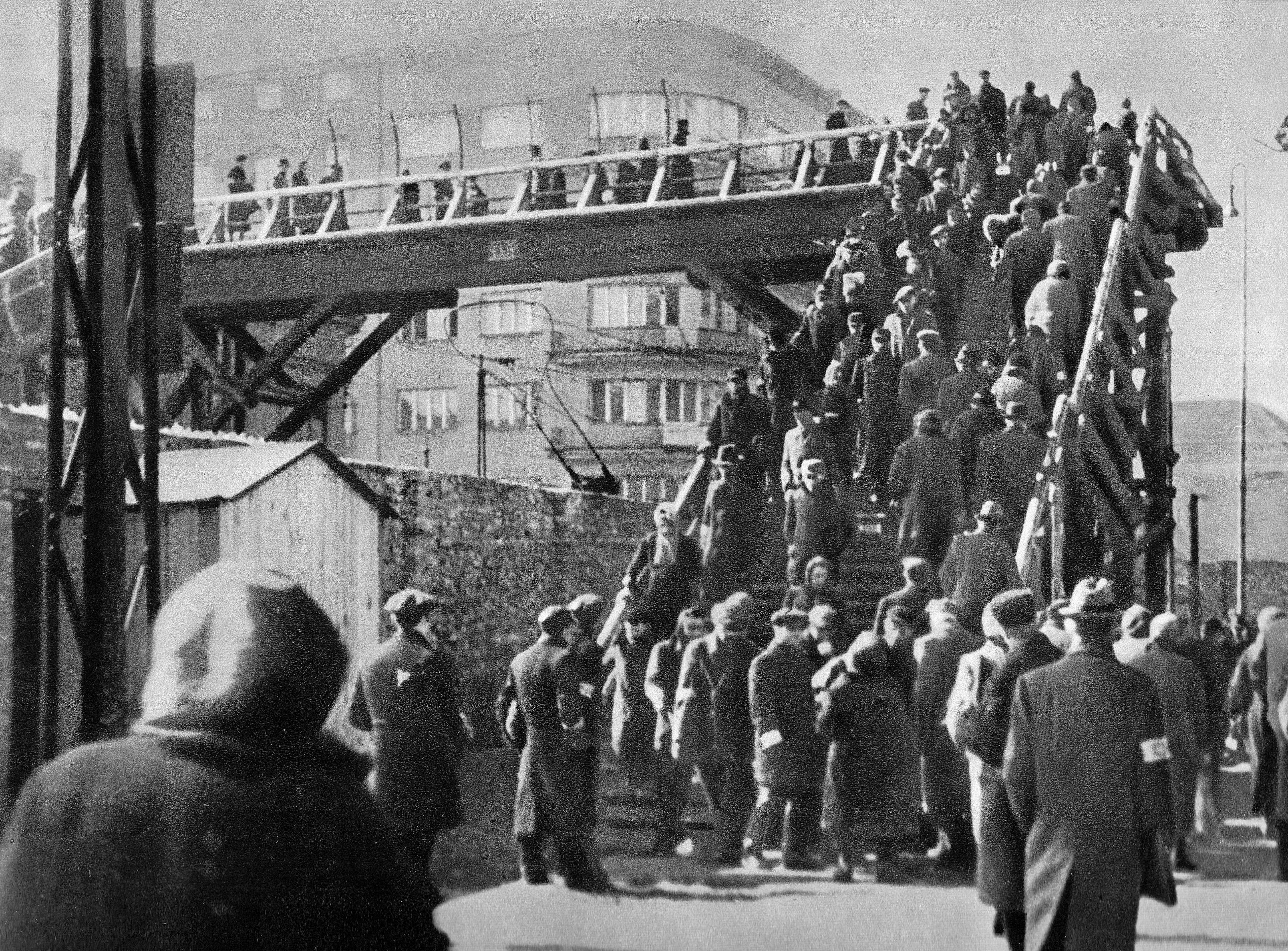
Puente que unía los dos sectores del Gueto de Varsovia

Los alemanes comenzaron a levantar guetos nada más invadir Polonia. Su finalidad inicial era la de concentrar transitoriamente a los judíos, antes de o bien deportarlos hacia el este, o bien recluirlos en campos de concentración de trabajos forzados o de exterminio de la misma Polonia. Sin embargo, dadas las terribles condiciones en que se desarrollaba la vida en ellos (hacinamiento extremo, carencia de servicios sanitarios adecuados y proliferación de enfermedades), supusieron también una muerte lenta para muchos de sus habitantes.
Los principales guetos en la Polonia ocupada, en funcionamiento entre 1939 y 1941, fueron los de Varsovia, Minsk, Lodz, Radom, Piotrkow, Lublin, Kielce, Czestochowa, Bedzin (con 27 000 judíos, un 45 % de la población, tras diversas muertes y deportaciones, el gueto fue liquidado en agosto de 1943), Sosnowiec, Tarnow y Cracovia (donde había 60 000 judíos, el 25 % de la población total).
El primer gueto se abrió el 8 de octubre de 1939 en Piotrków Trybunalski, distrito de Lodz, y el 19 de octubre se creó el de Lublin. En 1940 se crearon el de Lodz, el 18 de febrero, aislado del resto de la población el 30 de abril, y el Bedzin, el 1 de julio.
El mayor de todos los guetos en la Polonia ocupada por Alemania fue el de Varsovia, con una superpoblación que llegó a alcanzar el medio millón de judíos en un espacio de 3,3 kilómetros cuadrados. En octubre de 1940 se terminó de recluir en él a todos los judíos de la ciudad y fue aislado del resto de la misma en noviembre. En abril de 1941 llegaron más de 40 000 judíos deportados desde Alemania y Bélgica. Tanto en Varsovia como en Lodz, cerca de una cuarta parte de los judíos murieron a causa de las enfermedades, el hambre y la crueldad a la que eran sometidos.
En la primavera de 1941 se establecieron los guetos de Cracovia, Lublin (ambos en marzo) y el de Kielce. En abril se establecieron dos guetos separados en Radom y uno en Czestochowa.
Simultáneamente, desde noviembre de 1939, se ordenó la constitución de consejos judíos en las comunidades judías para encargarse de la aplicación precisa e inmediata de las directrices emitidas por las autoridades alemanas. Entre sus funciones, estuvo la gestión de la concentración de los judíos de las zonas rurales en ciudades con enlaces ferroviarios o cerca de vías férreas, pero sobre todo la de actuar de enlace entre la población y las autoridades nazis.
A finales de 1940, ya existía la percepción de que los guetos no tenían visos de disolverse a través de las deportaciones, aún a pesar de que las condiciones de vida en su interior estaban empeorando dramáticamente. En marzo de 1941, el que había sido responsable de la acción de eutanasia que entre 1939 y 1941 había asesinado a 70 000 enfermos mentales en Alemania, Victor Brack, propuso aplicar métodos de esterilización a entre 3000 y 4000 judíos por día.
Cuando en el otoño de 1941 empezaron a llegar al Warthegau los primeros judíos deportados de Alemania, las posibles salidas empezaron a buscarse de forma clara en otros métodos. De hecho,

la posibilidad de liquidar judíos encerrados en guetos ya había sido planteada por vez primera en el verano de 1941 por los líderes nazis del Warthegau. Las primeras unidades móviles de gasificación desplegadas contra los judíos se pusieron en marcha en el Warthegau durante los últimos meses de 1941. Y el asesinato sistemático de judíos se inició a primeros de diciembre de 1941 en el primer campo de exterminio -«furgones de gasificación», de hecho- establecido en Chelmno, sobre el Ner.

Con todo, hubo numerosas dudas acerca de cómo tratar exactamente a los judíos por parte de quienes se tenían que enfrentar a la gestión directa de las deportaciones y a la aplicación de determinadas medidas. En concreto, hubo dudas acerca de cómo tratar a los judíos alemanes, como lo demostró, por ejemplo, la indecisión a la hora de gestionar el futuro de los judíos que había en Minsk, sobre muchos de los cuales se tenían dudas acerca de su grado de ascendencia aria y que, por tanto, podrían ser susceptibles de un trato radicalmente diferente del dedicado a los judíos rusos. Simultáneamente, había dudas también con relación a la aplicación de la estrella amarilla como distintivo de los judíos del Reich (Alemania, Austria y el protectorado checo). En todo caso, la estrella (llamada por los nazis Pour le Sémite, en relación irónica con la condecoración Pour le Mérite) se convirtió en un distintivo obligatorio (bajo pena de muerte) para todos los judíos de una edad superior a los diez años en todos los territorios ocupados. En Polonia, la estrella, de color azul sobre fondo blanco, fue obligada para los judíos que apareciesen en público desde el 23 de noviembre de 1939.
En general, la cautelas del nazismo venían provocadas por las dificultades de ocultar a la opinión pública alemana determinadas acciones y decisiones aplicadas sobre esos ciudadanos alemanes; así las cosas, el Reich no fue declarado judenrein hasta junio de 1943.
Estos meses del otoño de 1941 serían decisivos en el diseño y plasmación del Holocausto, por cuanto las autoridades regionales nazis, a falta de directrices claras desde Berlín, se vieron obligadas a recurrir a una toma de decisiones por propia iniciativa para liberar sus áreas de judíos. Fue en esas fechas cuando se iniciaron algunos programas locales de exterminio, aún con el conocimiento de Berlín.
Hacia noviembre de 1941, se planteó también si los judíos del Este deberían ser respetados en el caso de que fuesen útiles como trabajadores para la industria armamentística. A la pregunta de Heinrich Lohse (comisario del Reich para Ostland) si debían ser liquidados sin tener en cuenta consideraciones prácticas, el Ministerio del Reich para los Territorios Ocupados respondió que las consideraciones de tipo económico no debían tenerse en cuenta. Por lo demás, remitió la resolución de otras dudas al jefe superior de las SS y la policía.
Entre las primeras soluciones locales estuvo el fusilamiento de judíos a su llegada al Báltico desde Alemania. Asimismo, en noviembre, bajo órdenes del jefe de la policía de las SS de la zona, se comenzó a construir un pequeño campo de exterminio en Belzec (municipio de Lublin) con el fin de matar a los judíos no aptos para el trabajo.

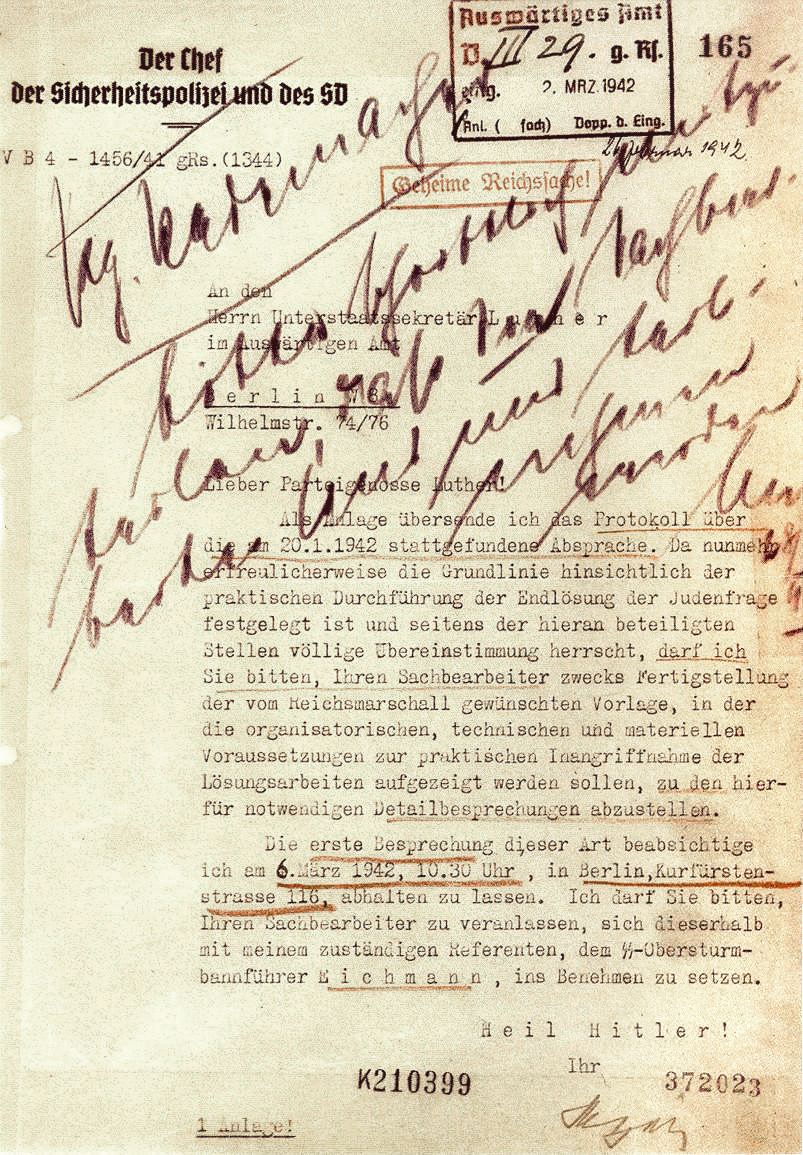
El 26 de febrero de 1942, una carta dirigida al diplomático alemán Martin Luther, fue redactada por Reinhard Heydrich durante la Conferencia de Wannsee para solicitar a Luther asistencia administrativa para la implantación de la «Solución final a la cuestión judía» (Endlösung der Judenfrage). Memorial House of the Wannsee Conference

Después, tras el comienzo de la invasión de la Unión Soviética, antes del final de 1941, dos millones de prisioneros soviéticos habían muerto ya de hambre en campos de concentración alemanes.
La política de deportaciones con el objeto de dar cabida a alemanes, que en la primavera de 1940 había llevado al Gobierno General a 128.011 judíos, terminó provocando numerosas quejas tanto por parte de aquellos que echaban en falta la mano de obra para la guerra que esos judíos representaban, Göring, como por quienes como Frank veían como el territorio bajo su gestión se empezaba a ver congestionado por esos deportados.

#### La política antisemita en los Balcanes
Ion Antonescu, dictador rumano que se había hecho con el poder en septiembre de 1940, recibió en junio de 1941 una serie de directrices de parte de Hitler con las que se le instruía acerca de cómo tratar a los judíos en su territorio (aun cuando Antonescu ya había aprobado previamente numerosas leyes antijudías): reclusión en guetos a los que vivían en ciudades y exterminio inmediato de los que fuesen localizados en el campo. Desde ese mismo mes, se empezaron a desarrollar masacres en distintas localidad (Iași: probablemente, 10 000 víctimas; Besarabia y Bucovina: miles de judíos fusilados y muchos encerrados en guetos; Odesa: cientos fusilados o ahorcados, 19 000 ametrallados y luego quemados; Bogdanovka: 5000 judíos quemados vivos y 43 000 fusilados; Domanovka: 18 000 fusilados; etc.).

En el plazo de un año desde el comienzo de la campaña, las fuerzas rumanas, en ocasiones conjuntamente con unidades alemanas de las SS y policiales, y más a menudo actuando por cuenta propia, habían matado a entre 280 000 y 380 000 judíos, la cifra más alta de asesinados por cualquier país europeo independiente durante la Segunda Guerra Mundial, exceptuando Alemania.

En Yugoslavia, parte de Serbia quedó bajo ocupación alemana. La lucha contra la resistencia incluía en esta a los judíos y comunistas. A los judíos, además de asesinárseles, se les impuso en algunos lugar el uso de la estrella judía, se le excluyó de diversas ocupaciones y se les expropió parte de sus propiedades sin compensación por ello.

En total, es probable que los grupos operativos y los grupos militares y paramilitares que los secundaban hubieran fusilado aproximadamente a medio millón de judíos al terminar 1941.

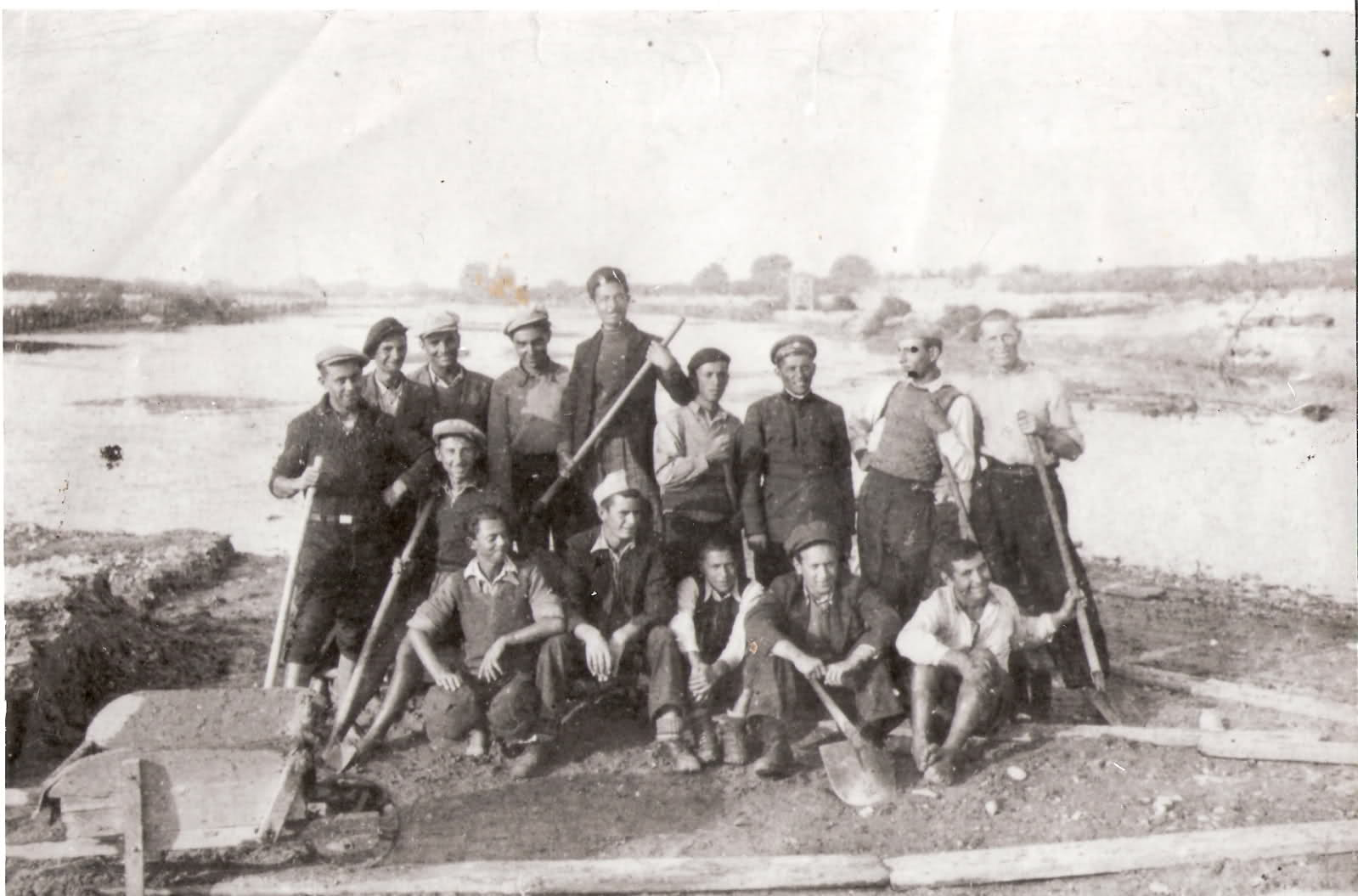
Grupo de 15 judíos de Plovsiv, Bulgaria

 En Bulgaria, país inicialmente aliado al Eje, se promulgaron leyes antisemitas incluyendo la implementación de trabajos forzados (1940-41), pero los trenes nunca partieron. La deportación de 1943 fue cancelada debido a la resistencia, que contó con el apoyo de la Iglesia Cristiana Ortodoxa de Bulgaria y de la opinión pública. En 1944, cuando Bulgaria rompió con Alemania y se unió a la coalición antihitleriana, a los judíos búlgaros se les restituyeron todos los derechos de los que habían sido privados. El periodista búlgaro Samuel Francés expresó que:

Salvando casi 50 mil vidas humanas, en los años de la más terrible y exterminadora de las guerras mundiales, la pequeña Bulgaria escribió una página única de humanismo y dignidad en la historia europea.

Antes de la Segunda Guerra Mundial vivían en Bulgaria unos 48 000 judíos; al terminar la guerra, su número llegaba casi a 50 000.

#### Francia, Bélgica, Países Bajos, Escandinavia
La presencia del antisemitismo en Europa, reforzada por la actuación de los nazis, se hizo patente incluso en zonas donde no había un dominio directo de estos. Así, por ejemplo, en la Francia de Vichy, donde el triunfo de Pétain y de los nacionalistas de extrema derecha hicieron que en el régimen hubiese un núcleo antisemita que sería responsable de distintas medidas discriminatorias: prohibición de poseer o dirigir empresas, expulsión de profesores universitarios, internamiento de los inmigrantes judíos... Más tarde, en octubre y noviembre de 1941, se empezarían los preparativos para la deportación de los judíos extranjeros, y, finalmente, tras la ocupación de la zona en noviembre de 1942 por parte de los alemanes, la deportación de los judíos franceses. En total, fueron asesinados 80 000 de los 350 000 que había.

### La invasión de la Unión Soviética
El punto de inflexión respecto de la política antijudía del nazismo se produjo a partir de la invasión de la Unión Soviética, iniciada el 22 de junio de 1941; nada más entrar en el país y en los territorios controlados por este, el ejército alemán y los cuatro grupos operativos del Servicio de la Seguridad de las SS, con sus unidases operativas, y la ayuda de varios batallones policiales, comenzaron a matar a los civiles resistentes, a cuadros y judíos del Partido Comunista (a los que se responsabilizaba de alentar a los partisanos), y a todos los prisioneros de guerra judíos. Cumplían, así, una serie de directivas criminales que ordenaban el asesinato de los comisarios políticos del ejército soviético («Orden de los Comisarios» de 6 de junio de 1941) y las indicaciones recibidas en las sesiones informativas dadas por Heydrich, a los líderes del Einsatzgruppen y a sus subunidades, los Einsatzkommandos, acerca de su función en la retaguardia, reuniones donde se hizo explícita la orden de Hitler de eliminar a los judíos rusos.
Esos

fusilamientos en masa de judíos rusos en manos de las SS-Einsatzgruppen marcaron una radicalización de la política antijudía, [algo] que Christopher Browning etiquetó de «salto cualitativo».

En otro orden de cosas, la decisión de Stalin de deportar a centenares de miles de alemanes del Volga, como consecuencia de la entrada de Alemania en Ucrania, convenció a Hitler a hacer uso también de la deportación hacia los territorios del Este de los judíos de Europa central. Una idea a la que era en principio reacio, mientras hubiese guerra, y que, una vez aceptada, hizo abandonar definitivamente la posibilidad de enviarlos a Madagascar, plan además inviable en aquellos momentos en que Gran Bretaña mantenía su dominio marítimo.
Esas deportaciones plantearon el problema de dónde colocar a los judíos y qué hacer con ellos. En aquellos momentos ya era un problema para el ejército alemán el retener y alimentar a los tres millones de prisioneros de guerra soviéticos. Consecuentemente, se decidió no usar los campos de prisioneros y optar por los guetos masificados que ya había en Minsk, Riga y, sobre todo, Lódz.

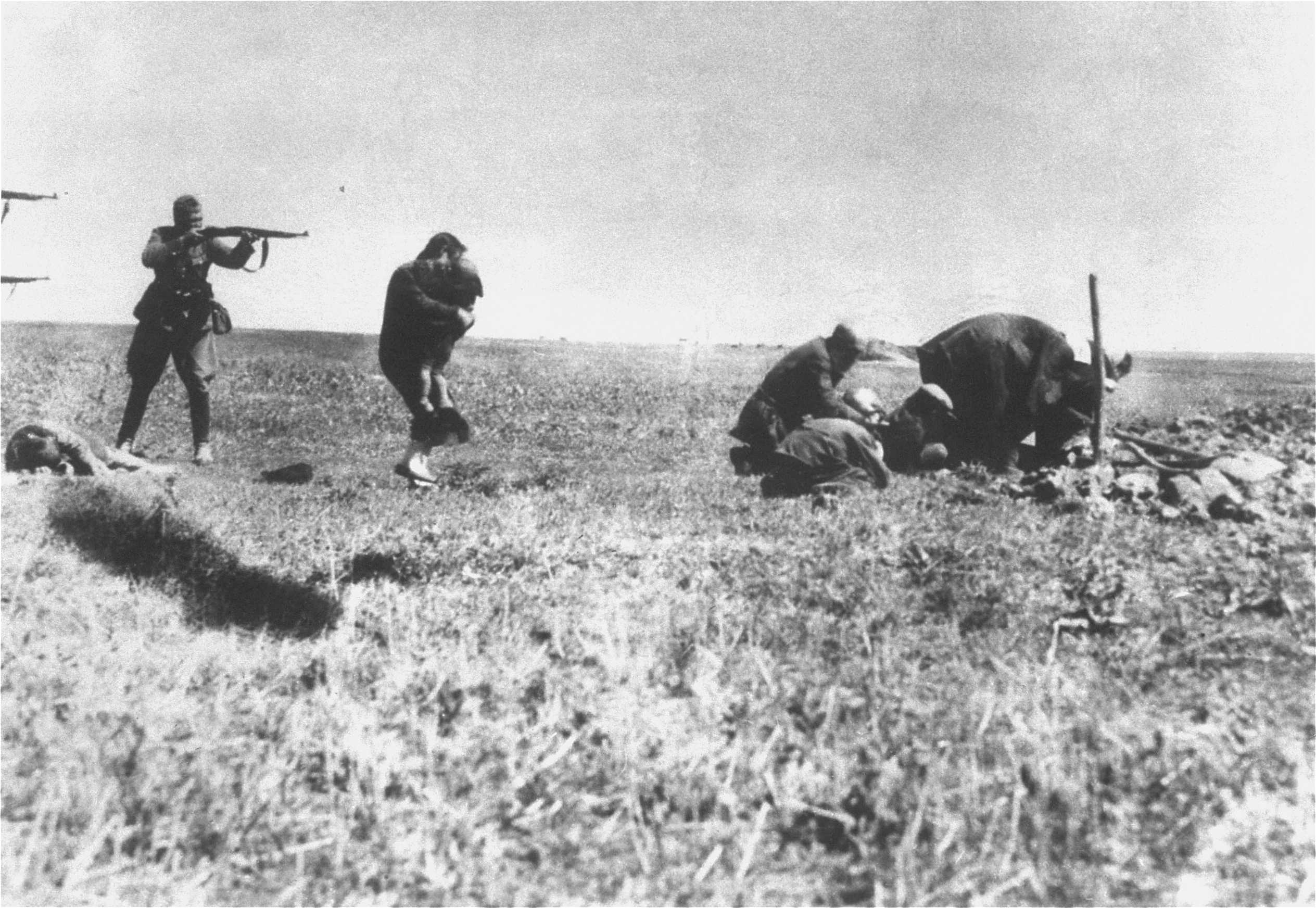
Unidades de matanza nazi (Einsatzgruppen) ejecutan familias judías de Kiev en Ivangorod, Ucrania, 1942.

En septiembre, Himmler (que desde julio tenía un control absoluto sobre las medidas de seguridad que hubiesen de adoptarse en los territorios conquistados en el este, incluida la eliminación de cualquier amenaza de subversión) avisó a Arthur Greiser de que unos 70 000 judíos (alemanes y checos) iban a ser enviados al gueto de Lodz; 20 000 fueron enviados al mes siguiente.
La imposibilidad material de sostener los guetos tan llenos de gente incentivó la maquinación del asesinato en masa como una respuesta nazi ante esa situación. El hambre y el frío mataron a muchos judíos, y desde enero de 1942 empezó a usarse el gaseamiento en Chelmno.
Respecto de la actividad criminal en durante la invasión, fueron especialmente relevantes las matanzas perpetradas por las brigadas de las SS y la Einsatzgruppen. Tras una orden de Himmler de principios de agosto («todos los hombres judíos deben ser fusilados. Empujen a las mujeres judías a los pantanos»), una brigada fusiló a más de 25 000 judíos en menos de un mes en la zona de los pantanos de Pripet. Más adelante, las órdenes de fusilamiento se extendieron a niños y mujeres. Así, por ejemplo, la unidad comandada por Friedrich Jeckeln, que operaba en la zona de Kiev, llegó a fusilar hasta octubre a más de 100 000 judíos entre hombres, mujeres y niños.

### La «solución final»
El eufemismo con el que los nazis identificaron en sus documentos y declaraciones sus planes genocidas respecto de la población judía europea fue «Solución final a la cuestión judía» (Endlösung der Judenfrage, en alemán). El primer uso del término se dio en una circular de Adolf Eichmann, de 20 de mayo de 1941, en la que aludía a esa solución como una futura vía en el tratamiento de los judíos europeos, tras comunicar que Göring prohibía la emigración de judíos de Francia y Bélgica.
Con la aprobación y sanción por parte de Hitler de las distintas fases de intensificación, la Solución Final, como proceso, arrancó en la primavera de 1941 con la planificación de la «Operación Barbarroja» y la propaganda para persuadir al pueblo alemán acerca de la conspiración judeo-anglosajona (Estados Unidos ya incluidos) contra Alemania; se amplió durante el verano con el paso a un genocidio a gran escala en la Unión Soviética recién invadida (radicalizado en otoño por la deportación masiva hacia el este ordenada por Hitler de los judíos del Reich, Bohemia y Moravia) y se encaminó hacia su pleno desarrollo entre diciembre (una vez declarada la guerra a Estados Unidos) y la primavera de 1942, cuando surgió definitivamente un programa coordinado de exterminio que se materializaría en la matanza perpetrada en los distintos campos.
El 16 de julio de 1941, el jefe del Servicio de Seguridad (SD) en Posen, Rolf-Heinz Höppner envió a Adolf Eichmann, de la Oficina Principal de Seguridad del Reich en Berlín, un informe titulado Solución a la cuestión judía, en el que recogía las conclusiones de diversas discusiones al respecto entre distintos organismos del Reich. La idea principal que se exponía en el informe era la de concentrar a todos los judíos del Warthegau en un campo para 300 000 personas situado cerca del centro de la producción de carbón, para que los judíos aptos para el trabajo pudiesen ser explotados. Además, se señalaba, en relación con los judíos que no pudiesen trabajar y con aquellos a los que no fuese posible alimentar, que habría que considerar seriamente si la solución más humana no sería terminar con ellos mediante algún tipo de preparado de efecto rápido. Por lo demás, se sugería la esterilización de todas las judías para solventar el problema judío en esa misma generación. Así, pues, el informe destacaba la idea de genocidio en una fase embrionaria.
Posteriormente, el 31 de julio, Göring firmó un documento, que se supone redactado a partir de un borrador de Eichmann, en el que se instaba a Heydrich para que se encargara de llevar a cabo los preparativos necesarios para «la solución completa de la Cuestión Judía dentro de la esfera de influencia alemana en Europa», probablemente con el sentido de buscar todavía una solución territorial del tipo de intentar un traslado de los judíos alemanes y de otros lugares de Europa a una reserva situada más allá de los Urales.
Esa solución territorial dependía, por un lado, de una victoria rápida de Alemania sobre la Unión Soviética y, por otro, de un cambio en los planes de Hitler, que todavía tenía en mente usar a los judíos alemanes como rehenes y que no quería que fuesen deportados al Este. Sin embargo, en septiembre las ideas empezaron a cambiar, cuando, probablemente, Rosemberg convenció a Hitler de utilizar la deportación de judíos como forma de represalia por las deportaciones de alemanes del Volga a Siberia por parte de los soviéticos. Hitler ordenó en septiembre, cuando los Einsatzgruppen habían emprendido el genocidio total en la Unión Soviética, la deportación inmediata de los judíos de Alemania, Austria y Checoslovaquia.

Por lo tanto, en septiembre de 1941 empezaba a haber ya un caso convincente para establecer un vínculo entre el exterminio físico que empezaba a ser generalizado en el este, la imposibilidad de establecer una solución territorial en un futuro próximo, y el mandato que Heydrich había obtenido ya para organizar una solución general al «problema judío» en todas las zonas ocupadas por Alemania. Incluso así, seguía sin emerger aún del todo un programa generalizado de exterminio para toda la población judía europea.

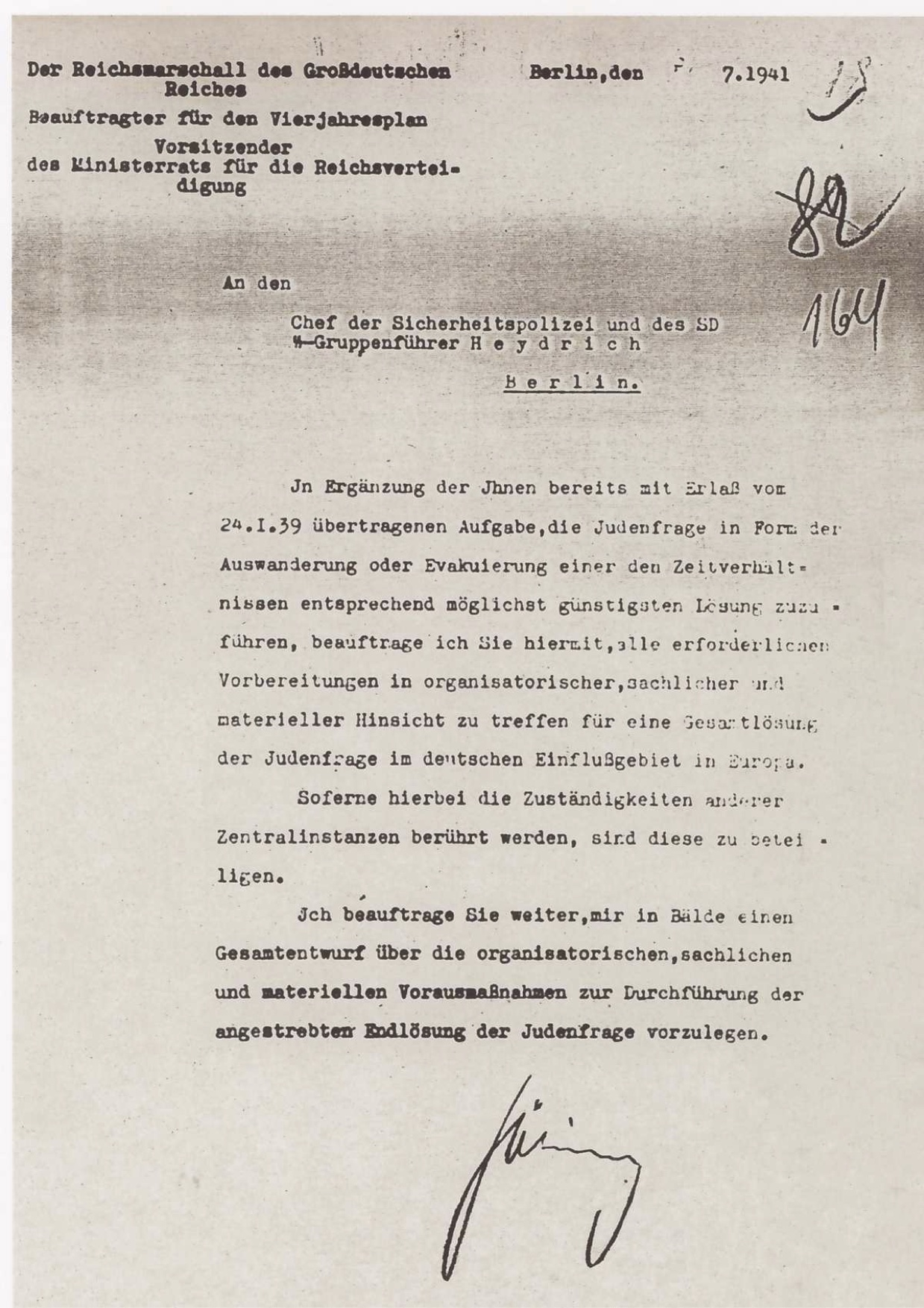
Carta de Hermann Goering a Reinhard Heydrich acerca de la Solución final.

En el otoño de 1941, Heinrich Himmler, encargado principal de llevar a cabo el plan que conducía a exterminar a las tres cuartas partes de todos los judíos europeos, dio la orden al General de las SS Odilo Globocnik (jefe de las SS para el distrito de Lublin) de aplicar un plan para matar sistemáticamente a los judíos residentes en el Gobierno General. «Aktion Reinhard» fue el nombre en clave dado a la operación por Heydrich (que había sido el encargado de preparar la «Solución final» y que fue asesinado por partisanos checos en mayo de 1942).

#### Contexto inmediato
A finales de 1940, la Alemania nazi había asesinado ya a unos 100 000 judíos en toda Europa. En Rumania, por ejemplo, uno de los países más antisemitas antes de la guerra, fue eliminada la mitad de su población judía tras el estallido de esta: más de 350 000 judíos fueron asesinados por parte de los Einsatzgruppen y de las propias tropas nacionales rumanas.
A partir de 1941, cuando el asesinato en masa de judíos se convirtió en política de Estado, la cifra aumentó exponencialmente; solo ese año, murió 1 000 000. En julio de 1941, el Reino Unido, a través del desciframiento de códigos, era ya conocedor de las masacres de judíos soviéticos.
A lo largo de ese año, fue la política genocida efectuada contra los judíos rusos la que, habiéndose iniciado la invasión de la Unión Soviética, monopolizó la atención de los jerarcas nazis, política que se encuentra en el origen mismo del Holocausto.
Tras una primera instrucción de Heydrich el 17 de junio a los comandantes de los Einsatzgruppen acerca de la puesta en práctica de la Solución final, en una orden del 2 de julio de 1941, él mismo realizó una serie de indicaciones genéricas a los jefes superiores de las SS y la policía en el este sobre la necesidad de matar judíos, saboteadores, subversivos y funcionarios del Komintern (además de instigar a las poblaciones locales para desencadenar pogromos contra los judíos). La limitación del alcance de la orden parece ser una estratagema con el fin de justificar de alguna manera los fusilamientos en masa que la Wehrmacht y otras autoridades estaban ya practicando.

Ya el 3 de julio, por ejemplo, el jefe del Einsatzgruppen en Luzk había fusilado a 1160 judíos para, como declaró, dejar su marca distintiva en la ciudad. Los pelotones de la muerte del Einsatzgruppen A en el Báltico llevaron a cabo una interpretación especialmente liberal de la orden. El Einsatzgruppen acabó realizando una gran contribución al asesinato de cerca de un total de dos millones de judíos rusos; solo el Einsatzgruppen A, a principios de enero de 1942, informó de la «ejecución» de 229 052 judíos.

Es probable, por tanto, que en esas reuniones informativas hubiese habido ya indicaciones indirectas de aniquilar a los judíos, de forma que pudiesen ser comprendidas de distintas maneras.
Un mes después, en una conferencia de planificación, Hitler afirmó que había que aniquilar a cualquiera que se interpusiese en el camino de Alemania.
Un mensaje del 1 de agosto de Heinrich Müller, jefe de la Gestapo, indicaba que había que presentar informes continuos a Hitler acerca de los trabajos de los Einsatzgruppen en el Este. También, a mediados del verano determinados elementos radicales del nazismo habían convencido a Goebbels de la necesidad de eliminar a los judíos de la retaguardia, de las ciudades alemanas; el primer paso fue marcarlos con una estrella amarilla, algo que Hitler aceptó a mediados de agosto.
Todo lo anterior, y muy especialmente la actividad desarrollada por los Einsatzgruppen, se corresponde con testimonios y pruebas documentales que apuntan a que el mandato de Hitler acerca de asesinar a determinado tipo de judíos rusos (sobre todo, dependiendo de su edad y sexo) fue transmitido a los Einsatzkommandos en el mes de agosto. El asesinato generalizado, que culminaría con los fusilamientos masivos de finales de septiembre en Babi-Yar (33 771 hombres, mujeres y niños), no habría sido ordenado explícitamente por Hitler, sino que este habría dado su respaldo a una sugerencia de, probablemente, Himmler, a partir de las impresiones transmitidas por los comandantes locales que tenían a su cargo los fusilamientos.
Por lo demás, se ha demostrado que la Wehrmacht colaboró con los Einsatzgruppen implicándose directamente en el asesinato de casi dos tercios de los prisioneros de guerra soviéticos, muchos de los cuales serían los primeros en probar las cámaras de gas de Auschwitz, y que aproximadamente 1 300 000 judíos (una cuarta parte de todos aquellos que murieron en el Holocausto) además fueron asesinados por ella.
A mediados de agosto, con la invasión de la Unión Soviética ya en marcha, Hitler no solo insistía en la relación entre una nueva guerra mundial y la aniquilación de los judíos, sino que aceptó la deportación hacia el este de los judíos que aún quedaban en Alemania. La situación de estos, como se refleja en los testimonios de Victor Klemperer, se había ido deteriorando con celeridad, hasta el punto de que una ley de diciembre de 1941 imponía la pena de muerte como castigo para prácticamente cualquier infracción cometida por un judío. A los no deportados (por ejemplo, aquellos que formaban parte de matrimonios mixtos), se les sometía a trabajos forzados.
En octubre, Heydrich precisó todavía más que la deportación tenía que afectar a todos los judíos de los territorios ocupados por Alemania.
Simultáneamente, las declaraciones genocidas por parte de los jerarcas del nazismo eran frecuentes: por ejemplo, en noviembre, Alfred Rosenberg afirmaba que el objetivo de los asesinatos en masa que ya se estaban produciendo era el «exterminio biológico de toda la judería de Europa» y en diciembre Goebbels recordaba que la compasión o el arrepentimiento respecto de los judíos estaban fuera de lugar y que la guerra, desecadenada por ellos, los había sumido en «un proceso gradual de aniquilación».
Así, pues, a finales de 1941 se estaba aplicando un programa de exterminio, en el que intervenían tanto las autoridades militares alemanas, como la policía, las SS, las milicias locales y los administradores civiles de los distintos territorios. Sin embargo, estaba también claro que la intensidad reclamada por Himmler no se podía alcanzar a base, sobre todo, de los fusilamientos en masa. Por otro lado,

quienes estaban al mando de los grupos operativos se quejaban de que los continuos fusilamientos en masa de mujeres, y niños indefensos estaban creando una tensión intolerable en sus hombres. (...) muchos integrantes [de los mismos, según contó un alto mando de las SS,] «incapaces de seguir soportando caminar en medio de la sangre, se habían suicidado. Algunos se habían vuelto locos incluso. La mayoría (...) tenía que apoyarse en el alcohol para realizar su espantoso cometido».

La alternativa puesta en práctica de inmediato fue el gaseamiento, que se había estado aplicando hasta agosto de 1941 en la operación de eutanasia T-4. El doctor August Becker, que se describía como «especialista en los procesos de gaseamiento utilizados en el exterminio de los enfermos mentales», junto con otro personal de dicha operación, fue trasladado por Himmler a la Oficina Central de Seguridad del Reich en Berlín. Por su parte, Albert Widmann, el inventor de la cámara de gas estándar que había sido empleada en el programa de eutanasia, estuvo colaborando en el este para asesinar a enfermos mentales bombeando monóxido de carbono al interior de habitaciones; como resultado de su presencia, Arthur Nebe, jefe del grupo operativo B de la zona de Minsk y Mogilev, ideó el uso de una camioneta herméticamente cerrada en la que se introducía los gases de su tubo de escape, mecanismo de asesinato aprobado por Heydrich.
Himmler aprobó en octubre la construcción en Belzec de un campo que sirviese de base para las camionetas de gas; también en Chelmno se estableció otro centro similar, de donde salían las tres camionetas que se utilizaban para asesinar a los judíos (y gitanos, también) transportados desde el gueto de Lódź, con el objeto de ir dejando sitio, como en otros guetos, para los judíos que iban llegando desde todas partes de Europa. Estas camionetas podían matar a 50 personas a la vez durante el trayecto de 16 km entre el gueto y el campo, donde eran enterradas en zanjas. Por este procedimiento, en Chelmno fueron asesinadas 360 000 personas. A finales de 1941 los cuatro grupos operativos estaban empleando un total de unas 30 camionetas. También en Serbia se hizo uso de una camioneta de gas; a principios de mayo de 1942, más de 7500 judíos habían muerto en ella.
En diciembre de ese mismo año, los dos millones y medio de judíos del Gobierno General eran ya una preocupación real para los dirigentes nazis. Y, en este sentido, alguno de ellos, como Hans Frank ya hablaba de la «necesidad de tomar medidas que de algún modo conduzcan a lograr su aniquilación en sintonía con otras medidas» que habrían de tomarse desde el Reich.

#### La Conferencia de Wannsee

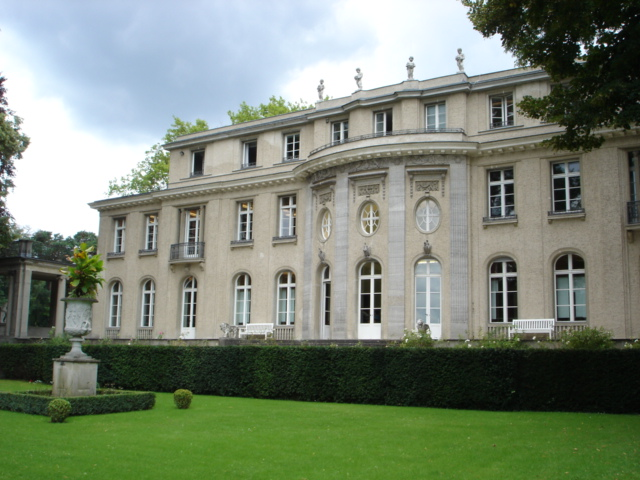
Villa de Wannsee, donde tuvo lugar la conferencia

El 20 de enero de 1942 se celebró la «Conferencia de Wannsee». Convocada por Heydrich, reunió a varios altos funcionarios de los ministerios con responsabilidad en el asunto judío, y a representantes de las SS y del Partido Nazi, implicados también en el mismo. El objetivo era establecer una directriz clara en cuanto a quién tenía que asumir el control sobre la cuestión judía en todos los territorios ocupados. En una de sus alocuciones, Heydrich remitió a un encargo de Göring de julio de 1941 por el que le encomendaba a él (a las SS y, por tanto, haciendo de Himmler el responsable superior) «tomar las medidas necesarias para la solución final de la cuestión judía en Europa», solución que habría de ponerse en práctica tras la deportación al este de los judíos. Durante las reuniones, fueron continuas las referencias al exterminio por medio del trabajo y, según algún testimonio posterior, se hizo referencia también al asesinato con camionetas de gas. Con todo, en las actas finales de la conferencia se utiliza un plural impreciso, «varios tipos posibles de solución», para aludir a la futura forma de resolver el asunto judío.
La primera consecuencia de lo hablado en Wannsee fue la reestructuración de todos los campos de concentración existentes: desde febrero de 1942, se convirtieron, de forma sistemática, en una fuente primordial de mano de obra para las industrias de guerra alemanas. Sin embargo, gestionados por las SS, el aumento de la aportación de los prisioneros se hizo por la vía de la violencia y el terror: con el objetivo siempre en mente de la reorganización racial del continente, el exterminio por el trabajo implicó que solo la productividad del trabajador podría salvar a este, finalmente, de la muerte. En este sentido, aquellos que no eran aptos para el trabajo, fueron asesinados por millones.
En esta línea, el 14 de febrero Hitler le diría a Goebbels que estaba decidido a «limpiar Europa de judíos sin remordimientos» y que era necesario acelerar el proceso «con una frialdad implacable» para prestar un gran servicio «a una raza humana a la que la judería ha estado atormentando durante milenios». Poco más de un mes después, el mismo Goebbels aludía en su diario al proceso por el cual los guetos del Gobierno General estaban siendo liberados de judíos, para dejar sitio a los expulsados del Reich; insistía en que el contexto era el de «una lucha a vida o muerte entre la raza aria y el bacilo judío», e indicaba la singularidad del nazismo por su capacidad «para emprender una solución final de la cuestión», «una solución radical» de la que Hitler era su «pionero» y «portavoz persistente».
Durante esos primeros meses de 1942 quien estuvo supervisando las matanzas de judíos fue Himmler, que se reunía con frecuencia con Hitler de forma confidencial, y del que decía haber recibido directamente el encargo. Estuvo en Cracovia a mediados de marzo, cuando el uso de gas venenoso ya se había empezado a utilizar para asesinar judíos. En abril, ordenó en Varsovia el asesinato de los judíos de Europa occidental que habían llegado para entrar en el gueto de Lódz. En julio, apremió en el este el programa de matanzas. Mientras, intentaba acelerar el exterminio de los judíos que quedaban en el Gobierno General, que esperaba concluir a finales de año, y el de los judíos de Ucrania, que había comenzado en mayo.
La Conferencia de Wannsee supuso también que Adolf Eichmann, desde la Oficina Central de Seguridad del Reich, reiniciase en marzo los transportes en tren para deportar a los judíos que quedaban en Alemania, el Protectorado y la antigua Austria, hacia los guetos de Europa oriental. Esta decisión, junto con la situación ya insoportable para ellos, indujo al suicidio a numerosos judíos. Igualmente, el programa de deportaciones se amplió a otros lugares de Europa: Países Bajos, Bélgica y Francia, entre ellos.

#### Los campos de exterminio

Mapa que muestra la ubicación de todos los campos de exterminio, la mayoría de los campos de concentración, campos de trabajo, prisiones, guetos, las principales rutas de deportación y los lugares de masacres.

El Holocausto está directamente asociado en la mentalidad popular a los llamados «campos de exterminio». Aunque no todos los judíos que murieron a causa de las políticas nazis lo hicieron en estos campos, lo cierto es que en ellos se pusieron en práctica de forma concentrada todos los sistemas y métodos (especialmente, el uso de cámaras de gas) que configuran la violencia extrema contra los judíos que desplegó el nazismo.

##### Los primeros campos: la operación Reinhard
Unas semanas antes de que se celebrase la Conferencia de Wannsee, Himmler había encargado a Odilo Globocnik, jefe de la policía y las SS en Lublin, que organizara el exterminio de los judíos del Gobierno General. Con el nombre de «operación Reinhard», el objetivo del plan era liberar espacio en los guetos para dejar sitio a los judíos deportados del oeste. Para ello Globocnik se rodeó de varios de los participantes en la operación T-4, que quedaron empleados en los tres campos que se crearían dentro de la operación; se trataba de oficiales y suboficiales de las SS, ayudados por un personal básico compuesto de auxiliares ucranianos reclutados en campos para prisioneros de guerra.
Los campos se situaron al oeste del río Bug, con buenas conexiones por ferrocarril con otras zonas de Polonia y con los principales guetos. El primer campo, el de Belzec, se empezó a construir el 1 de noviembre de 1941, a partir de las instalaciones de un campo de trabajo. Su comandante era Christian Wirth, al que prestó ayuda uno de los especialistas en eutanasia. Contaba con cámaras de gas fabricadas con madera, aunque herméticamente cerradas; el gas se bombeaba al interior desde unos vehículos y no haciendo uso de botes de monóxido de carbono puro, como se había hecho en el plan de eutanasia, debido a la dificultad de hacerse con grandes cantidades de ellos. El campo empezó a funcionar en febrero de 1942. Se probó primero el gaseamiento de grupos pequeños de judíos, incluidos los que habían ayudado a construir el campo. A partir del 17 de marzo, se empezó el gaseamiento de los judíos deportados. En un mes, se asesinó a 75 000 judíos, 30 000 de los cuales provenían del gueto de Lublin (que contaba con 37 000 habitantes), siendo los demás de otras zonas del Gobierno General.
La disposición de algunos elementos del campo buscaba no levantar sospechas entre los judíos: se les decía que era un centro de tránsito, que iban a ser desinfectados antes de recibir ropa limpia y que sus objetos de valor les serían devueltos. Las cámaras de gas parecían habitaciones con duchas.
Entre junio y julio, las cámaras de madera fueron sustituidas por una construcción de hormigón con capacidad para seis cámaras de gas, que podían albergar al mismo tiempo a un total de 2000 personas. Hasta 600 000 judíos, tanto de la Polonia ocupada como de otros lugares de Centroeuropa, fueron allí asesinados antes de finales de año.
El segundo campo de exterminio que formaba parte de la operación Reinhard se empezó a construir en marzo de 1942 cerca de Sobibor, también sobre la base de un campo de trabajo, en este caso para mujeres judías. En mayo se finalizó: contaba con las áreas administrativas y de recepción al lado del correspondiente ramal ferroviario, y sus cámaras de gas (con capacidad para 100 personas cada una de ellas) estaban en un edificio de ladrillo fuera de la vista de quienes llegaban al apeadero, a unos 150 m de distancia a través de una vereda conocida como «el tubo». El gas se tomaba desde un motor y detrás del edificio había fosas para los cadáveres, a las que se podía acceder también por vía férrea, dado que muchos de los que llegaban en tren lo hacían ya muertos. En sus tres primeros meses de funcionamiento, murieron en el campo hasta 100 000 judíos, de Lublin, Austria, Bohemia y Moravia, y del Antiguo Reich.
Durante el calor del verano, los cuerpos sepultados empezaron a generar problemas de salubridad. Se tomó entonces la decisión de incinerarlos, haciendo para uso de un grupo especial de judíos, el llamado Sonderkommando, que fue asesinado después.
A principios de 1943, Himmler visitó el campo y pudo observar un gaseamiento; posteriormente, concedería ascensos a varios oficiales de las SS y la policía y a otros responsables del campo. Respecto del cierre del campo, ordenó la eliminación de todas las huellas y su transformación en almacén de la munición capturada al ejército soviético. Durante este proceso, en octubre de 1943, hubo una rebelión de los trabajadores judíos que terminó con la fuga de varios de ellos, que contactaron con grupos de partisanos. El desmantelamiento final del campo se produjo en diciembre. Casi 250 000 judíos murieron en Sobibor.
El tercer campo estuvo en Treblinka. Construido al lado de una vieja cantera, sus orígenes estaban en un campo de trabajo abierto en la primavera de 1941, con el objeto de conseguir materiales para las fortificaciones de la frontera germano-soviética de Polonia. Un año después, en junio de 1942, se empezó a reconvertir en campo de exterminio por parte de las SS, siguiendo las indicaciones del constructor de Sobibor, Richard Thomalla. Contó con tres cámaras de gas, que estaban situadas en una edificación oculta en la zona más elevada del campo, a la que se llegaba desde una estación por una vereda, llamada por las SS «el camino hacia el cielo». Los gases provenían de motores diésel. En la parte de atrás, había un grupo de zanjas para sepultar los cadáveres.
Los gaseamientos se iniciaron el 23 de julio. Una media de 5000 judíos llegaron al día a Treblinka durante las primeras semanas; sin embargo, desde agosto el número aumentó considerablemente, de forma que a finales de mes ya habían sido gaseados un total de 312 000 judíos. Por otro lado, miles de judíos murieron durante los transportes en tren, sin ventilación, sin agua y sin servicios sanitarios, y con un tiempo caluroso. Además, y según el testimonio de un superviviente, Oskar Berger, que llegó al campo el 22 de agosto,

los soldados de las SS, los alemanes y los ucranianos se situaban en los techos de los barracones y disparaban contra la multitud indiscriminadamente. Hombres, mujeres y niños caían sangrando. El aire se llenaba de gritos y llanto.

En los casos de grandes cantidades de judíos llegados, muchos eran fusilados en la zona de recepción; en ocasiones, los trenes debían esperar llenos durante días, hasta que los judíos podían ser llevados a las cámaras de gas, que o bien no daban abasto, o bien se habían estropeado. En el mismo sentido, la excavación de zanjas no podía seguir el ritmo de los asesinatos, y los cuerpos quedaban habitualmente sin enterrar.
Ese mismo mes de agosto, se nombró a Christian Wirth inspector general de los tres campos para que se encargase de racionalizar las operaciones de matanza. Wirth entregó, a su vez, a Franz Stangl, comandante ya en Sobibor, el mando de Treblinka en septiembre. La apariencia externa del campo mejoró, pero las escenas de sadismo y crueldad continuaron.
| Nombre del campo | Muertes   | Ref.            |
| ---------------- | --------- | --------------- |
| Auschwitz        | 1 400 000 | [ 258 ] [ 259 ] |
| Belzec           | 600 000   | [ 260 ]         |
| Chelmno          | 320 000   | [ 261 ]         |
| Jasenovac        | 600 000   | [ 262 ]         |
| Majdanek         | 360 000   | [ 263 ]         |
| Maly Trostenets  | 65 000    | [ 264 ]         |
| Sobibór          | 250 000   | [ 265 ]         |
| Treblinka        | 870 000   | [ 266 ]         |

La incineraciones de cuerpos comenzaron en diciembre, en Chelmno y Belzec, y en abril de 1943 en Treblinka. A finales de julio, con la orden de Himmler de cerrar los campos dado que la inmensa mayoría de los judíos de los guetos habían sido asesinados, ya se habían desenterrado e incinerado unos 700 000 cuerpos sepultados en fosas comunes.
Los cálculos modernos cifran el número de asesinados en los tres campos de la operación Reinhard en 1 700 000.

##### Auschwitz
La creación de campos de concentración por parte de los alemanes desde septiembre de 1939 fue algo habitual en los territorios ocupados. Uno de ellos, cerca de la localidad de Oswiecim, en alemán «Auschwitz», se creó en abril de 1940 con el objetivo de albergar presos políticos polacos. En mayo, se nombró a Rudolf Höss comandante del mismo, quien colocaría a la entrada un cartel con el lema Arbeit macht frei, «el trabajo libera». Tras un periodo en que el campo constituía un lugar para reclutar trabajadores, finalmente se convirtió en un centro permanente para presos políticos polacos. Posteriormente, a partir de septiembre de 1941, tras el inicio de la operación Barbarroja, se le fueron añadiendo nuevos campos asociados, como por ejemplo el situado en Birkenau, para prisioneros de guerra soviéticos, que terminaría siendo el más grande, pues era también un campo de concentración y de trabajo industrial.
Probablemente a principios de 1942, Himmler anunció a Höss que el campo debía convertirse en un centro adicional a los de la operación Reinhard, que no eran suficientes para completar la «solución final»; Auschwitz estaba bien comunicado y, al tiempo, suficientemente alejado de núcleos de población importantes. Según indicaciones posteriores de Eichmann, la función de Auschwitz habría de ser la de matar a los judíos del resto de Europa. Los primeros deportados, llegados en marzo, provenían de Eslovaquia y Francia.
Los métodos empleados fueron desde el principio diferentes a los de otros campos. En julio de 1941 se había descubierto casualmente (durante una desinfección de ropa) que el pesticida químico conocido como Zyklon-B había sido capaz de matar rápidamente a un gato. En septiembre se probó con 600 prisioneros de guerra soviéticos (clasificados como «fanáticos comunistas») y 250 enfermos del campo, que fueron gaseados en un sótano del campo. El mismo mes, otros 900 prisioneros soviéticos fueron gaseados en el depósito de cadáveres. Tras una visita de Einchmann, se decidió usar el gas de forma sistemática.
Dado que los gritos de los gaseados podían ser oídos por el personal del campo, se decidió realizar las matanzas en Auschwitz-Birkenau. Allí se construyeron dos cámaras de gas (para 800 y 1200 personas) que empezaron a funcionar el 20 de marzo de 1942. A ellas se enviaba directamente a los menores de 16 años, las madres con hijos, los enfermos, los ancianos y los físícamente débiles. El resto pasaba al campo, tatuados todos con un número de serie en el brazo izquierdo y registrados. Posteriormente, selecciones periódicas iban decidiendo la muerte de los que ya no estaban en condiciones de trabajar.
El exterminio sistemático de judíos (franceses, eslovacos, polacos, belgas y holandeses) dio comienzo en mayo. Paralelamente, en julio de 1942, Himmler ordenó que el reasentamiento de toda la población judía se completase antes del final del año. En su visita de ese mismo mes a Auschwitz, ordenó que se intensificasen las matanzas y apremió a Höss en lo relativo a la construcción del campo en Birkenau. Por su parte, en su discurso anual ante los antiguos combatientes nazi, Hitler afirmó en noviembre que la guerra habría de finalizar con el «exterminio» de los judíos, una palabra que se le escaparía a Goebbels en un discurso radiado de febrero de 1943; en mayo de 1943, y en palabras dirigidas al mismo Goebbels, Hitler estaba ya justificando el exterminio de los judíos como una condición necesaria para que el dominio alemán se extendiese al mundo entero. Por lo demás, la propaganda antisemita se recrudeció por esas fechas.
Desde julio, empezaron a llegar judíos de Alemania; después, desde casi todos los países europeos: Rumanía, Croacia, Finlandia, Noruega, Bulgaria, Italia, Hungría, Serbia, Dinamarca, Grecia y el sur de Francia. En este contexto, entre 1942 y 1943 se ampliaron y perfeccionaron las instalaciones para gasear en Auschwitz. En junio de 1943 había una cámara más y se había ampliado a 4 el número de crematorios, conforme a los planes de la empresa Hoch-und Tiefbau AG Kattowitz; los hornos crematorios y las instalaciones de gaseamiento habían sido fabricados por la empresa J. A. Topf & Söhne de Erfurt.
El procedimiento de gaseamiento era el siguiente:

«Una vez introducidas las víctimas como si de ganado se tratara en la cámara de gas, los hombres de las SS que se encontraban sobre el techo de hormigón reforzado volcaban los botes de Zyklon-B en cuatro aberturas, derramando las bolitas a través de unos conductos con rejillas, lo cual hacía posible que las bolitas se disolviesen en un gas letal tan pronto como el calor corporal de las víctimas había elevado la temperatura del aire. Al cabo de veinte minutos aproximadamente, volvían a levantar los botes para eliminar la posibilidad de que todavía continuara saliendo gas, mientras se procedía a ventilar la cámara y un destacamento especial de prisioneros judíos llevaba los cadáveres a rastras hasta otra sala, les arrancaban los dientes y los empastes de oro, cortaban el cabello de las mujeres, les quitaban los anillos de oro, las gafas, las prótesis y demás impedimentos y ponían los cuerpos en montacargas que los subían al crematorio situado en la planta baja, donde eran introducidos en hornos crematorios y reducidos a cenizas. Los huesos que quedaban se desmenuzaban y las cenizas se utilizaban como fertilizante o se tiraban en los bosques y los arroyos de las inmediaciones.»

Cuando los crematorios se vieron desbordados por el número de cadáveres acumulados, la instalación se resintió y hubo que retomar la práctica anterior de quemarlos sobre parrillas extendidas sobre zanjas.
En Auschwitz murieron entre 1 100 000 y 1 500 000 personas. Alrededor del 90 % (cerca del millón) eran judías, lo que supone entre una quinta y una cuarta parte de los judíos que murieron durante la guerra. Por lo menos, la mitad de los muertos lo fueron por desnutrición, enfermedades, agotamiento e hipotermia.
Auschwitz recibía a muchos de sus judíos desde el campo de Theresienstadt. Construido desde noviembre de 1941 al norte de Terezin (en alemán, Theresienstadt), en Checoslovaquia, este campo constituía la prisión central de la Gestapo en el Protectorado. Recibió a 10 000 judíos checos durante los primeros días del año siguiente y se trataba inicialmente de un centro de reagrupamiento organizado como un gueto. De las 140 000 personas que llegaron deportadas al campo, al final de la guerra solo seguían con vida menos de 17 000.

##### Otros campos

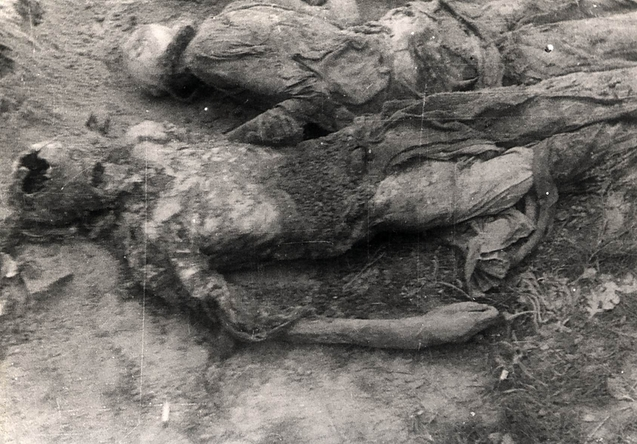
Cadáveres hallados en una fosa común del «campo de tránsito» nazi Janowska en la Polonia oriental, actualmente Ucrania

Otro campo, el de Majdanek, se construyó en la parte oriental de Lublin; desde julio de 1942 se construyeron en él hasta siete cámaras de gas. Al final, habrían muerto en él unas 180 000 personas; 120 000 de ellas, judíos.
En octubre de 1942, Heinrich Himmler determinó que todos los judíos debían ser trasladados a Auschwitz o Majdanek. Ejecuciones masivas tuvieron lugar entre el 8 de mayo y el 29 de julio de 1944. Rudolf Höss, por orden de Heinrich Himmler, debía gasear a más de 400 000 judíos húngaros en Auschwitz. En determinados días fueron asesinadas cerca de 24 000 personas, muchas de las cuales fueron quemadas en hogueras al aire libre por la escasa capacidad de los crematorios.

Se estima que aproximadamente 1,2 millones de judíos murieron en las cámaras de gas de Auschwitz-Birkenau, junto con un número mucho menor de polacos, gitanos y prisioneros de guerra soviéticos.

Rudolf Höss cuenta en sus memorias que en el verano de 1941 fue recibido personalmente por Himmler y este le dijo: 

«El Führer ha dado la orden de proceder a la solución final del problema judío. Nosotros, los SS, somos los encargados de llevar a cabo esta orden. A usted le incumbe esta tarea dura y penosa».

 Al finalizar la cita, le exigió guardar silencio, incluso ante sus superiores.
Pero Eichmann confesó en 1961, durante su proceso en Jerusalén, que durante esta conferencia «se estudiaron con rigor los [más efectivos] métodos para exterminar a todo el pueblo judío que vivía en Europa».
En su totalidad, la «solución final» incluyó el exterminio de numerosos judíos europeo por gaseamiento, fusilamiento y otras medidas de asesinato en masa. En la Europa ocupada por los nazis, vivían aproximadamente ocho millones de judíos. Algo más de seis millones de judíos murieron, o sea, dos tercios de todos los judíos que vivían en Europa en 1939.

## Las víctimas

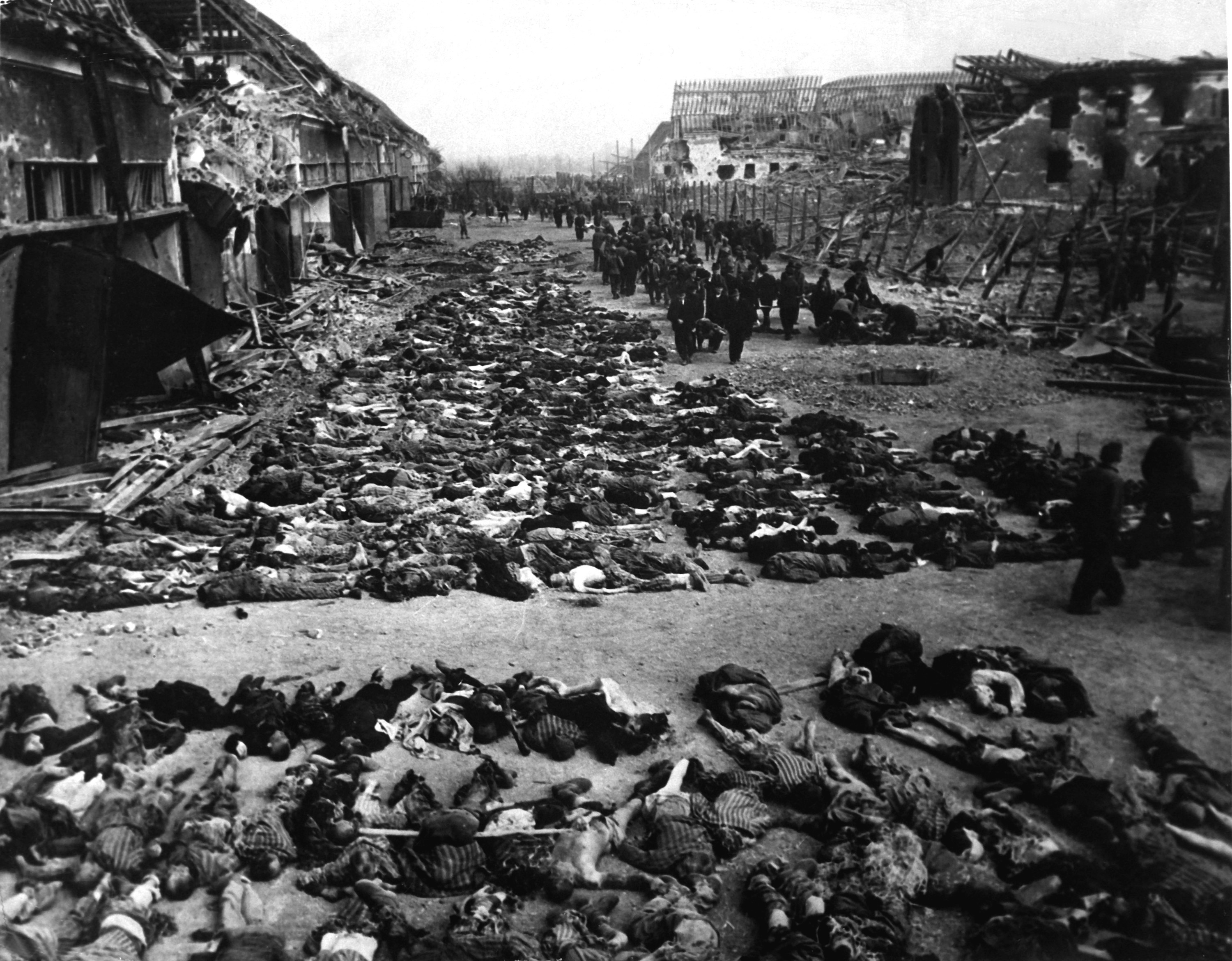
Centenares de cuerpos de prisioneros muertos por inanición o por disparos de la Gestapo yacen en el suelo tras la liberación del campo de concentración de Nordhausen (12 de abril de 1945).

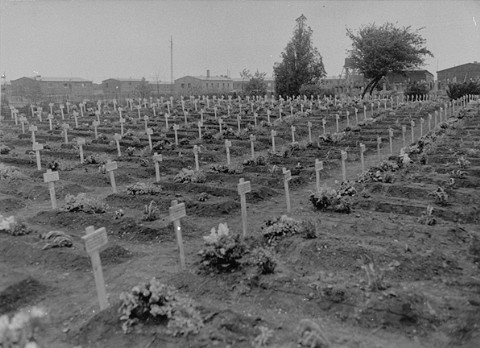
Cementerio de Buchenwald.

Junto con los judíos, otros grupos humanos como gitanos, soviéticos (especialmente, los prisioneros de guerra), comunistas, Testigos de Jehová, polacos étnicos, pueblos eslavos, discapacitados, varones homosexuales y disidentes políticos y religiosos, fueron también objeto de persecución y asesinato durante el nazismo.
Según el criterio más o menos restringido que se adopte para definir el Holocausto, la cifra de víctimas varía. Algunos historiadores lo circunscriben al genocidio de judíos a manos del Tercer Reich (algo más de 6 millones de víctimas). Otros estudiosos consideran que debe aplicarse asimismo a las víctimas polacas y a otros pueblos eslavos y gitanos. Un tercer grupo amplía el término para que abarque igualmente a los homosexuales, los disminuidos físicos y mentales y los Testigos de Jehová, de modo que se estiman en 11 o 12 millones las víctimas del Holocausto, de las cuales más de la mitad eran judíos.
Martin Gilbert estima en más de 10 millones el número de víctimas no judías. El Museo Conmemorativo del Holocausto de los Estados Unidos detalla dichas víctimas: 5.7 millones de civiles soviéticos no judíos, 3 millones de prisioneros de guerra soviéticos, 1.7 millones de polacos no judíos, 0.3 millones de serbios, 0.25 millones de enfermos mentales, hasta 0.5 millones de gitanos, los Testigos de Jehová, los homosexuales, etc.
Se calcula que murieron víctimas de este exterminio algo más de seis millones de judíos, aparte de unos 800 000 gitanos, cuatro millones de prisioneros de guerra soviéticos o víctimas de la ocupación (fueron también objeto de exterminio sistemático), polacos e individuos calificados de asociales de varias nacionalidades (presos políticos, homosexuales, discapacitados físicos o psíquicos, delincuentes comunes, etc.). Las aproximaciones oficiales son las siguientes:
- polacos judíos (15,56 %) y no judíos (13,78 %)
- alemanes judíos (13,33 %)
- eslavos ( 26,66 %)
- prisioneros de guerra soviéticos (17,78 %)
- gitanos ( 3,56 %)
- alemanes «arios» opositores políticos (generalmente personas con ideas de izquierda y librepensadores) (6,67 %)
- discapacitados (1,34 %)
- homosexuales (1,12 %)
- negros[281]

## La resistencia ante el genocidio

### La población alemana en general
Por extraño que pueda parecer, la Cuestión Judía no despertó el mínimo interés en la inmensa mayoría de los alemanes durante los años de la guerra en los que los asesinatos en masa de los judíos estaban teniendo lugar en los territorios ocupados. [Por lo demás], los judíos, una minoría en general poco estimada, estaban (...) prácticamente aislados del resto de la sociedad alemana [y su] despersonalización (...) había sido el gran éxito de la política nazi y de la propaganda sobre la Cuestión Judía.

De acuerdo con lo anterior, ni el decreto que impuso a los judíos la estrella amarilla, ni las primeras deportaciones efectuadas en el otoño de 1941 (e invierno de 1941-1942), fueron hechos respondidos por la población alemana de manera significativa. Sin embargo, fue la respuesta popular contraria la que consiguió parar la retirada de crucifijos en Baviera y evitar la gasificación de miles de enfermos mentales.
En cuanto a la reacción ante el genocidio,

existen evidencias incontrovertibles de que el conocimiento de las atrocidades y los fusilamientos en masa de los judíos en el este estaba bastante extendido, mayoritariamente en forma de rumor transmitido a casa por los soldados que regresaban de permiso. Si los rumores, en su mayoría, carecían de concreción, los relatos de testigos presenciales de los fusilamientos, así como las emisiones desde radios extranjeras, proporcionaban material suficiente para que [las autoridades nazis buscasen cómo] contrarrestar los rumores acerca de las «medidas muy duras» que estaban emprendiéndose contra los judíos en el este. (...) Los detalles concretos se desconocían, pero el conocimiento de que con los judíos estaban sucediendo cosas horribles era suficiente.

En cuanto a las gasificaciones, fueron llevadas mucho más en secreto y tuvieron poco eco dentro de Alemania.
Con todo, mucha gente de Alemania consideró en su momento que los bombardeos aliados sobre sus poblaciones eran una venganza y un desquite por el trato dado a los judíos.
Los rumores en Alemania sobre el destino de los judíos fueron generalizados y contenían datos suficientes como para entender que en el este se estaba produciendo un asesinato masivo de judíos. Incluso, el conocimiento de las gasificaciones y del exterminio en los campos fue relativamente limitado.
Y aunque la planificación y ejecución de la «solución final» se llevó con un grado muy elevado de secretismo, lo que probablemente demuestra que los jerarcas nazis eran conscientes de que no podían contar para ello con el respaldo popular, la misma no

se habría hecho realidad (...) sin la colaboración activa de la Wehrmacht, la única fuerza aún capaz de contener el régimen nazi; o en cualquier caso, sin el consentimiento equivalente a la complicidad activa de la burocracia civil, que se esforzó por satisfacer los requerimientos de vertiginosa discriminación, o de los líderes de las industrias alemanas, que fabricaron la maquinaria de la muerte e instalaron sus fábricas en los campos de concentración. Y dentro del complejo organizativo de las SS-SD-Gestapo, fueron menos los fanáticos raciales que los organizadores ambiciosos y los administradores competentes como Eichmann, y los ejecutores a sangre fría como Höss, quienes convirtieron la infernal visión en un infierno en la tierra. [Y tampoco habría sido posible] sin los pasos progresivos que fueron excluyendo paulatinamente a los judíos de la sociedad alemana y que tuvieron lugar delante de todo el mundo, en su forma legal recibidos con la aprobación general de la población, y dando como resultado la despersonalización y la degradación de la figura del judío. No habría sido posible sin la apatía y la indiferencia generalizada, que fue la respuesta común a la propaganda del odio. Y, finalmente, no habría sido.

Desde julio, empezaron a llegar judíos de Alemania; después, desde casi todos los países europeos: Rumania, Croacia, Finlandia, Noruega, Bulgaria, Italia, Hungría, Serbia, Dinamarca, Grecia y el sur de Francia. En este contexto, entre 1942 y 1943 se ampliaron y perfeccionaron las instalaciones para gasear en Auschwitz. En junio de 1943 había una cámara más y se había ampliado a 4 el número de crematorios, conforme a los planes de la empresa Hoch-und Tiefbau AG Kattowitz; los hornos crematorios y las instalaciones de gaseamiento habían sido fabricados por la empresa J. A. Topf posible sin el silencio de las jerarquías de la Iglesia, que no lograron expresar la oposición que pudiera haber a las políticas raciales nazis, y sin el consentimiento en forma de complicidad activa de otras destacadas secciones de la élites alemanas.

La exacta valoración de la actitud de los alemanes ante el destino de los judíos ha provocado divergencias entre algunos historiadores. Ian Kershaw ha insistido en el concepto de «indiferencia moral», que se reflejó en el hecho de que los alemanes apartaron la vista deliberadamente eximiéndose de cualquier responsabilidad personal. La razón principal habría sido que la población aceptó con naturalidad el derecho del Estado a decidir sobre la Cuestión Judía, un asunto que para ellos tendría poca relevancia personal. Por su parte,

Kulka y Rodrigue adoptan la postura de que «la imagen de conjunto que el régimen obtenía a partir de los informes sobre la opinión popular apuntaba hacia una pasividad general de la población frente a la persecución de los judíos», demostrando así la «complicidad objetiva de la población en la Solución Final», aunque rechazan el concepto de «indiferencia» como excesivamente limitado en cuanto a su alcance y por no transmitir «toda la complejidad de la opinión popular».

Sin embargo, debe profundizarse todavía el estudio sobre la actitud de la población europea y alemana en particular. Muchos partidarios de los nazis se enriquecieron por la persecución a los judíos, recibiendo beneficios, bienes y propiedades. (puede consultarse Los verdugos voluntarios de Hitler).

### Los judíos
Respecto de los propios judíos, fueron varios los impedimentos con los que se encontraron para planificar o idear una resistencia ante las acciones genocidas de los nazis: en primer lugar, su subestimación del peligro que éstos suponían cuando Hitler llegó al poder, es decir, no reaccionaron a tiempo ante la propagación del terror; en segundo lugar, el nazismo se esforzó constantemente en alentar falsas expectativas, ilusionando muchas veces a sus víctimas con la idea de que la sumisión y el trabajo podía ser causa de su salvación; en tercer lugar, que la idea misma del exterminio total resultaba más bien producto de una imaginación enferma que de un plan con alguna posibilidad de hacerse realidad; en cuarto lugar, que la aplicación sistemática de castigos terribles e indiscriminados por parte de los alemanes ante cualquier amago de rebelión ejercía un serio efecto de intimidación; en quinto lugar, que el ambiente antisemita y colaboracionista de muchos de los países europeos (sobre todo de Europa oriental) durante la guerra, hacían muy dificultosa una escapatoria a través de ellos para cualquier judío; y, en sexto lugar, que el grado de agotamiento físico y psicologíco de los judíos, en guetos, campos, etc., era de tal envergadura, que dificultaba enormemente cualquier expectativa que fuese más allá de garantizar la supervivencia del día a día.
Con todo, y a pesar de esta situación de enorme desventaja en la que se encontraron, hubo diversos casos de resistencia.
Durante los años previos a la guerra, hubo judíos que intentaron organizar grupos para hacer frente a la catarata legislativa antijudía. Destacó entre ellos el conocido como «Grupo Baum», liderado por Herbert Baum, que durante 1937 se reunió semanalmente en Berlín y que llegó a realizar sabotajes contra el nazismo.
También a través de la Conferencia de Evian, en julio de 1938, hubo un intento por dar una solución a la población judía migrante de Alemania y Austria.
Ya en plena época de exterminio, el joven líder de la resistencia judía Abba Kovner lanzó en la noche del 31 de diciembre de 1941 un manifiesto en el que proclamaba que Hitler planificaba la destrucción de todos los judíos de Europa; se trata de la primera llamada pública a la resistencia. Desde el día siguiente, quedó organizada la resistencia en el interior del gueto de Vilna, que sería el primero en sublevarse. En este sentido, los judíos se sublevaron en unos veinte guetos de Europa oriental, primero el de Vilna en Lituania en enero de 1942, y luego en guetos como los de Varsovia (entre el 19 de abril y el 15 de mayo de 1943) y Bialystok y, más tarde, en diversos campos de exterminio.

Los precursores de la resistencia militante [surgieron] de la comunidad judía lituana, que fue la primera que se vio sometida a matanzas salvajes y masivas perpetradas por los alemanes con la participación entusiasta de la población popular. Fue como si comprendieran que Lituania era una especie de laboratorio experimental de la «solución final».

De Vilna lograron escapar algunos combatientes judíos en el verano de 1943, tras lo cual formaron unidades partisanas para ayudar a la liberación de la ciudad.
La revuelta más conocida fue la sublevación del gueto de Varsovia, que duró casi un mes, entre el 19 de abril y el 15 de mayo de 1943 y que estuvo protagonizada por la Organización Judía Combatiente, compuesta por unos 600 miembros y dirigida por Mordechai Anielewicz, de 24 años de edad, y la Organización Militar Nacional, con 400 miembros. El gueto fue finalmente arrasado por las fuerzas alemanas, muriendo unos 15 000 judíos y siendo enviados posteriormente a campos de exterminio más de 50 000.
Asimismo, se produjeron diversas revueltas de prisioneros en los campos de exterminio, incluidos los de Auschwitz (donde se voló un horno crematorio) y Treblinka, donde en agosto de 1943 tuvo lugar una importante sublevación. El 14 de octubre se rebelaron los prisioneros de Sobibor, y dos días más tarde hubo de cerrarse el campo, tras conseguir escapar al menos un centenar de ellos.
Más allá de los campos y los guetos, muchos judíos se alistaron en los grupos de partisanos que lucharon contra los nazis en los bosques de Ucrania y Polonia, en los montes Cárpatos, en Bielorrusia y en Lituania. Especialmente conocida fue la Brigada Judía liderada por Abba Kovner y que actuó en los bosques cercanos a Vilna. Hubo también grupos resistentes en Bialystok, Kovno y Minsk.
En Europa occidental y meridional, participaron en grupos de resistencia en casi todos los países, llegando a constituir en algún momento el 15 % de los resistentes en Francia.
En Alemania, a pesar de las extraordinarias limitaciones, probablemente unos dos o tres mil judíos se involucraron activamente en el movimiento antinazi clandestino alemán.
En conclusión,

aproximadamente un 10 por ciento de la comunidad judía mundial (1,6 millones sobre una población total de dieciséis millones en 1939) luchó en la guerra, incluidos los treinta y cinco mil voluntarios judíos de Palestina que formaron la Brigada Judía del ejército británico.

## La singularidad histórica del Holocausto
La eliminación física de los judíos se realizó de forma sistemática, meticulosa y efectiva conforme a una estrategia bien elaborada que se ha llegado a calificar de «industrial». De hecho, ningún otro genocidio en la historia se ha llevado a cabo mediante medios mecánicos en instalaciones especialmente construidas, como las cámaras de gas que funcionaron en Auschwitz o Treblinka. Con todo, y a pesar de las declaraciones de los nazis en el sentido de que veían a sus víctimas más como cargas o piezas que como seres humanos, existió una clara implicación emocional en muchos de ellos ante la matanza ininterrumpida de civiles indefensos que realizaron.
Por otro lado, la creencia generalizada en ellos era que estaban cumpliendo órdenes de Hitler, y que el objetivo era acabar con los enemigos no solo presentes, sino futuros, de la raza alemana. En este sentido, la característica de los dirigentes nazis era que compartían un antisemitismo exacerbado, no menor que el de sus subordinados. Así,

el contacto con judíos, ya fuese un individuo o grupos pequeños, solía despertar un grado de brutalidad personal, sádica, un deseo de humillar y destruir, que raras veces se manifestaba en el contacto con simples polacos, rusos u otros eslavos.(...) Los simples soldados, tanto los hombres de las SS como los del ejército, estaban fuertemente influidos por la propaganda y el adoctrinamiento y, si eran jóvenes, con años de educación en el sistema escolar del Tercer Reich, inclinados a creer que los judíos en general, y los judíos del este en particular, eran sucios, peligrosos, falsos y enfermizos, los enemigos de toda la civilización.

Ello no quiere decir necesariamente que el Holocausto tuviera un plan definido desde el principio: precisamente este es uno de los puntos que divide a los estudiosos, entre intencionalistas y funcionalistas:

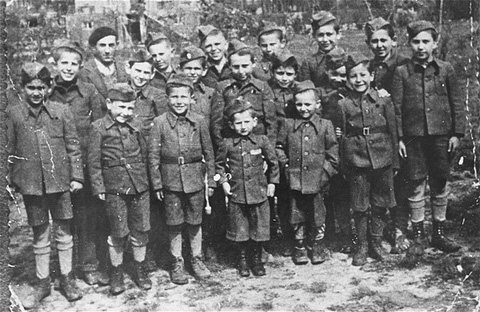
Niños supervivientes del campo de concentración de Buchenwald. Están vestidos con uniformes alemanes debido a la escasez de ropa.

- Los intencionalistas consideran que existió un plan calculado minuciosamente de antemano, destinado desde el principio a dar muerte a todos los judíos que estuviesen en la órbita del Tercer Reich. El plan habría sido esbozado por Hitler desde muchos años antes, y ejecutado en sus diferentes etapas por funcionarios y soldados sumisos al líder una vez obtenido el poder. Algunos historiadores hacen mención a comentarios en privado que hizo Hitler antes incluso de publicar Mein Kampf, que podrían sugerir la matanza masiva de judíos. Públicamente, la única declaración al respecto del partido nazi se encuentra en el programa del partido, adoptado en febrero de 1920: allí se reclamaban leyes antijudías, que les anulara la ciudadanía y les impidiera votar o inmigrar, y expulsara a los judíos llegados con posterioridad a 1914 y se comprometía a castigar con pena de muerte a «usureros y especuladores» y los que cometan «delitos fundamentales contra el Pueblo».
- Los funcionalistas sostienen, por el contrario, que cuando el partido nazi llegó al poder ninguno de los dirigentes del Tercer Reich tenían una idea clara de cómo actuar con respecto a los judíos. En su opinión, la idea de la liquidación en masa se fue desarrollando sobre la marcha. Los historiadores que defienden esta postura suelen presentar el asesinato en masa como un proceso de «radicalización acumulativa», a partir de iniciativas individuales de funcionarios del partido, del gobierno y del ejército y en las que Hitler tuvo poca intervención directa, limitándose a trazar las líneas generales sobre el «peligro» que representaban los judíos, pero sin decirles qué hacer para afrontarlo. Eso habría dado lugar a distintas estrategias, a veces incoherentes entre sí, antes de que desembocaran en el exterminio.

En términos generales, la estructura del Holocausto fue la siguiente:
- Primero, se creó el concepto de judío de acuerdo a unos criterios muy distintos de los utilizados hasta entonces. Una parte de la población europea quedó así marcada como enemiga según el ideario nazi.
- Segundo, se procedió a desposeer a los ciudadanos marcados de sus derechos de ciudadanía y sus bienes, separándolos así virtualmente del resto de la sociedad.
- Tercero, se emprendió la separación física de los judíos, con su concentración en guetos o su deportación a otros territorios.
- El cuarto paso era solucionar definitivamente el problema judío: se pensó inicialmente en deportarlos fuera de Europa y después se optó por su asesinato masivo, fundamentalmente por dos medios: ejecución por unidades militares creadas a tal efecto (en la Unión Soviética ocupada, sobre todo) o ejecución en campos de exterminio también creados al efecto (en el caso de los restantes judíos europeos).

Dos elementos distinguen al Holocausto de otros casos de genocidio o asesinatos masivos:
El primer elemento es la ideología nazi, la cual es fervientemente nacionalista, aunque de corte político centralizado con un componente mítico añadido, que divide al mundo en cuatro categorías:
- la raza aria, superior al resto de las razas y destinada a dominar el mundo (y los arios que no estuvieran de acuerdo deberían ser eliminados);
- el resto de las razas, consideradas inferiores y destinadas a ser dominadas (y aquellos de esas razas que se resistieran deberían ser eliminados);
- los «impuros» (gitanos, homosexuales, enfermos, discapacitados, dementes, etc.), que estaban destinados a ser exterminados;
- los judíos, considerados la antítesis de la raza aria y encarnación del mal, destinados a la exterminación masiva y sistemática.

El discurso y la estructura ideológica nazi están cargados de significación religiosa y mitológica.
El segundo elemento es la sistematización de los procesos de asesinatos masivos, los cuales comenzaron con la concentración de la población judía en guetos y posteriormente en campos de concentración y culminó con la implantación de la llamada «solución final al problema judío», que consistió en el asesinato masivo y sistemático de la mayor parte de la población judía europea.
El principal elemento de dicha «solución» fueron los campos de exterminio, los cuales funcionaban como auténticas fábricas de muerte, cuya materia prima era la población a ser exterminada.

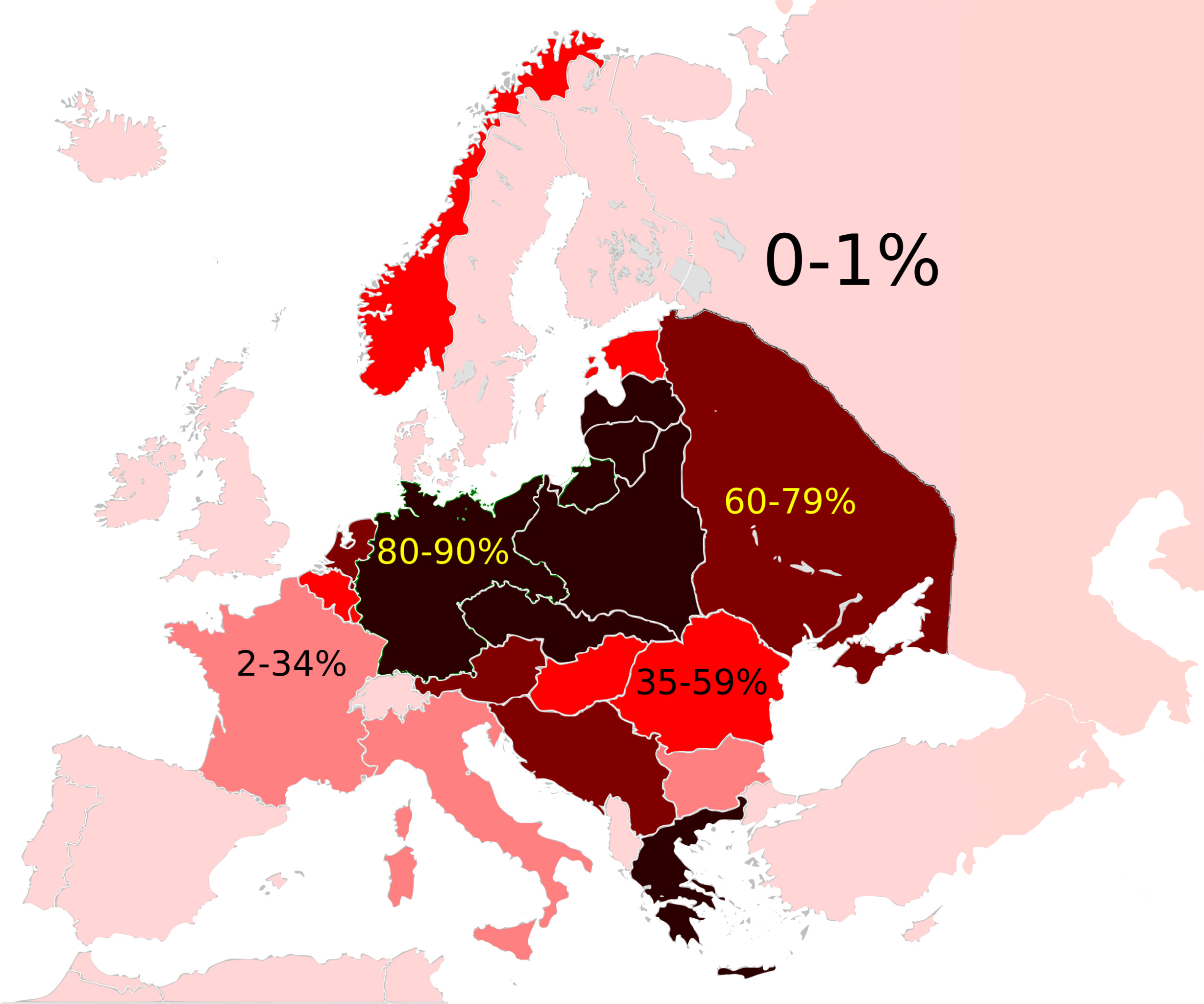
Mapa del Holocausto judío en Europa, 1939-1945. Muestra el porcentaje de muertos judíos de cada país al terminar la Segunda Guerra Mundial en relación con la población existente al inicio de las hostilidades.

Durante el Holocausto, unos seis millones de judíos (alrededor de dos tercios de la población judía mundial de la época) fueron exterminados. En algunos casos desaparecieron comunidades enteras, entre ellas la floreciente comunidad judía de Polonia (de más de tres millones de miembros) y la comunidad sefardí de Salónica (en Grecia).
El número exacto de personas asesinadas durante el régimen nazi no se ha podido determinar, aunque se consideran fiables las siguientes cifras:
- 5 600 000 a 6 100 000 de judíos, de los que del 49 al  63 % eran polacos,
- 3 500 000 a 6 000 000 de civiles eslavos,
- 2 500 000 a 4 000 000 de prisioneros de guerra soviéticos,
- 2 500 000 a 3 500 000 de polacos no judíos,
- 1 000 000 a 1 500 000 de disidentes políticos,
- 200 000 a 800 000 gitanos,
- 200 000 a 300 000 discapacitados,
- 10 000 a 250 000 homosexuales,

En total las víctimas suman una cifra de 15 510 000 a 22 450 000 (quince a veinte millones de personas, aproximadamente).[cita requerida]
El Holocausto dio el empuje final a la creación del Estado de Israel, ubicado sobre parte del territorio del Mandato Británico de Palestina, que acogió a los judíos supervivientes del exterminio.

## Teorías conspirativas y negacionismo
Algunos sectores minoritarios sostienen que la «solución final» no suponía el exterminio de los judíos, sino que era un plan que pretendía deportar a los judíos de Alemania y de los países ocupados y aliados de Alemania, y que a largo plazo suponía la creación de un Estado judío en la isla de Madagascar (Plan Madagascar), territorio en dominio de Francia y poco poblado en esos momentos.
La idea de que para los nazis la «solución final» no significaba el asesinato sistemático de los judíos, sino su desplazamiento hacia el este de Europa, se basa en la reinterpretación de documentos tales como la carta del 31 de julio de 1941 donde Hermann Göring escribió a Reinhard Heydrich lo siguiente:

Complementando la tarea que le fuera encomendada a usted por Decreto del 24.1.1939, para llegar en la cuestión de los judíos a una solución lo más favorable posible, según las circunstancias actuales en forma de su emigración y evacuación, le encargo por la presente tomar todas las medidas preliminares necesarias de organización y de índole material para la solución integral del problema judío dentro de la zona de influencia alemana en Europa... Le encargo, además, presentarme a la brevedad un proyecto integral referente a tales medidas para dar cumplimiento a la deseada solución final del problema judío.

Martin Luther, funcionario de la cancillería nazi y participante en la conferencia de Wannsee, escribía en un memorándum el 21 de agosto de 1942:

El principio de la política alemana referente al tema judío, después de la toma del poder, consistió en fomentar la emigración judía por todos los medios... La guerra actual le otorga a Alemania la posibilidad y también el deber de solucionar el problema judío en Europa... Sobre la base de la citada directiva del Führer se ha comenzado con la evacuación de los judíos de Alemania. Resultaba apropiado incluir en estas acciones a los ciudadanos judíos de los demás países que también habían tomado medidas respecto de los judíos... La cantidad de judíos desplazados de esta manera hacia el este no alcanzaba a cubrir allá la mano de obra necesaria.

Sin embargo, de acuerdo a la versión mayoritaria con respecto al Holocausto, los términos «evacuación», «desplazamiento», «emigración», «reinstalación», etc. eran palabras clave para ocultar la masacre.
Éstas y otras razones son esgrimidas por los negacionistas del holocausto, quienes niegan la existencia de Holocausto, llegando a afirmar que se trata de un medio propagandístico del sionismo y de una supuesta conspiración judía.
Basándose en supuestas investigaciones posteriores a la guerra, afirman que la cifra de judíos muertos en los campos de concentración nazi no es tan elevada, y que todo sería un complot para evitar a toda costa el resurgimiento nacionalsocialista.[cita requerida]
La persecución y el genocidio se llevó a cabo por etapas. Las leyes de Núremberg fueron promulgadas años antes del estallido de la Segunda Guerra Mundial. Los campos de concentración nazis fueron creados como lugares donde los reclusos eran utilizados como mano de obra esclava hasta que morían por agotamiento o enfermedad. Allí donde la Alemania Nazi conquistaba nuevos territorios al este de Europa, escuadrones especializados llamados Einsatzgruppen asesinaban judíos y oponentes políticos en fusilamientos masivos. Los judíos y los gitanos fueron encerrados en guetos antes de ser transportados por centenas o millares en trenes de carga hacia campos de exterminio donde, si sobrevivían al viaje, la mayoría de ellos era asesinada en cámaras de gas. Todo el aparato burocrático alemán estuvo involucrado en la logística del asesinato masivo, convirtiendo al país en lo que un académico ha llamado «un Estado genocida».

## Listado de los campos de concentración nazis
A continuación se muestra una lista de los campos de concentración nazis. Estos campos fueron establecidos dentro de Alemania poco después de la ascensión al poder del partido nazi en 1933. Posteriormente se crearían otros campos en aquellos países anexionados o invadidos por Alemania antes y durante el transcurso de la Segunda Guerra Mundial, como Países Bajos y Polonia. Mientras que algunos campos tuvieron una existencia más bien efímera, otros permanecieron en activo hasta la definitiva derrota alemana en la guerra.
Los campos de exterminio se encuentran marcados en color rosa, mientras que los mayores campos de otros tipos están señalados con color azul.
| Nombre del campo               | País (actual)   | Tipo de campo                                               | Tiempo de funcionamiento                                     | Número estimado de prisioneros | Número estimado de muertos | Subcampos                                    | Web                                                  |
| ------------------------------ | --------------- | ----------------------------------------------------------- | ------------------------------------------------------------ | ------------------------------ | -------------------------- | -------------------------------------------- | ---------------------------------------------------- |
| Arbeitsdorf                    | Alemania        | Campo de trabajo                                            | 8 de abril de 1942 - 11 de octubre de 1942                   |                                | min. 600                   |                                              |                                                      |
| Auschwitz                      | Polonia         | Campo de trabajo y exterminio                               | Abril de 1940-enero de 1945                                  | 400 000                        | 1 100 000-1 500 000        | Auschwitz1940 Birkenau1941 Buna-Monowitz1941 |                                                      |
| Bardufoss                      | Noruega         | Campo de concentración                                      | Marzo de 1944 -?                                             | 800                            | 250                        |                                              | ?                                                    |
| Belzec                         | Polonia         | Campo de exterminio                                         | Marzo de 1942-junio de 1943                                  |                                | 600 000                    |                                              |                                                      |
| Bergen-Belsen                  | Alemania        | Punto de agrupamiento                                       | Abril de 1943-abril de 1945                                  |                                | 70 000                     |                                              |                                                      |
| Bolduque                       | Países Bajos    | Campo de tránsito y prisioneros                             | 1943-verano de 1944                                          |                                |                            |                                              |                                                      |
| Bozen                          | Italia          | Tránsito                                                    | Julio de 1944-abril de 1945                                  | 11 116                         |                            | listado                                      |                                                      |
| Bredtvet                       | Noruega         | Campo de concentración                                      | ?                                                            | ?                              | ?                          | ?                                            |                                                      |
| Breendonk                      | Bélgica         | Campo de prisioneros y trabajo                              | 20 de septiembre de 1940-septiembre de 1944                  | min. 3532                      | min. 391                   |                                              |                                                      |
| Breitenau                      | Alemania        | Uno de los primeros campos, posteriormente campo de trabajo | Junio de 1933-marzo de 1934, 1940-1945                       | 470; 8500                      |                            |                                              |                                                      |
| Buchenwald                     | Alemania        | Campo de trabajo                                            | Julio de 1937-abril de 1945                                  | 250 000                        | 56 000                     | listado                                      |                                                      |
| Chełmno                        | Polonia         | Campo de exterminio                                         | Diciembre de 1941-abril de 1943; abril de 1944-enero de 1945 |                                | 340 000                    |                                              |                                                      |
| Dachau                         | Alemania        | Campo de trabajo                                            | Marzo de 1933-abril de 1945                                  | 200 000                        | min. 30 000                | listado                                      |                                                      |
| Falstad                        | Noruega         | Campo de prisioneros                                        | Diciembre de 1941 - mayo de 1945                             |                                | min. 200                   | none                                         |                                                      |
| Flossenbürg                    | Alemania        | Campo de trabajo                                            | Mayo de 1938-abril de 1945                                   | min. 100 000                   | 30 000                     | listado                                      |                                                      |
| Grini                          | Noruega         | Campo de prisioneros                                        | 14 de junio de 1941-mayo de 1945                             | 19 788                         | 8                          | Fannrem Bardufoss Kvænangen                  |                                                      |
| Gross-Rosen                    | Polonia         | Campo de trabajo                                            | Agosto de 1940-febrero de 1945                               | 125 000                        | 40 000                     | listado                                      |                                                      |
| Hinzert                        | Alemania        | Punto de reunión y subcampo                                 | Julio de 1940-marzo de 1945                                  | 14 000                         | min. 302                   |                                              | Archivado el 28 de abril de 2021 en Wayback Machine. |
| Kaufering/Landsberg            | Alemania        | Campo de trabajo                                            | Junio de 1943-abril de 1945                                  | 30 000                         | min. 14 500                |                                              |                                                      |
| Kauen (Kaunas)                 | Lituania        | Gueto y campo de internamiento                              |                                                              |                                |                            | Prawienischken                               |                                                      |
| Klooga                         | Estonia         | Campo de trabajo                                            | Verano de 1943-28 de septiembre de 1944                      |                                | 2400                       |                                              |                                                      |
| Langenstein Zwieberge          | Alemania        | Subcampo de Buchenwald                                      | Abril de 1944-abril de 1945                                  | 5000                           | 2000                       |                                              |                                                      |
| Le Vernet                      | Francia         | Campo de internamiento                                      | 1939-1944                                                    | 13 350                         |                            |                                              |                                                      |
| Lwów, Janowska street (L'viv)  | Ucrania         | Campo de exterminio y trabajo                               | Septiembre de 1941-noviembre de 1943                         |                                |                            |                                              |                                                      |
| Majdanek (KZ Lublin)           | Polonia         | Campo de exterminio                                         | Julio de 1941-julio de 1944                                  |                                | 78 000                     |                                              |                                                      |
| Malchow                        | Alemania        |                                                             | Hasta el 8 de mayo de 1945                                   |                                |                            |                                              |                                                      |
| Maly Trostenets                | Bielorrusia     | Campo de exterminio                                         | Julio de 1941-junio de 1944                                  |                                | 200 000-500 000            |                                              |                                                      |
| Mauthausen-Gusen               | Austria         | Campo de trabajo                                            | Agosto de 1938-mayo de 1945                                  | 195 000                        | min. 95 000                | list                                         |                                                      |
| Mittelbau-Dora                 | Alemania        | Campo de trabajo                                            | Septiembre de 1943-abril de 1945                             | 60 000                         | min. 20 000                | listado                                      |                                                      |
| Natzweiler-Struthof            | Francia         | Campo de trabajo                                            | Mayo de 1941-septiembre de 1944                              | 40 000                         | 25 000                     | listado                                      |                                                      |
| Neuengamme                     | Alemania        | Campo de trabajo                                            | 13 de diciembre de 1938-4 de mayo de 1945                    | 106 000                        | 55 000                     | listado                                      |                                                      |
| Niederhagen                    | Alemania        | Prisión y campo de trabajo                                  | Septiembre de 1941-principios de 1943                        | 3900                           | 1285                       |                                              |                                                      |
| Oranienburg                    | Alemania        | Punto de reunión                                            | Marzo de 1933-julio de 1934                                  | 3000                           | min. 16                    |                                              |                                                      |
| Osthofen                       | Alemania        | Punto de reunión                                            | Marzo de 1933-julio de 1934                                  |                                |                            |                                              |                                                      |
| Płaszów                        | Polonia         | Campo de trabajo                                            | Diciembre de 1942-enero de 1945                              | min. 150 000                   | min. 9000                  | listado                                      |                                                      |
| Ravensbrück                    | Alemania        | Campo de trabajo                                            | Mayo de 1939-abril de 1945                                   | 150 000                        | (min. 90 000)              | listado                                      |                                                      |
| Riga-Kaiserwald (Mežaparks)    | Letonia         | Campo de trabajo                                            | 1942-6 de agosto de 1944                                     | ¿20 000?                       |                            | 16, incl. Eleja-Meitenes                     |                                                      |
| Risiera di San Sabba (Trieste) | Italia          | Campo de detención policial                                 | Septiembre de 1943-29 de abril de 1945                       |                                | 5000                       |                                              |                                                      |
| Sachsenhausen                  | Alemania        | Campo de trabajo                                            | Julio de 1936-abril de 1945                                  | min. 200 000                   | (100 000)                  | listado                                      |                                                      |
| Sobibór                        | Polonia         | Campo de exterminio                                         | Mayo de 1942-octubre de 1943                                 |                                | 250 000                    |                                              |                                                      |
| Stutthof                       | Polonia         | Campo de trabajo                                            | Septiembre de 1939-mayo de 1945                              | 110 000                        | 65 000                     | listado                                      |                                                      |
| Lager Sylt (Alderney)          | Islas del Canal | Campo de trabajo                                            | Marzo de 1943-junio de 1944                                  | ¿1000?                         | 460                        |                                              |                                                      |
| Theresienstadt (Terezín)       | República Checa | Campo de tránsito y gueto                                   | Noviembre de 1941-mayo de 1945                               | 140 000                        | 35 000                     |                                              |                                                      |
| Treblinka                      | Polonia         | Campo de exterminio                                         | Julio de 1942-noviembre de 1943                              |                                | min. 800 000               |                                              |                                                      |
| Vaivara                        | Estonia         | Campo de concentración y tránsito                           | 15 de septiembre de 1943-29 de febrero de 1944.              | 20 000                         | 950                        | 22                                           |                                                      |
| Varsovia                       | Polonia         | Campo de trabajo y exterminio                               | 1942-1944                                                    | Más de 40 000                  | Más de 200 000             |                                              |                                                      |
| Westerbork                     | Países Bajos    | Punto de reunión                                            | Octubre de 1939-abril de 1945                                | 102 000                        |                            |                                              |                                                      |

## Prisioneros famosos
En Buchenwald:
- Jean Améry, escritor austriaco judío.
- Bruno Apitz, escritor.
- Bruno Bettelheim, psicólogo.
- Léon Blum, político francés judío.
- Dietrich Bonhoeffer, teólogo.
- Édouard Daladier, primer ministro francés.
- Alexander von Falkenhausen, general alemán y gobernador militar de Bélgica.
- Maurice Halbwachs, sociólogo francés, muerto en 1945 en el campo.
- Heinrich Eduard Jacob, escritor alemán judío.
- Imre Kertész, escritor húngaro judío, premio Nobel de Literatura 2002.
- Hans Litten, jurista.
- Jacques Lusseyran, miembro de la resistencia francesa y escritor.
- Paul Morgan, actor austríaco.
- Mafalda María Isabela de Saboya, hija del rey italiano Víctor Manuel III, muerta en Buchenwald.
- Jorge Semprún, escritor y político español, ministro de Cultura de España (1988-1991).
- Ernst Thälmann, político comunista.
- Ernst Wiechert, escritor.

En Auschwitz:
- Józef Cyrankiewicz, presidió el gobierno de la República Popular de Polonia entre 1947 y 1952, y entre 1954 y 1970. Fue también presidente entre 1970 y 1972.
- Anne Frank, fue internada en Auschwitz-Birkenau entre septiembre y octubre de 1944; luego fue trasladada a Bergen-Belsen donde murió de tifus (no debe confundirse con fiebre tifoidea).
- Maximilian Kolbe, santo polaco, fue prisionero en Auschwitz I. Fue voluntario para morir de hambre en lugar de otro prisionero en 1941.
- Witold Pilecki, soldado polaco del Armia Krajowa, voluntario para internarse en Auschwitz, organizó la resistencia en Auschwitz (Związek Organizacji Wojskowej, o ZOW) e informó a los aliados sobre las atrocidades que allí ocurrían. Luego formó parte del levantamiento de Varsovia.
- Edith Stein, monja católica de origen judío que murió en las cámaras de gas de Auschwitz II.
- Elie Wiesel, sobrevivió a su reclusión en Auschwitz III Monowitz y escribió sobre sus experiencias.
- Petr Ginz (1928–1944), joven editor de Vedem, conocido por el diario escrito antes de su deportación, descubierto solo recientemente, y editado por su hermana Chava Pressburger.
- Primo Levi escritor italiano de origen judío. Capturado y deportado a Auschwitz en el invierno de 1944, sobrevivió y escribió Si esto es un hombre, estremecedor relato de la vida diaria del campo y de la cruel lucha por la supervivencia.
- Władysław Bartoszewski
- Olga Lengyel, habitó el campo para mujeres en Auschwitz- Birkenau, colaboró en la resistencia en la cual fue destruido uno de los hornos crematorios de dicho campo y escribió el célebre libro Los hornos de Hitler.
- Viktor Frankl, fue psiquiatra antes de su reclusión en el campo de Theresienstadten, en el que ingreso en 1942. En 1944 fue trasladado a Auschwitz, y después fue destinado a dos subcampos de Dachau. En su reclusión planteó una terapia psiquiátrica llamada logoterapia.
- Violeta Friedman, a los catorce años de edad ingresó en Auschwitz junto a su hermana. Violeta Friedman sobrevivió a las selecciones alemanas debido a que dentro del campo se sentía segura y decidió no salir de él, escapándose día tras día cuando era elegida para morir debido a su incapacidad de realizar trabajos forzados. Después fue ingresada en el campo de Bergen-Belsen. Destacan sus memorias.

En Mauthausen-Gusen:
- Józef Cyrankiewicz, primer ministro polaco (1947-1952 y 1956-1970).
- Antonin Novotny, presidente de Checoslovaquia.
- Simon Wiesenthal, cazador de criminales de guerra nazis y autor. En 1946 publicó el libro KZ Mauthausen, Bild und Wort (Campo de concentración de Mauthausen, escenas y palabras).
- Joaquim Amat-Piniella, escritor español que escribió en 1946 K.L. Reich, relato novelado de su experiencia en los campos nazis.
- Peter Van Pels (Peter van Daan, en libro de Anne Frank), joven que murió el 5 de mayo de 1945 en Mauthausen, y que convivió junto a Anne Frank en su escondite en Ámsterdam (Países Bajos).
- Francisco Boix, fotógrafo; autor de algunas de las más impactantes imágenes sobre el cautiverio y la liberación de este campo. Fue el único testigo español en los juicios de Núremberg.
- José Ester, miembro del Grupo Ponzán y secretario general de la Federación Española de Deportados e Internados Políticos en Toulouse.

## El Holocausto en el arte
Cine y televisión
- El gran dictador (1940). Dir.: Charles Chaplin
- Noche y Niebla (1955). Dir. Alain Resnais
- Holocausto (serie de televisión, 1978). Dir.: Marwin J. Chomsky
- The Scarlet and the Black (1983).Dir Jerry London
- Shoah (documental, 1985). Dir.: Claude Lanzmann
- Escape de Sobibor (1987). Dir.: Jack Gold
- Adiós, muchachos (1987). Dir.: Louis Malle
- Europa Europa (1990). Dir.: Agnieszka Holland
- La lista de Schindler (1993). Dir.: Steven Spielberg
- La vida es bella (1998). Dir.: Roberto Benigni
- Párrafo 175 (película) (2000). Dir.: Rob Epstein
- El diario de Ana Frank (2001). Dir.: Robert Dornhelm
- La zona gris (2001). Dir.: Tim Blake Nelson
- El cónsul Perlasca (2002). Dir Alberto Negrini
- Amén. (2002). Dir.: Constantin Costa-Gavras
- El pianista (2002). Dir.: Roman Polanski
- Campos de esperanza (2005). Dir.: Lajos Koltai
- Hermanos de Sangre, episodio 9 Por qué combatimos (miniserie de televisión en HBO, 2000). Dir.: David Frankel
- El último tren a Auschwitz (2006). Dir.: Dana Vavrova
- El noveno día (2004).
- El niño con el pijama de rayas (2008).
- Los falsificadores
- El libro negro
- Guetto (2006)
- Der Untergang (2005)
- Eichmann (2007)
- The Courageous Heart of Irena Sendler (2009) Dir.John Kent
- Inglourious Basterds (2009) Dir. Quentin Tarantino
- La rafle (2010)
- In Darkness (2011) Agnieszka Holland

Literatura
- Diario de Ana Frank (1942-1944). Diario de los últimos años de una víctima.
- La muerte es mi oficio de Robert Merle (1952).
- La tregua de Primo Levi (1962).
- Sin destino de Imre Kertész (1975). Novela autobiográfica.
- El niño con el pijama de rayas de John Boyne (2006).
- La llave de Sarah (2010) Novela histórica.
- Una voz para la memoria de Miguel Kertész (2012). Testimonio de la madre del autor.